# Operatie Overlord
Operatie Overlord was tijdens de Tweede Wereldoorlog de codenaam voor de grootscheepse landing door de westerse geallieerden op de Normandische kust met als  doel het door nazi-Duitsland bezette West-Europa terug te veroveren. Operatie Overlord begon in de avond en nacht van maandag 5 op dinsdag 6 juni 1944 met de grootste amfibische landing van militairen in de geschiedenis. Terugkijkend betekende 'Overlord' het begin van de bevrijding van West-Europa van de bezetting door Duitse troepen onder leiding van dictator Hitler. In Oost-Europa waren geallieerde troepen van de Sovjet-Unie bezig met een opmars tegen het nazi-regime en twee dagen voor het begin van de landingen was Rome door de geallieerden veroverd.
De operatie startte met luchtlandingen en een massale amfibische aanval in de vroege morgen van 6 juni. De feitelijke landing werd voorafgegaan door een breed opgezette afleidingsmanoeuvre, Operatie Fortitude, waar bij de Engelse kustplaats Dover en in het Zuiden van Schotland en Ierland nagemaakte militaire voer- en vaartuigen en legereenheden werden opgesteld en er op grote schaal valse geheime berichten werden verstuurd. Dat bracht de Duitsers er toe een groot deel van hun troepen bij Pas-de-Calais op te stellen. Bij de uiteindelijke landing enkele honderden kilometers zuidelijker, op de Normandische kust, waarbij duizenden soldaten sneuvelden, kon zo een bruggenhoofd worden geslagen. De militaire tactiek was dit te behouden en uit te breiden, waarvoor diverse reeksen operaties werden ondernomen.
Na zeven weken van zware gevechten wisten de geallieerden tijdens Operatie Cobra door de sterke Duitse verdedigingslinies te breken. Vervolgens lukte het om de Duitsers in de val te lokken bij Falaise en kon de strijd in het geallieerd voordeel beslist. De weg naar Parijs kon door het ontregelen van de aanvoerlijnen van het Duitse leger en door de inzet van een grote troepenmacht en materieel worden vervolgd. Mede door plaatselijk verzet kon de Franse hoofdstad eind augustus worden ingenomen. Men beschouwt de bevrijding van Parijs over het algemeen als het einde van Operatie Overlord.
De eerste dag van Overlord werd en wordt aangeduid met D-day, een term die vaak ook wordt geassocieerd met de hele operatie.

## Strijd om het tweede front

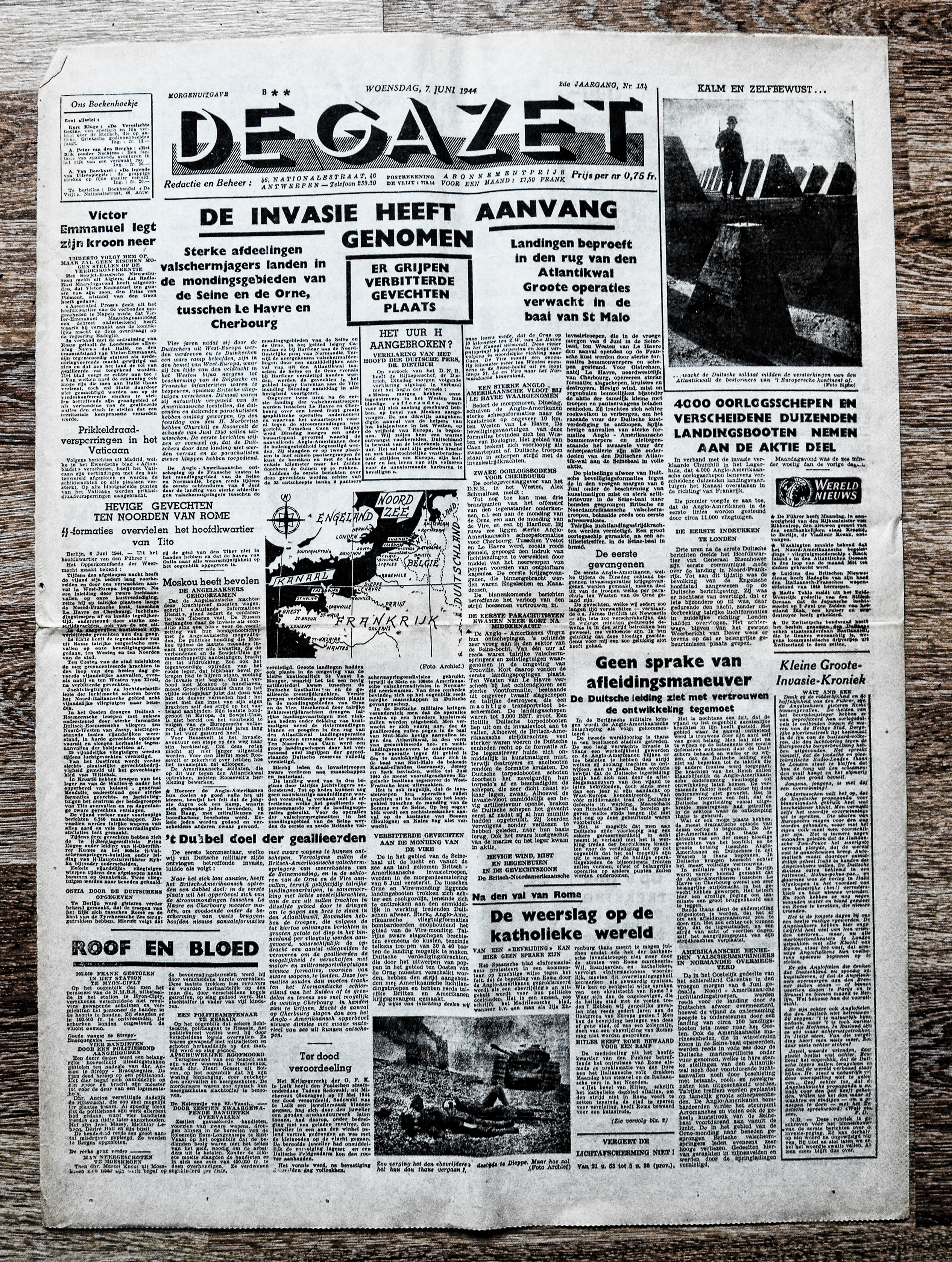
Voorpagina van De Gazet van 7 juni 1944 met hoofdnieuws "De invasie heeft aanvang genomen"

Sinds de Duitse aanval op de Sovjet-Unie in 1941 (Operatie Barbarossa), hadden de Sovjets de last van de strijd tegen nazi-Duitsland vrijwel alleen gedragen. De Amerikaanse president Franklin Roosevelt en de Britse premier Winston Churchill hadden namens de Verenigde Staten en het Verenigd Koninkrijk beloofd op het Europese vasteland een tweede front te openen om de wanhopige situatie van de Sovjet-Unie te verlichten. Deze belofte uit 1942 stuitte echter op grote praktische bezwaren omdat de Britten onvoldoende waren uitgerust voor een dergelijke operatie en de V.S. geen kans zagen op korte termijn genoeg materieel aan te voeren, hoewel men de noodzaak voor een tweede front inzag.

### Operaties Bolero, Roundup en Sledgehammer
Om deze reden werd tijdens een topconferentie in Washington D.C. (kerst 1941) besloten tot Operatie Bolero (naar de Bolero van Ravel), die erop gericht was alle noodzakelijke materialen aan te voeren voor een aanval op West-Europa.
Op de Noord-Atlantische Oceaan woedde echter de strijd tegen de U-boot-vloot van Duitsland en er heerste een groot gebrek aan vrachtruimte. Bovendien moesten de VS hun aandacht tussen de strijd in Europa en die in Japan verdelen. Dit had tot gevolg dat het grootste deel van het door de Verenigde Staten geproduceerde materieel werkeloos in opslag stond. Zonder een nieuw groot strijdtoneel kon het geallieerde productieoverwicht niet tot gelding komen.
Hierover bestonden eind 1941 twee meningen. De Amerikanen, onder leiding van Dwight D. Eisenhower kwamen met een plan voor een directe aanval op de stranden van Calais en Dieppe (Operatie Roundup) en een kleinere landing in de omgeving van Cherbourg onder de naam Operatie Sledgehammer, terwijl de Britten een sterke voorkeur hadden voor een aanval op Noord-Afrika om Rommel de pas af te snijden, het Vichy-regime onder druk te zetten en vandaar door het minder sterk verdedigde zuiden van Europa te kunnen oprukken.

### Onenigheid

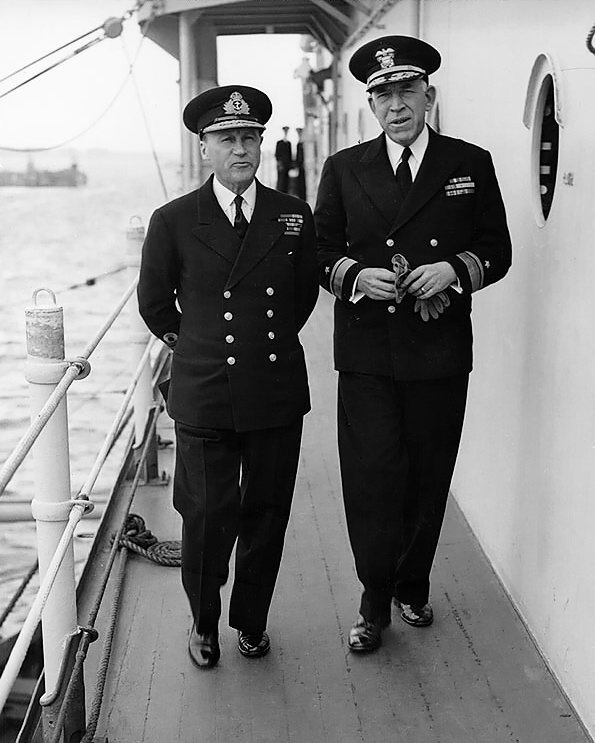
Admiraal Ramsay (links)

De drie grootmachten waren allesbehalve eensgezind. Aan Britse zijde heerste het gevoel dat Amerikanen en Russen de moeilijkheden van een amfibische operatie onderschatten. Admiraal Ramsay schreef in de zomer van 1942:

De zaak zit op hoog niveau lelijk in de knoop doordat de Amerikanen vlug iets willen doen, zonder te weten wat de mogelijkheden zijn. Daardoor hebben ze geen enkel inzicht en dat is duidelijk gebleken. Toch geloof ik dat ze, na een heleboel heen en weer gepraat, het nu wel in beginnen te zien.

Aan de andere kant waren de Amerikanen geenszins van de Britse bedoelingen overtuigd, maar waren de mening toegedaan dat de Britten voor alles hun Empire wensten te behouden. Hun gevoelens werden vertolkt door Generaal Albert C. Wedemeyer, lid van de sectie Operaties:

De Britten zijn meesters in het onderhandelen en bijzonder kundig in het gebruik van uitdrukkingen die voor tweeërlei uitleg vatbaar zijn. (...) Als het om staatszaken gaat hebben ze gewetens van rubber. Voor Koning en Vaderland de waarheid omzeilen is gerechtvaardigd voor het geweten van deze heren (...) wat ik waarnam was de Britse geslepenheid op zijn best, een kunst, ontwikkeld door de eeuwen van internationale intriges, vleierij en zachte dwang.

De Sovjets ten slotte waren ervan overtuigd dat de westerse geallieerden het openen van een tweede front zo lang mogelijk wilden uitstellen, opdat het Rode Leger het vuile werk alleen zou opknappen. Ze waren ongevoelig voor het Britse argument dat een amfibische aanval uit zou lopen op een bloedige nederlaag. De wanhopige pogingen van Vjatsjeslav Molotov om in mei 1942 de VS en het Verenigd Koninkrijk de noodzaak van het tweede front te laten inzien hadden enig succes, mede door de druk van de publieke opinie in het Verenigd Koninkrijk.

### Dieppe en Operatie Toorts

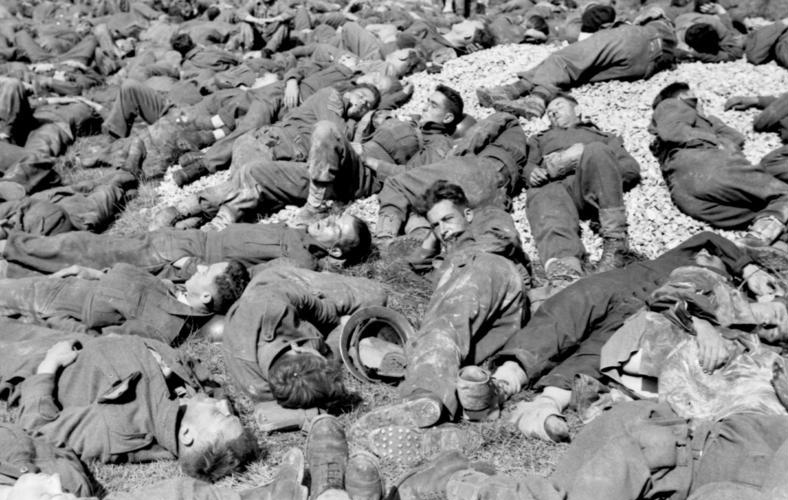
Geallieerde krijgsgevangenen na de mislukte landing te Dieppe

Het Britse opperbevel besloot, onder druk van de Amerikanen, de Sovjets en de publieke opinie in het Verenigd Koninkrijk, zelf een groots opgezette aanval uit te voeren, deels als verkenning, deels om te zien in hoeverre de geallieerde tactieken opgewassen waren tegen de Atlantikwall. De aanval op Dieppe op 19 augustus 1942 liep uit op een ramp. Van de 6100 manschappen werden er 3500 gedood, gewond of gevangengenomen en 108 geallieerde toestellen werden neergehaald tegenover 48 van de Luftwaffe. Deze nederlaag bleek leerzaam: de geallieerden kregen praktische ervaring in dit soort grootschalige amfibische operaties en het werd duidelijk dat een rechtstreekse aanval op een versterkte haven grote verliezen met zich meebracht.
In Noord-Afrika was het fortuin de geallieerden echter gunstiger gezind. Op 8 november 1942 vonden de eerste grootscheepse landingen in de Tweede Wereldoorlog plaats bij Casablanca, Oran en Algiers. De laatste twee werden vanuit Engeland ondernomen, de eerste rechtstreeks vanuit de VS. De troepen van Vichy-Frankrijk boden slechts symbolisch weerstand en de springplank over de Middellandse zee lag gereed. Hoewel de Amerikanen op dit punt nog geenszins overtuigd waren van de soft underbelly-tactiek van Churchill, zagen de Duitsers de implicaties onmiddellijk en bezetten inderhaast het zuidoosten van Frankrijk, waar tot dan toe het marionettenregime in Vichy de scepter zwaaide. De asmogendheden werden bovendien, terwijl aan het oostfront de Russische weerstand toenam bij de opmars naar Stalingrad, meteen gedwongen versterkingen te sturen naar Noord-Afrika. Deze moesten zich in het westen verdedigen tegen de Amerikanen en de Britten en in het oosten tegen de Britten, die in de Tweede Slag bij El Alamein zojuist het tij in hun voordeel gekeerd hadden.

### Conferenties van Casablanca, Quebec en Teheran

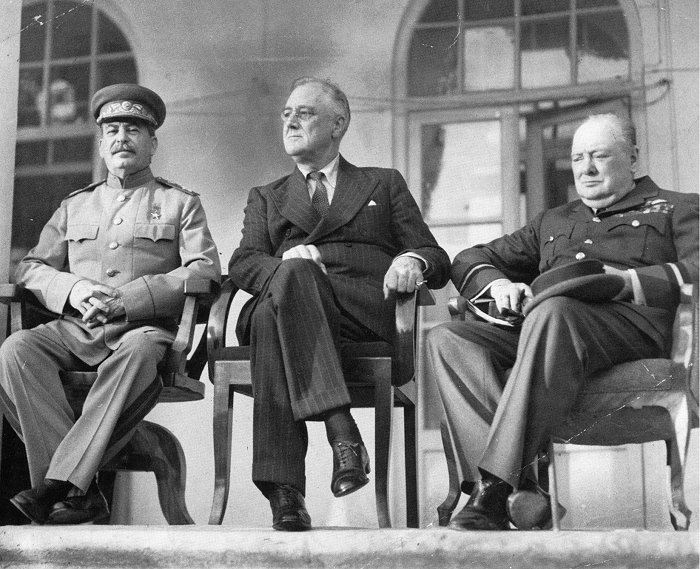
Stalin, Roosevelt en Churchill tijdens de Conferentie van Teheran

#### Conferentie van Casablanca
In januari 1943 vond de Conferentie van Casablanca plaats, bijgewoond door Roosevelt, Churchill en de verzamelde chef-stafs. Tijdens deze conferentie werd duidelijk dat de Britten de Amerikaanse druk voor een tweede front niet langer konden weerstaan. Hoewel de strijd in Noord-Afrika nog in volle gang was en ondanks de Britse ervaringen in Dieppe, hielden de Amerikanen vast aan Roundup. De Amerikanen waren weliswaar bereid de strijd in de Middellandse Zee voort te zetten met landingen op Sicilië of Sardinië, waarvoor Eisenhower zelfs plannen had, maar Churchill zag zich gedwongen te benadrukken dat Roundup het hoofddoel van de geallieerde inspanningen moest zijn. De operatie werd hernoemd naar Overlord en de datum werd vastgesteld op 1 mei 1944.

#### Conferentie van Quebec
Tussen 17 en 24 augustus 1943 vond er in Quebec (Canada) een conferentie plaats tussen de regeringsleiders van het Verenigd Koninkrijk en de Verenigde Staten. De hoofdvertegenwoordigers waren Winston Churchill (Verenigd Koninkrijk), Franklin Delano Roosevelt (Verenigde Staten) en William Lyon Mackenzie King (Canada). De belangrijkste besluiten die hier werden genomen gingen voornamelijk over het uitbreiden van de troepensterkte in Italië en het Verenigd Koninkrijk, met het oog op een invasie in Normandië. Daarnaast was het plan van luitenant-generaal Frederick Morgan voor Operatie Overlord zo goed als gereed. Een ander belangrijk punt was het verhevigen van de bombardementen op Duitsland.

#### Conferentie van Teheran
De Conferentie van Teheran vond plaats tussen 28 november en 1 december 1943. Tijdens deze conferentie, waaraan Stalin, Roosevelt en Churchill deelnamen, werden veel dingen besloten voor na de oorlog, voornamelijk de verdeling van Duitsland en het vastleggen van grenzen van andere landen werd besproken. Wat belangrijk was voor de invasie was voornamelijk dat de invasie in mei 1944 gelanceerd zou worden, tezamen met een offensief tegen Vichy-Frankrijk.

## Plan

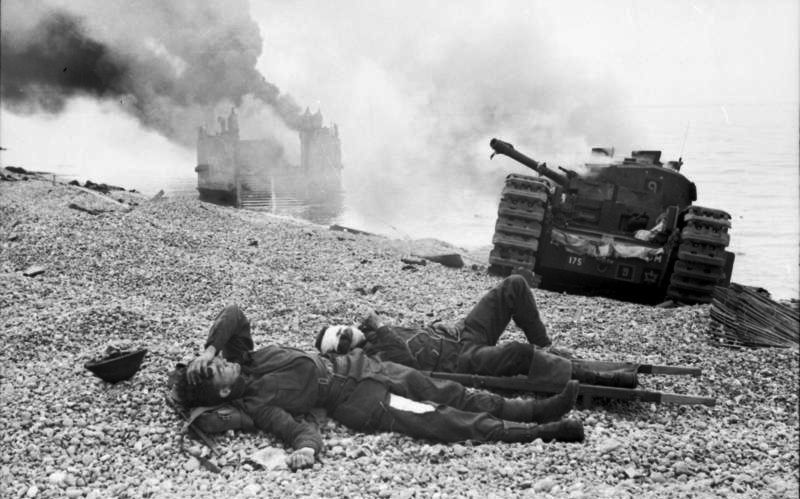
De aanval op Dieppe

### Keuze van de landingsplaats
Door het beperkte vliegbereik van de geallieerde jachtvliegtuigen Spitfire en Hawker Typhoon was de keuze van de landingsplaatsen beperkt. Geografische omstandigheden beperkten de keuze tot het Nauw van Calais en de stranden van Normandië. Calais lag het dichtst bij het Verenigd Koninkrijk, de stranden daar waren het meest geschikt om te landen en de marsroute naar Duitsland was het kortst. Maar omdat een landing op deze kust erg voor de hand lag en Hitler ervan overtuigd was dat de geallieerden hier zouden landen, was dit stuk kust ook het zwaarst verdedigd. Dit gaf de doorslag in de keuze voor Normandië.
Als gevolg van de mislukte Canadese aanval op Dieppe in 1942, werd besloten geen directe aanval op een havenstad te ondernemen. Landingen over een breed front in Normandië moesten een bedreiging vormen voor de haven van Cherbourg en havens in Bretagne. Daarna zou een aanval via Parijs naar de grens van Duitsland volgen. Normandië was minder zwaar verdedigd dan het Nauw van Calais en vormde een onverwachte maar strategische springplank die de Duitsers zou verwarren en tot versnippering van hun troepen zou kunnen leiden.
Voor een geslaagde operatie was het nodig om gedetailleerde kaarten van de kustlijn te hebben. Maar aangezien de beschikbare Franse stafkaarten (1:80.000) dateerden van rond 1890 en niet voldoende detail bevatten, was het noodzakelijk nieuwe kaarten te maken. Met hulp van het Franse verzet en Britse verkenningsvluchten met Spitfires waarbij luchtfoto's werden genomen werden de geografie en de bewapening in kaart gebracht. De militaire cartografie is van cruciaal belang geweest voor het slagen van de invasie. Reeds in 1942 werd begonnen met het verzamelen van alle informatie en het maken van kaarten.

### Sterkte van de aanval

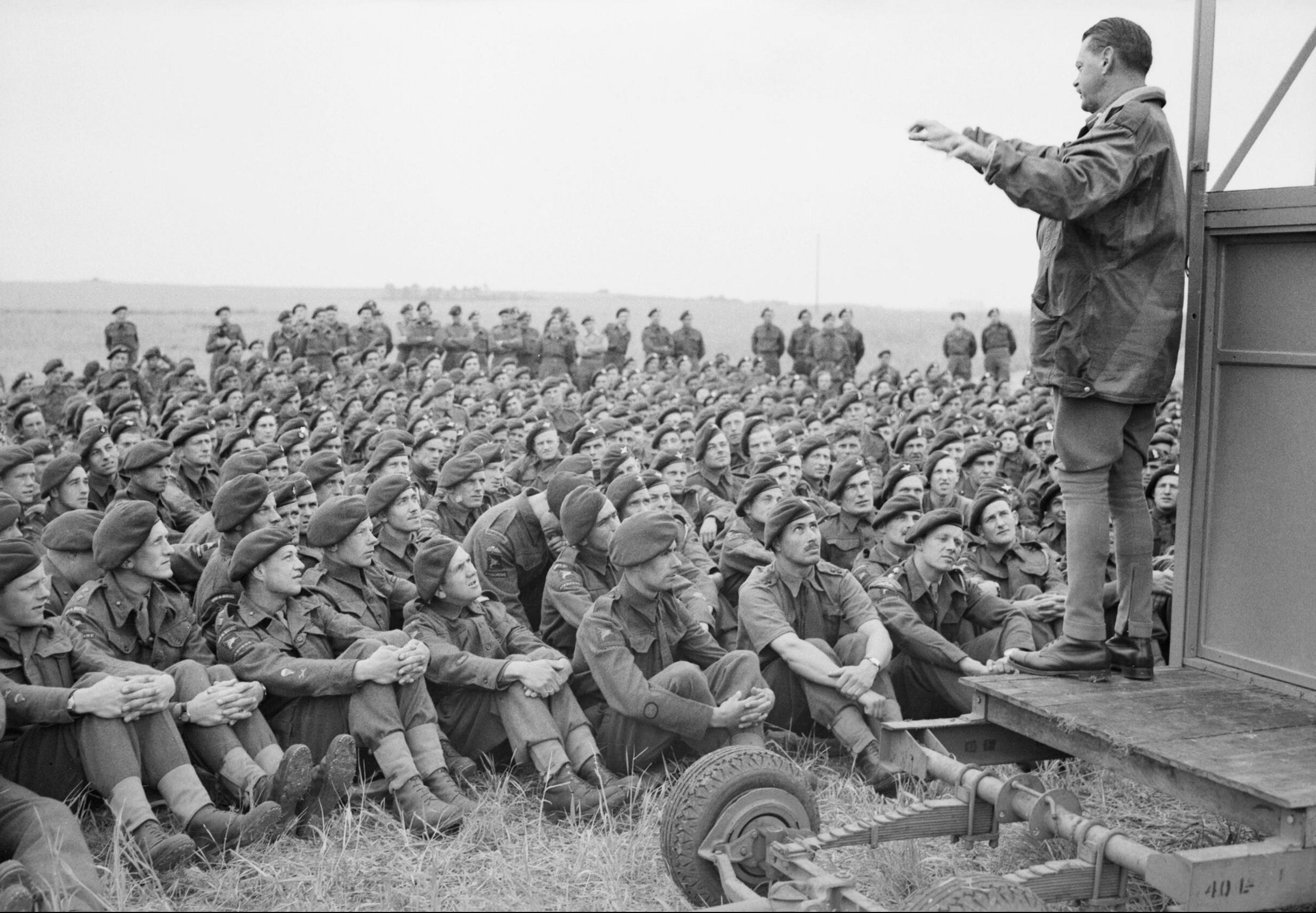
Majoor-Generaal Richard Gale spreekt

In december 1943 werd generaal Eisenhower tot opperbevelhebber van de geallieerde invasiestrijdkrachten benoemd. In januari 1944 volgde de benoeming van generaal Montgomery als bevelhebber van de grondstrijdkrachten.
Aanvankelijk zouden drie divisies vanuit zee landen, ondersteund door twee luchtlandingsbrigades. Montgomery breidde dit snel uit tot vijf divisies over zee en drie via de lucht. In totaal zouden 47 divisies voor de operatie worden ingezet; 26 divisies van Britten, Canadezen, Commonwealth-troepen en vrije Europeanen, en 21 Amerikaanse divisies. 
Onder bevel van admiraal Bertram Ramsay zouden bij de invasie meer dan 6000 vaartuigen worden ingezet, waaronder 4000 landingsvaartuigen en 130 oorlogsschepen voor de beschieting van de kust. Daarnaast zouden 12 000 vliegtuigen onder bevel van luchtmaarschalk Trafford Leigh-Mallory worden ingezet om de landingen te ondersteunen, inclusief 1000 transportvliegtuigen om de 20 000 parachutisten en luchtlandingstroepen over te brengen. 5000 ton bommen werd tegen de Duitse kustverdediging ingezet. Volgens documenten uit het Generaal Eisenhowerarchief namen 7000 schepen aan de invasie deel, inclusief indirect betrokken schepen.

### Doelen geallieerden
In de eerste veertig dagen moesten de volgende doelen worden bereikt:
- een bruggenhoofd vestigen, inclusief de steden Caen en Cherbourg, waarbij Cherbourg belangrijk was vanwege de haven;[10]
- uit het bruggenhoofd breken om Bretagne en de havens langs de Atlantische kust te bevrijden en verder op te rukken, met een frontlijn die zou lopen van Le Havre via Le Mans tot Tours.

Na drie maanden moest een gebied zijn ingenomen dat werd begrensd door de rivieren de Loire in het zuiden en de Seine in het noordoosten.

### Afleidingsplan geallieerden

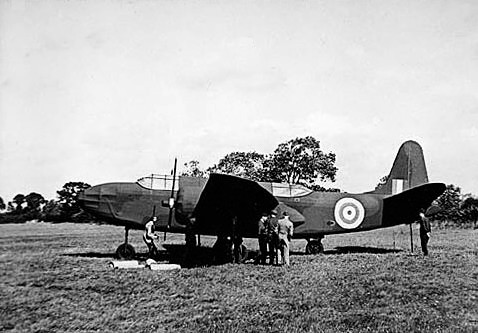
Namaakbommenwerper

De geallieerden zetten om de Duitsers te misleiden een massale afleidingscampagne op, Operatie Fortitude, die in twee delen werd gesplitst: Noord en Zuid.
Operatie Fortitude Noord was bedoeld om de indruk te wekken dat de geallieerden in samenwerking met de Russen Noorwegen wilden binnenvallen. De Schotse generaal Andrew Thorne had de leiding over deze operatie. Er werd een Vierde Leger in het leven geroepen dat bestond uit acht divisies. Er werd een hoop nep-radioverkeer geproduceerd, dat de Duitsers af zouden moeten luisteren. Twee divisies moesten de haven van Narvik binnenvallen en de rest zou zich concentreren op Stavanger, verder in het zuiden. Door Duitse spionnen in Groot-Brittannië, die inmiddels al waren betrapt en als dubbelspion werkten, werd gemeld dat er Russische officieren in Edinburgh waren. Enkele eenheden die deel zouden nemen aan de invasie in Normandië doorliepen hun training in Schotland, waardoor het leek alsof er een grote troepenconcentratie was in het noorden van Groot-Brittannië. Hitler, die er al van overtuigd was dat de geallieerden Noorwegen zouden binnenvallen en daarin nu werd bevestigd, bracht een aanzienlijk deel van zijn zee- en landstrijdkrachten naar Noorwegen, ver van de uiteindelijke plaats van de invasie.
Het andere deel van het plan, Operatie Fortitude Zuid, was bedoeld om de Duitsers wijs te maken dat de invasie bij het Nauw van Calais zou plaatsvinden. In de buurt van Dover werd een fictieve Eerste Amerikaanse Legergroep gecreëerd met militaire nepobjecten, waaronder namaaktanks, en gebouwen, die niet echt waren. Er werd ook misleidend radioverkeer uitgezonden. Generaal Patton werd tot commandant van de eenheid benoemd.
De Duitsers deden hun uiterste best om de juiste landingsplek te ontdekken en hadden een uitgebreid netwerk van spionnen in Zuid-Engeland. Deze spionnen waren allemaal door de Britten ontmaskerd en werden als dubbelspion ingezet om de Duitsers te misleiden. Ze bevestigden de Duitse vermoedens dat de invasie bij het Nauw van Calais zou plaatsvinden. Om deze illusie in stand te houden werd voorafgaand aan de eigenlijke invasie het gebied rond Calais veel zwaarder gebombardeerd dan de gebieden voor de landing in Normandië, wierpen geallieerde vliegtuigen op de avond van de landing namaak-parachutisten boven Calais af en bleven de geallieerden ook na 6 juni radarinstallaties en verdedigingswerken rondom Calais intensief bombarderen. De Duitsers verkeerden daardoor lange tijd in de veronderstelling dat de aanval in Normandië alleen maar een afleidingsmanoeuvre was. Zo werden er op bevel van Hitler tankeenheden achter de hand gehouden om tegen de verwachte aanval bij Calais te worden ingezet.
Omdat de geallieerden in de weken die voorafgingen aan de invasie vaak voor een vals alarm hadden gezorgd, werd het 'echte' alarm niet meer door het Duitse Zevende Leger geloofd, waardoor dit er te laat achter kwam dat de invasie wel degelijk was begonnen.

### Speciale voorbereidingen
Voor de landing in Normandië en het opruimen van de door de Duitsers aangelegde versperringen, werd onder leiding van Generaal-majoor Percy Hobart een aantal speciale voertuigen ontwikkeld; onder meer de Duplex Drive Shermantank die bleef drijven en varend het strand kon bereiken; de Sherman Crab, een normale Shermantank met een (dors)vlegel voor de tank die mijnen opruimde zonder de tank te beschadigen; bruggenleggende Churchilltanks; en tanks die loopgraven konden opvullen en rijpaden konden aanleggen. Deze voertuigen werden ook wel Hobart's Funnies genoemd.
Het plan voorzag ook in de bouw van twee kunstmatige Mulberryhavens om gedurende de eerste paar weken van de campagne, als er nog geen zeehavens veroverd zouden zijn, de noodzakelijke voorraden zo snel en efficiënt mogelijk aan land te kunnen brengen. Operatie PLUTO (Pipe Line Under The Ocean) bestond uit een serie onderzeese pijpleidingen die brandstof uit Engeland naar de invasiestrijdkrachten zou overbrengen.

### Geallieerde slagorde
De slagorde was ongeveer als volgt, van oost naar west:

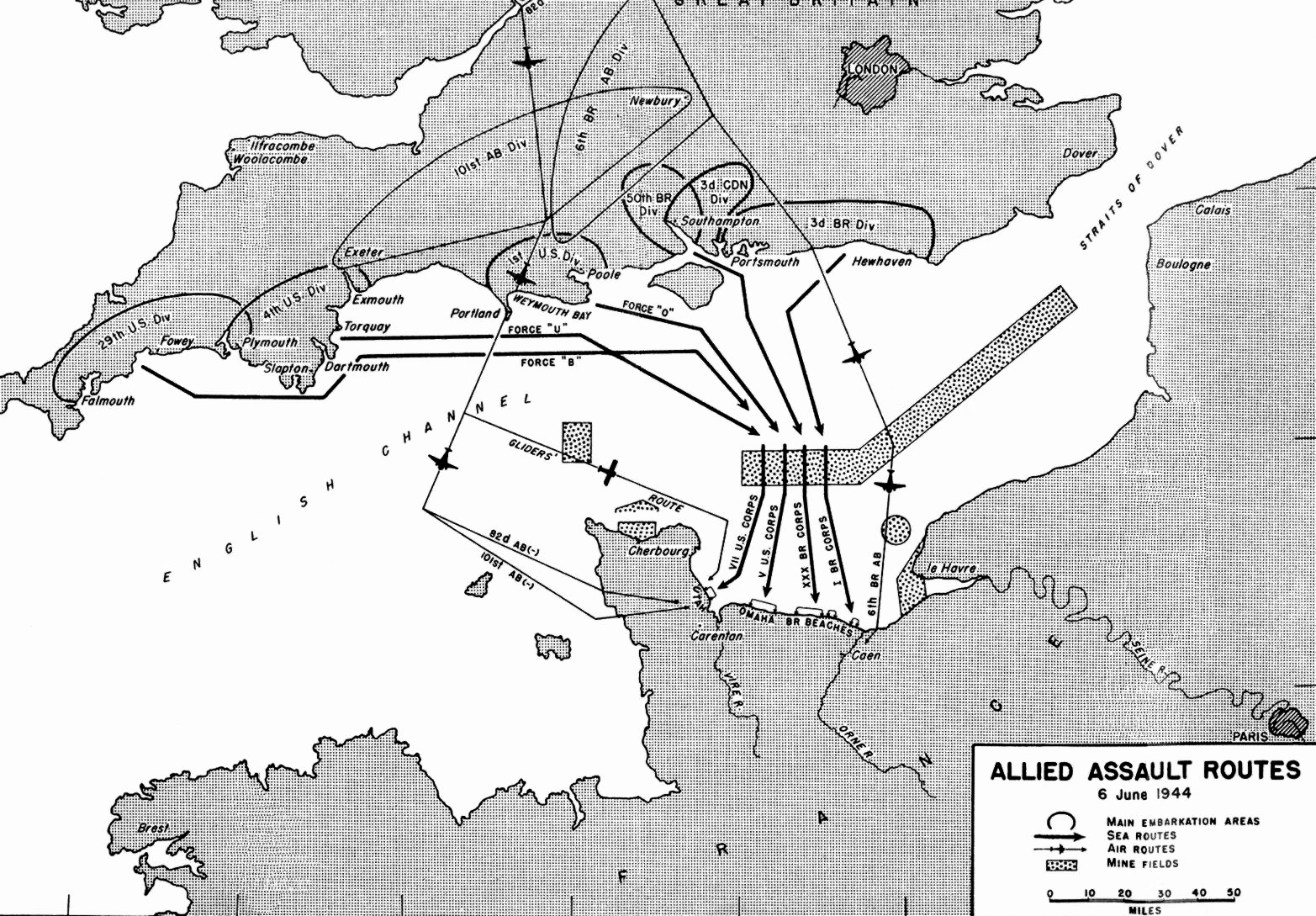
D-day aanvalsroutes naar Normandië

- Britse 6de luchtlandingsdivisie, waaronder de 8ste en 9de parachutistenbataljons van de 3de parachutistenbrigade en de 1ste Canadese parachutistenbataljon, voert ten oosten van de rivier de Orne een luchtlanding uit per parachute en zweefvliegtuig om de oostelijke flank te beschermen.
- Britse speciale eenheden landen bij Ouistreham in de Queen Red sector, de meest oostelijke sector.
- De Britse 3de infanteriedivisie landt samen met de Britse 27ste pantserbrigade op Sword Beach, van Ouistreham tot Lion-sur-Mer.
- Britse speciale eenheden landen ver westelijk van Sword Beach.
- De Canadese 3de infanteriedivisie, Britse 2de pantserbrigade en een marinecommando landen op Juno Beach, van St Aubin tot La Rivière.
- Het Britse 46ste Commando's bij Juno landt op een klif aan de oostelijke zijde van de monding van de rivier Orne om een daar gebouwde geschutsbatterij te vernietigen. (Het vuur van de batterij bleek zo verwaarloosbaar dat deze eenheid op zee werd gehouden als drijvende reserve, ze ging pas op D+1 aan land.)
- De Britse 50e divisie en de Britse 8ste pantserbrigade landen op Gold Beach, van La Rivière-Saint-Sauveur tot Arromanches.
- Commando 47 van de Royal Marines landt aan de westflank van Gold Beach.
- Het Amerikaanse vijfde legerkorps (US 1e Infanteriedivisie en de US 29e Infanteriedivisie) landen op Omaha Beach, van Sainte-Honorine-des-Pertes tot Vierville-sur-Mer.
- US 2e Ranger bataljon bij Pointe du Hoc.
- Het Amerikaanse zevende legerkorps (US 4e Infanteriedivisie met andere eenheden) landt op Utah Beach, rond Pouppeville en La Madeleine.
- De US 101e Luchtlandingsdivisie landt rond Sainte-Marie-du-Mont.
- De US 82e Luchtlandingsdivisie landt rond Sainte-Mère-Église, ter bescherming van de westelijke flank.

### Maquis
Activiteiten van het Franse verzet, de Maquis, hielpen om de Duitse communicatie en aanvoerlijnen te ontregelen. Het Franse verzet had op 1 en 3 juni 1944 en dus enige dagen voor de landing - via de BBC-radio - het volgende codewoord (uit het gedicht Chanson d'automne van Paul Verlaine) ontvangen: "Les sanglots longs des violons de l'automne." Dat betekende dat de invasie binnen 48 uur zou plaatsvinden. Op 5 juni 1944 werd het tweede deel van het codewoord uitgezonden door Londen: "Blessent mon coeur d'une langueur monotone." De landing zou nu binnen 24 uur plaatsvinden. De Duitse inlichtingendienst was al achter deze codewoorden gekomen en wist ook dat de landing aanstaande was. De Duitse inlichtingendienst merkte op dat het Franse verzet in opperste staat van paraatheid was gebracht en dat de codes van de geallieerden eerder waren gewijzigd dan voorheen het geval was. Dit alles maakte de invasie alleen maar waarschijnlijker. Maar hoe goed men van Duitse zijde ook was ingelicht, er werd niet goed op de waarschuwing van een naderende invasie gereageerd. Zelfs niet, toen de invasie in volle gang was. Dat zorgde voor verdere problemen bij de Duitsers.

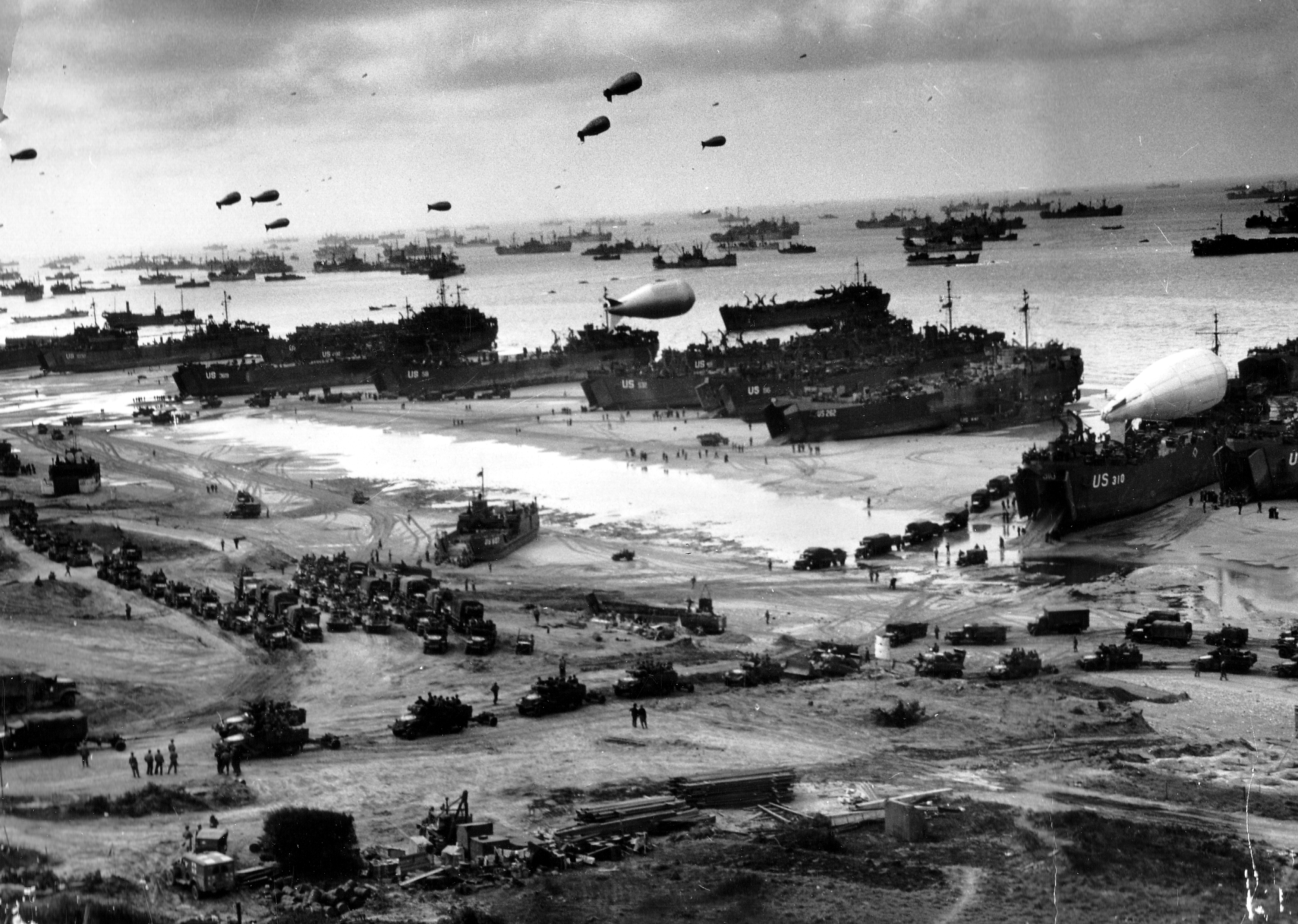
Landingsvoertuigen lossen goederen op Omaha Beach, bij laag water tijdens de eerste dagen van de operatie.

Het gehele kustgebied was door de Duitsers uitgebreid versterkt, als onderdeel van hun Atlantikwall. Dit gold ook voor de stranden en de zee vlak voor de kust. Hierdoor was het noodzakelijk de aanval bij laag water uit te voeren, om de versperringen te kunnen ontdekken en onschadelijk te kunnen maken.
Het gebied werd door vier divisies bewaakt, waarvan er slechts één (de 352e Infanteriedivisie) in goede conditie was. Veel andere divisies bevatten Duitse manschappen die om medische redenen niet geschikt geacht werden voor actieve dienst aan het oostfront, en andere nationaliteiten, vooral Russen, die liever in Duitse dienst getreden waren dan hun leven in een krijgsgevangenkamp door te brengen.
De 21e Panzer-Division bewaakte Caen, en de 12e SS-Panzer-Division was in het zuidoosten gestationeerd. De soldaten van deze laatste waren allen in 1943 op 16-jarige leeftijd direct uit de Hitlerjugend gerekruteerd. In de komende gevechten zouden ze een reputatie van felheid en fanatisme verwerven.
Een gedeelte van het gebied achter Utah Beach was door de Duitsers onder water gezet (inundatie) als voorzorgsmaatregel tegen parachutistenlandingen.
Voorafgaand aan de strijd hadden de geallieerden het gebied zorgvuldig in kaart gebracht, waarbij ook veel zorg besteed was aan de weersgesteldheid rond Het Kanaal. Voor de operatie was eb nodig en goed zicht. D-day werd oorspronkelijk bepaald op 5 juni 1944, maar slecht weer noopte tot uitstel.
Op 6 juni waren de weersomstandigheden niet veel beter, maar generaal Eisenhower koos ervoor om niet tot de volgende volle maan te wachten. Deze beslissing hielp bij het verrassen van de Duitsers, omdat hun experts, gelet op de weersomstandigheden, geen aanval verwachtten. Rommel was zelfs op 4 juni naar Duitsland vertrokken om thuis de 50e verjaardag van zijn vrouw te vieren.

## Duitse verdediging

### Duitse voorbereidingen
In november 1943 besloot Hitler dat de dreiging van een invasie in Frankrijk niet langer kon worden genegeerd. Alles wat Duitsland nog aan pantserreserves kon vrijmaken, werd gereserveerd voor de opbouw van een pantserstrijdmacht in Frankrijk. Zo had alleen al de dreiging van een invasie als gevolg dat Duitsland aan het oostfront geen enkel strategisch initiatief kon ondernemen. Veldmaarschalk Erwin Rommel werd aangesteld als Inspecteur van de kustverdediging en later als commandant van Heeresgruppe B, de grondstrijdkrachten die waren belast met de verdediging van Noord-Frankrijk.
Rommel was ervan overtuigd dat een invasie alleen kon worden gestopt door een tegenaanval op de stranden. Dit diende zo vroeg mogelijk te geschieden, met pantservoertuigen of met sterke ondersteuning daardoor, als de vijand nog geen gelegenheid had gehad een stevig bruggenhoofd op te bouwen. Rommel wilde dan ook de beschikbare pantsereenheden zo dicht mogelijk bij de kust stationeren. Maar Rommels bevoegdheden waren tamelijk beperkt, doordat hij geen opperbevelhebber van de Duitse strijdkrachten in het westen was: die titel was voorbehouden aan veldmaarschalk Gerd von Rundstedt. Von Rundstedt gaf de voorkeur aan een legering van de pantsertroepen dieper in het achterland, zodat eerst de aanvalsrichting van de vijandelijke troepen kon worden bepaald, waarna een krachtige tegenaanval kon worden gelanceerd. Von Rundstedt werd in zijn visie gesteund door de commandant van 'Pantsergroep West', Geyr von Schweppenburg, die op zijn beurt gesteund werd door generaal-kolonel Heinz Guderian, de inspecteur-generaal van de pantsertroepen.
Dit verschil in opvattingen had te maken met de oorlogservaring van de verschillende bevelhebbers. Von Rundstedt en Guderian hadden hun frontervaring opgedaan in een periode dat de Luftwaffe een overweldigend luchtoverwicht had. Rommel had juist ervaren hoezeer de geallieerden hun overwicht in de lucht wisten uit te buiten. Ten tijde van de invasie bestond de Duitse luchtverdediging van de Noord-Franse kust uit slechts 169 vliegtuigen, omdat de vliegvelden in dit gebied reeds lang onderhevig waren aan voortdurende geallieerde bombardementen. De Luftwaffe zou op 6 juni slechts twee acties uitvoeren.
Om aan de discussie een eind te maken, splitste Hitler de zes beschikbare pantserdivisies in Noord-Frankrijk op. Drie werden onder direct bevel van Rommel geplaatst; de andere drie werden op afstand gelegerd en konden niet zonder de directe toestemming van Hitlers persoonlijke staf worden ingezet.

### Kustlijn
Het Duitse opperbevel kampte met een tekort aan manschappen en probeerde dit gebrek te verhelpen met het bouwen van bunkers voor meerdere doeleinden. Deze muur van bunkers werd de Atlantikwall genoemd, omdat het van Noord-Noorwegen tot aan de grens van Frankrijk met Spanje liep.
De plannen om een groot aantal versterkte posities, bunkers, artilleriestukken, luchtafweergeschut, versperringen en barrières vlak langs de kust te bouwen, waren al eind 1941 gereed. Noorwegen had toen al een verdedigingslinie aan de kust liggen. Deze was al direct na de Duitse inval opgezet. Zoals eerder bij de bouw van soortgelijke installaties in Noorwegen, werden in de daaropvolgende jaren honderdduizenden buitenlandse en Duitse arbeidskrachten ingezet om de Atlantikwall te bouwen. Deze (dwang)arbeiders stonden onder toezicht van Organisation Todt.
De hoofddoelen waren:
1. Het versterken van de Frans-Belgische kustlijn
2. Het versterken van alle sectoren langs Het Kanaal en de Kanaalkust.

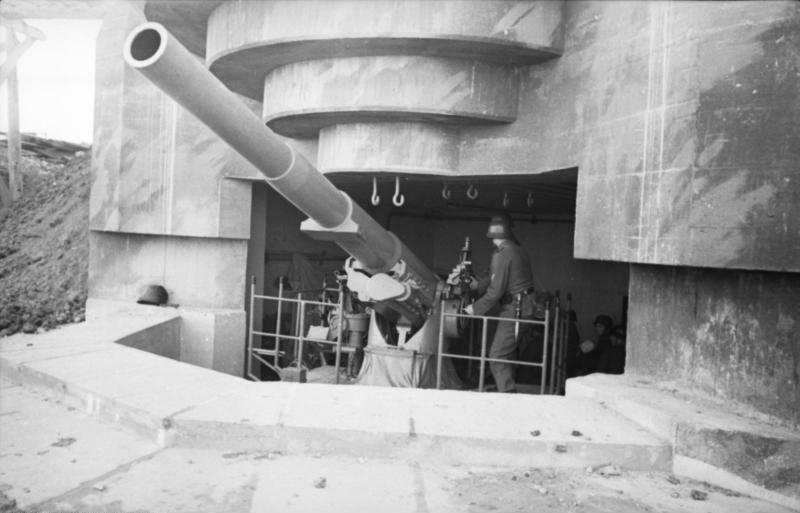
Een kanon van de Atlantikwall

Er werd in een zeer hoog tempo gebouwd. Dit zorgde ervoor dat er op de dag van de invasie 12.247 van de 15.000 geplande verdedigingswerken klaar waren. Ook waren er 943 fortificaties aan de Middellandse Zeekust gebouwd. Tevens hadden de Duitsers op de verschillende stranden meer dan 500.000 versperringen gebouwd en 6,5 miljoen mijnen gelegd. Dit was allemaal het idee van veldmaarschalk Rommel, die er alles aan deed om de kust te veranderen in één groot verdedigingswerk.
Rommel was ervan overtuigd, net als de andere Duitse legerleiders, dat de landing zou plaatsvinden in het Nauw van Calais. Dit had tot gevolg dat hij dit gebied, waar het 15de leger was gestationeerd, het zwaarst liet versterken. Daardoor was de verdediging van het 7e leger, waar de geallieerden daadwerkelijk aan land kwamen, verzwakt. Dit waren echter niet de enige problemen. De Duitsers hadden grote problemen met het kustgeschut, dat een groot bereik over zee moest hebben. Dit was niet het geval en daarbij kwam ook nog het feit dat de tweede verdedigingslinie, die 20 tot 30 kilometer landinwaarts was aangebracht, slechts voor een deel klaar was. Verder had het versterken van de grote havens in Cherbourg, Brest, Lorient en Saint-Nazaire erg veel mankracht en materieel opgeslokt, omdat de Duitsers dachten dat de geallieerden dicht bij een grote haven zouden landen.

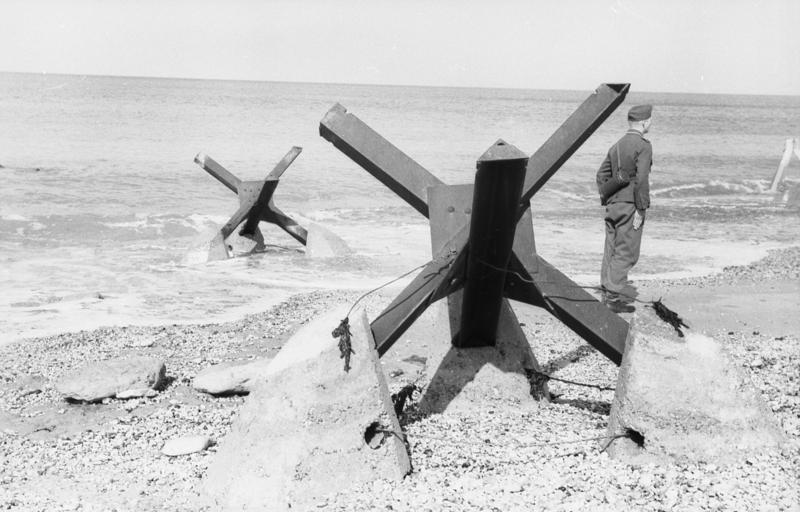
Voorbeelden van Tsjechische egels ingezet op de Atlantikwall in de omgeving van Calais

De Duitsers hadden veel hindernissen aan de kust opgesteld. Deze vormden voor de geallieerden op D-day een groot probleem. De hindernissen waren primitief en vergden veel arbeidskracht, maar de versperringen waren goedkoop, makkelijk te maken en, wellicht het belangrijkste, zeer effectief. De hindernissen waren bij vloed niet te herkennen en alleen bij eb zichtbaar. De Duitsers hadden de verdedigingslinie als volgt opgebouwd:
- Het dichtst bij de zee stond een rij grote houten palen, gericht op zee en aan de kop zaten mijnen bevestigd.[20]
- Achter deze houten palen zaten hindernissen gemaakt van drie boomstammen.[20]
- Hierna volgde de Tetrapoden; piramidevormige hindernissen gemaakt van ijzeren balken.[20]
- Deze werden gevolgd door Tsjechische egels; hindernissen bestaande uit drie ijzeren balken, die in het midden aan elkaar waren bevestigd. Deze 1,5 meter hoge constructies waren ontworpen om landingsvaartuigen en tanks tegen te houden.[20]
- Als laatste obstakel in zee waren Belgische poorten neergelegd. Dit waren poortvormige ijzeren constructies, gesteund door een onderstel bestaande uit ijzeren balken.[20]
- Op de stranden hadden de Duitsers grote mijnenvelden aangelegd en hier en daar lagen Tsjechische egels.[21]
- Boven op de duinen en kliffen hadden zich Duitse mitrailleursnesten en geschutstellingen gevestigd.[21]

De mijnen werden door de Duitsers ook gebruikt op verschillende soorten mijnvlotten. Dit waren goed doordachte constructies die bedoeld waren om landingsvaartuigen al ver voor de kust op te blazen.
Achter deze verdedigingswerken, verder landinwaarts, stonden de verschillende divisies van het leger al klaar om met de doorgebroken vijand af te rekenen. Maar in Normandië waren deze divisies erg zwak, aangezien de Duitse legerleiding dacht dat de invasie zou plaatsvinden rond de grote havens of in het Nauw van Calais. Daardoor hadden ze de sterkere divisies rondom de havenplaatsen gestationeerd en de zwakkere divisies aan de Normandische kust neergezet.

#### Divisies in het kustgebied
- De 716e Infanteriedivisie verdedigde de oostelijke helft van de landingszone, inclusief de meeste Britse en Canadese stranden. Deze divisie bestond voornamelijk uit voor het oostfront afgekeurde Duitse soldaten en uit soldaten van andere nationaliteiten, zoals Polen en Russische gevangenen.

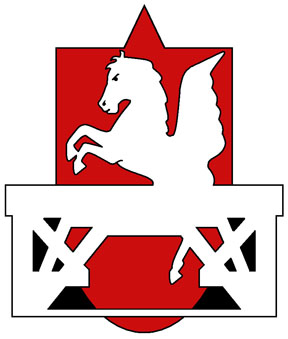
Embleem van de 352e Infanteriedivisie (onder leiding van Dietrich Kraiss)

- De 352e Infanteriedivisie verdedigde het gebied tussen Bayeux en Carentan, inclusief Omaha Beach. In tegenstelling tot veel andere divisies in dit gebied, was de 352e Infanteriedivisie een goed getrainde en uitgeruste divisie die veel oostfrontveteranen bevatte. De divisie werd in november 1943 opgericht en moest al gauw anti-invasietrainingen ondergaan. Deze waren er speciaal op gericht om gelande troepen direct terug in zee te drijven.
- Het 6e Parachutistenregiment verdedigde de belangrijke verbindingsstad Carentan. Zij moesten voorkomen dat de Amerikaanse troepen van Omaha Beach contact zouden maken met de Amerikaanse troepen van Utah Beach. Het regiment stond onder leiding van majoor Friedrich August von der Heydte.
- De 91e Luchtlandingsdivisie verdedigde het schiereiland Cotentin, waarin zich het gebied van de Amerikaanse luchtlandingen bevond. De divisie was een samenvoeging van het 1057e en 1058e Infanterieregiment en stond onder leiding van generaal-majoor Wilhelm Falley. Het was een normale infanteriedivisie en was getraind en uitgerust om door de lucht te worden vervoerd.
- De 709e Infanteriedivisie verdedigde het oostelijke en noordelijke deel van Cotentin, waaronder Cherbourg en Utah Beach. De divisie was een samenvoeging van het 729e, 739e en 919e Infanterieregiment en stond onder leiding van Generaal-Luitenant Karl-Wilhelm von Schlieben. Evenals de 716e Infanteriedivisie, bestond deze divisie uit afgekeurde Duitse soldaten en troepen uit het oosten.

#### Divisies in het achterland
- De 243e Infanteriedivisie verdedigde de westelijke helft van Cotentin. Hier landden geen geallieerde troepen en de divisie werd later ingezet tegen de Amerikaanse luchtlandingstroepen en de gelande troepen op Utah Beach. De divisie stond onder leiding van Generaal-Luitenant Heinz Hellmich en omvatte het 920e Infanterieregiment (twee bataljons), het 921e Infanterieregiment en het 922e Infanterieregiment
- De 711e Infanteriedivisie verdedigde het westelijk deel van de Pays de Caux en dus ook de belangrijke havenstad Le Havre. De divisie was een samenvoeging van het 731e Infanterieregiment en het 744e Infanterieregiment.
- De 30e Mobiele Brigade bevatte drie fietsbataljons en stond onder leiding van Oberstleutnant Freiherr von und zu Aufsess.

Het is waar dat het uur van de invasie naderbij komt, maar de schaal waarop de vijandelijke luchtaanvallen plaatsvinden, wijst er niet op dat de invasie op korte termijn te verwachten is.
— Gerd von Rundstedt

## Landingen

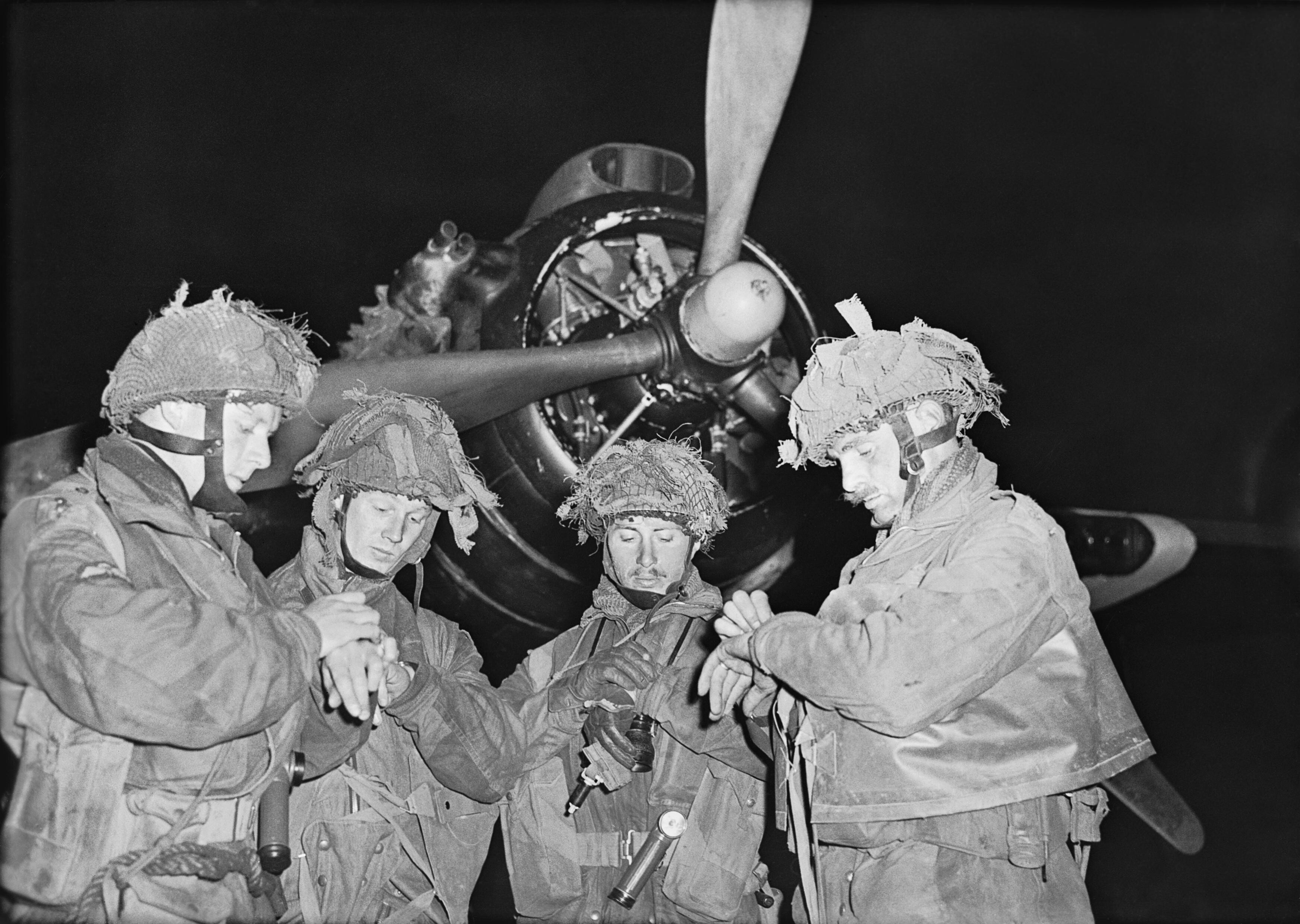
Britse verkenners tijdens Operatie Tonga, de Britse luchtlandingen

### Luchtlandingen
Het succes van de amfibische landing hing voor een groot deel af van de luchtlandingen. De luchtlandingstroepen kregen de taak om achter de kustverdediging enkele belangrijke punten in te nemen, zoals bruggen en wegen. Hiermee kon de vorming en uitbreiding van het bruggenhoofd worden versneld. Bovendien zouden de Duitsers daardoor geen grootschalige tegenaanvallen kunnen lanceren. Zonder stevig bruggenhoofd waren de troepen die op de stranden landden namelijk zeer kwetsbaar bij een tegenaanval. De luchtlandingstroepen werden achter de stranden gedropt, om de druk op de strandlandingstroepen te beperken. In enkele gevallen wisten de troepen ook de Duitse kustverdediging te neutraliseren, zoals uiteindelijk op Omaha Beach, waar de Amerikanen vanuit zee niet door de Duitse verdedigingslinie heen kwamen.
De Amerikaanse luchtlandingstroepen, de 82e en 101e Luchtlandingsdivisie, kregen taken toegewezen ten westen van Utah Beach. De Britse 6e Luchtlandingsdivisie kreeg doelen toegewezen aan de oostelijke flank van de landingsplaatsen.

#### Britse luchtlandingen

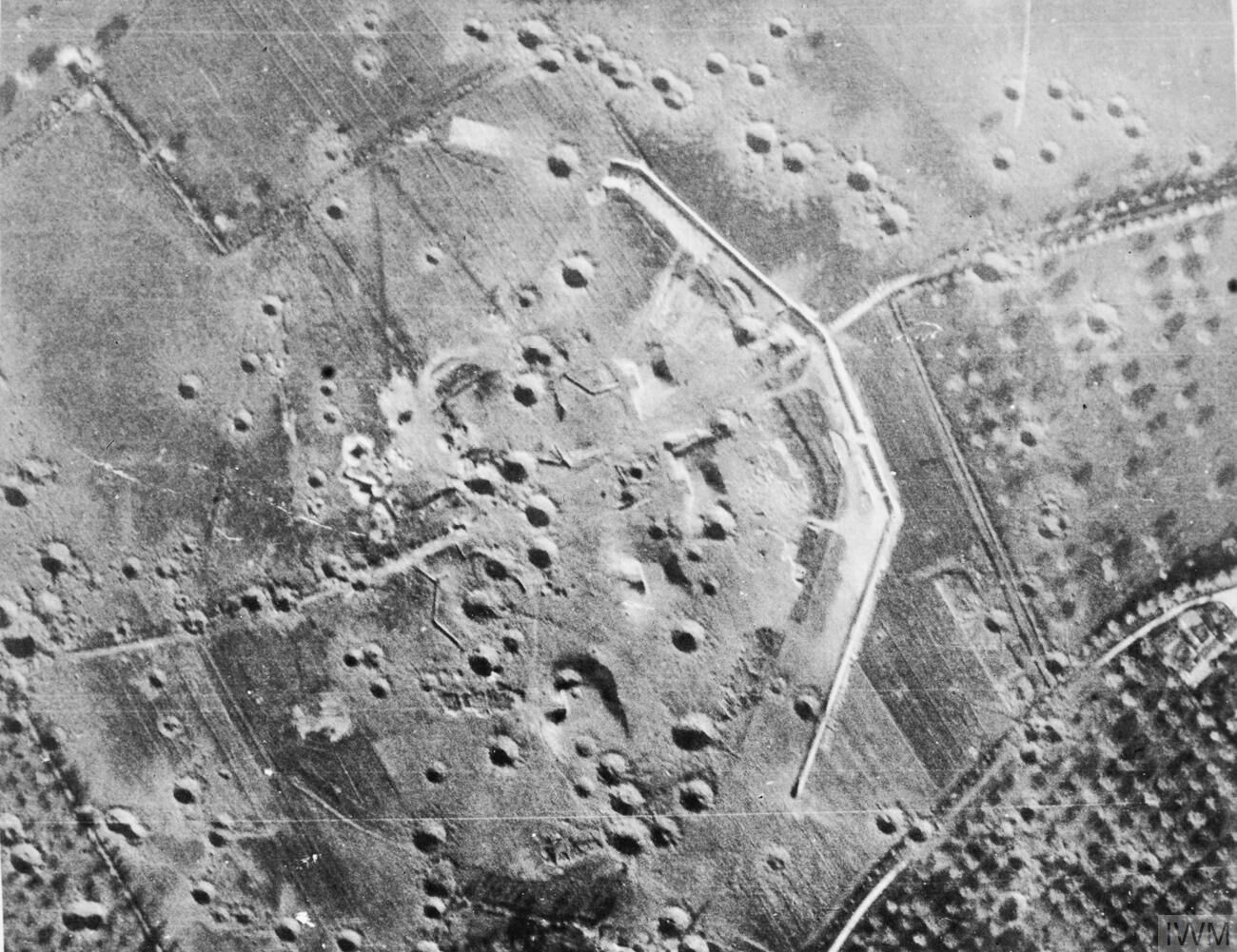
Bombardement op de Batterij van Merville

De Britse 6e Luchtlandingsdivisie was de eerste grote eenheid die in actie kwam, namelijk om 00.10 uur. Hun doelen waren de Pegasusbrug en andere bruggen over de rivieren die de oostflank van het landingsgebied bestreken, en een geschutsbatterij bij Merville. De kanonnen van de batterij werden vernield, en de bruggen werden gehouden tot de divisie later op 6 juni werd afgelost.
Aan de oostelijke flank was het open, vlakke gebied tussen de Orne en Dives ideaal voor Duitse tegenaanvallen. Tussen het amfibische landingsgebied en deze vlakte liep de Orne, die vanuit Caen in noordoostelijke richting naar de baai van de Seine loopt. De enige manier voor de Duitsers om deze rivier over te steken, was over de bruggen nabij Bénouville en Ranville. Deze lagen zeven kilometer van de kust verwijderd, maar was voor de Duitsers de enige weg om een tegenaanval te lanceren op de oostelijke flank.
De bruggen waren voor de geallieerden eveneens van vitaal belang. Ze hadden de bruggen nodig bij een aanval op Caen, indien deze vanuit het oosten zou worden gelanceerd. De geallieerden besloten daarop om luchtlandingstroepen in te zetten. Aangezien dit gebied direct achter de Brits-Canadese sector lag, werd besloten om hier Britse luchtlandingstroepen in te zetten. De Britse 6e Luchtlandingsdivisie kregen de volgende tactische doelen:
1. De bruggen nabij Bénouville en Ranville intact veroveren.[23]
2. De weg naar de stranden afsluiten voor een tegenaanval met pantsertroepen.[23]
3. De Merville Batterij, die Sword Beach bedreigde, veroveren.[23]
4. Vijf bruggen over de Dives vernietigen, om Duitse troepenverplaatsingen in het oosten te vertragen of beperken.[23]

De luchtlandingstroepen landden kort na middernacht op 6 juni en kwamen direct in aanraking met Duitse troepen van de 716e Infanteriedivisie. Bij het aanbreken van de dag ondernam de Duitse 21e Pantserdivisie een tegenaanval vanuit het zuiden. De tegenaanval vond plaats aan beide zijdes van de Orne. De luchtlandingstroepen hadden inmiddels al een verdedigingsgordel opgezet rond de bruggen. Ondanks zware verliezen wisten de Britse troepen stand te houden. Later op de dag werden de troepen versterkt met commando's van de 1st Special Service Brigade. De Duitsers lanceerden nog kleine tegenaanvallen, maar de Britten wisten eenvoudig stand te houden. Aan het einde van D-day had de 6e Luchtlandingsdivisie al haar doelen bereikt. In de volgende dagen wisten de Britten, ondanks verwoede Duitse tegenaanvallen, stand te houden. De eerste dagen probeerden de Duitsers de Britten nog van hun posities te verdrijven, maar na 12 juni ondernamen de Duitse troepen geen serieuze acties meer om het Britse bruggenhoofd bij Ranville te doorbreken. De luchtlandingstroepen, inmiddels aangevuld met grondtroepen, hielden tot begin september stand, alvorens ze definitief werden ontzet.

#### Amerikaanse luchtlandingen

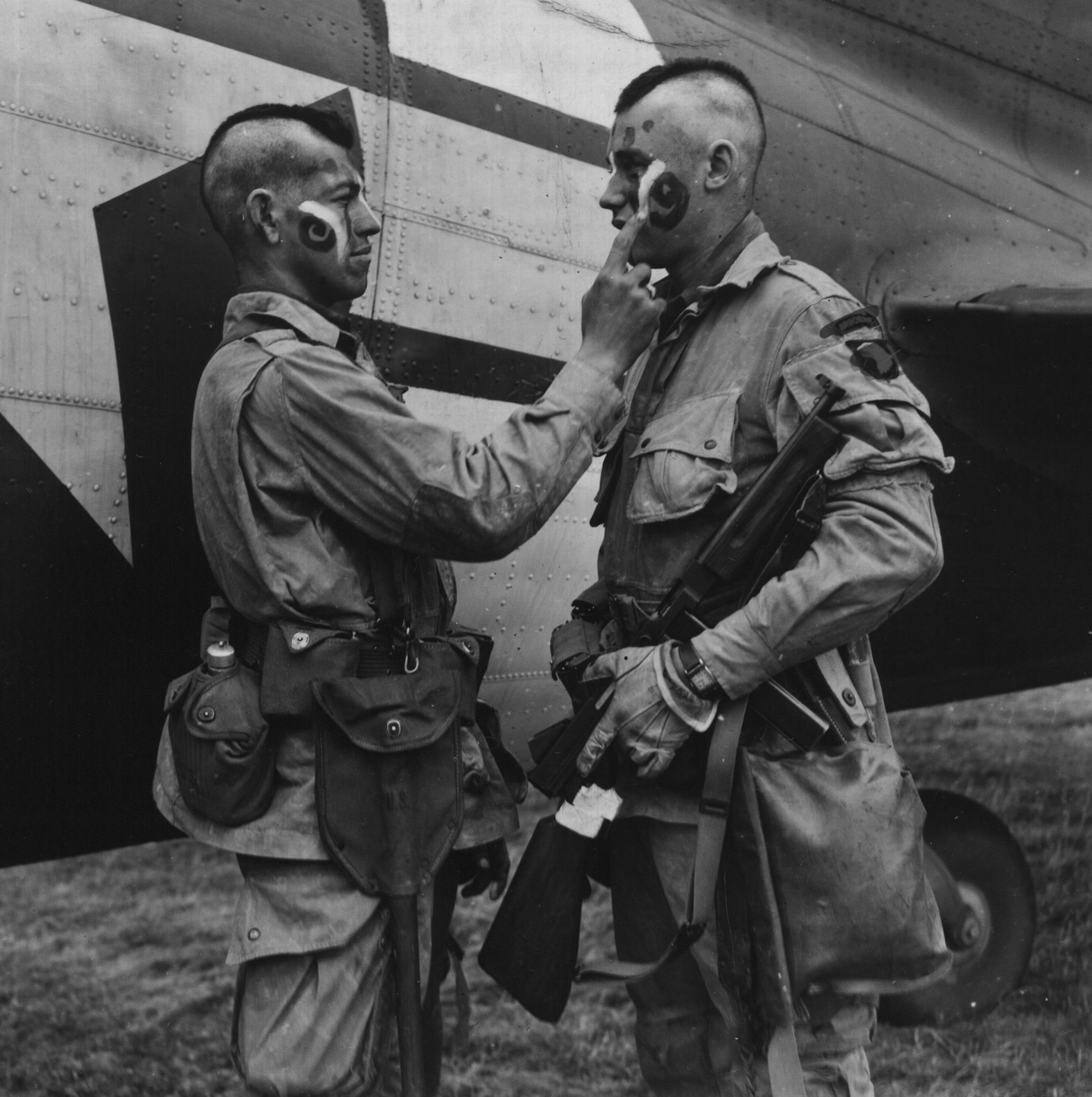
Amerikaanse parachutisten bereiden zich voor

De Amerikaanse 82e en 101e Luchtlandingsdivisie, gezamenlijk ongeveer 14.000 manschappen, hadden het minder makkelijk. De troepen landden gedeeltelijk als gevolg van de onervarenheid van de piloten en gedeeltelijk vanwege het moeilijke terrein zeer verspreid en ongeorganiseerd. Sommigen kwamen in de onder water gezette gebieden of zelfs in zee terecht. Het werd al snel duidelijk dat niet alle doelen op tijd gerealiseerd konden worden.
Als eerste werden drie regimenten van de 101e Luchtlandingsdivisie gedropt. Dit gebeurde tussen 00.48 en 01.40 uur. Ze werden snel gevolgd door troepen van de 82e Luchtlandingsdivisie, die landden tussen 01.51 en 02.42 uur. Elke operatie omvatte ongeveer 400 C-47's. Vlak voor het aanbreken van de dag landden ook nog troepen per zweefvliegtuigen, die antitankwapens en extra munitie meebrachten. Tijdens de avond landden nog eens twee artilleriebataljons per zweefvliegtuig. Ze namen 24 houwitsers met zich mee, die de komende dagen ingezet zouden worden.
Na 24 uur kwamen slechts 2000 man van de 82e en 2500 man van 101e Luchtlandingsdivisie georganiseerd in actie. Vele andere zwierven en vochten nog dagen na de landing ongeorganiseerd achter de Duitse linies. Het feit dat de Amerikanen overal verspreid waren geland had de Duitsers echter ook verward, zodat ze geen grootschalige tegenaanvallen durfden te ondernemen. Ook hielp het dat de Duitsers gebieden onder water hadden gezet. Aanvankelijk hadden ze dit gedaan voor hun eigen verdediging, maar naderhand hielp het de Amerikaanse troepen. Het gebied dat onder water was gezet, dekte de Amerikaanse zuidelijke flank.
De luchtlandingstroepen vochten enkele dagen achter de vijandelijke linies. Veelal werd er geopereerd in kleine groepen. Vaak waren het ook nog mannen uit verschillende compagnieën, bataljons, regimenten of zelfs divisies. De 82e Luchtlandingsdivisie bezette de plaats Sainte-Mère-Église op de vroege morgen van 6 juni, wat de stad de titel van eerste bevrijde stad van de invasie opleverde.

### Amfibische landingen

#### Ouistreham

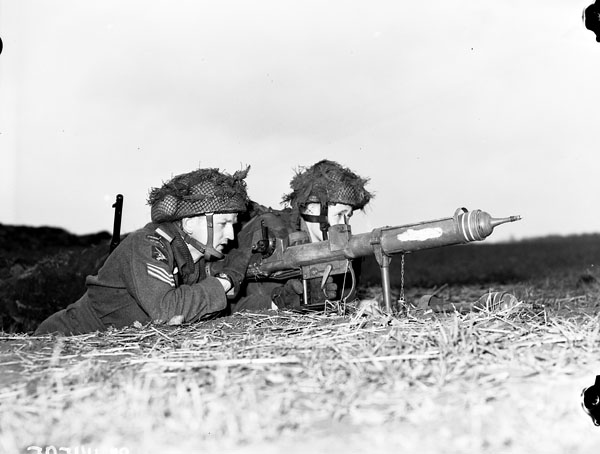
Soldaten met een PIAT

De vierde commando-eenheid ging aan land, geleid door eenheden van de Vrije Franse strijdkrachten, zoals zij onderling waren overeengekomen. 
De troepen hadden afzonderlijke doelen in Ouistreham; de Fransen een kazemat en het casino, dat als hoofdkwartier van de Duitsers fungeerde, en de Britten twee batterijen die het landingsgebied bestreken.
De kazemat bleek te sterk voor de PIAT (Projector Infantry Anti Tank) draagbare granaatwerpers, maar het casino werd genomen met hulp van een Centaur genietank. De Britse commando's bereikten beide batterijen en ontdekten dat de kanonnen waren verwijderd.
Het afronden van de operatie aan de infanterie overlatend, trokken de commando's zich uit Ouistreham terug om zich bij de parachutisten van de zesde luchtlandingsdivisie te voegen.

#### Sword Beach
Op Sword Beach kwamen de Britten en 177 Fransen met flinke verliezen aan land. De Duitse verdedigingswerken bij la Bréche werden om 10.00 uur veroverd. Door Duitse tegenaanvallen kwamen de troepen een paar minuten te laat op Sword aan, maar nog wel op tijd om te helpen bij de verdediging van de bruggen bij Bénouville. Hierna boekten ze echter slechts langzaam voortgang. Aan het eind van de dag waren ze nog geen acht kilometer landinwaarts opgerukt. Ook Caen, een belangrijk doelwit, was aan het eind van de dag nog in Duitse handen.

#### Juno Beach

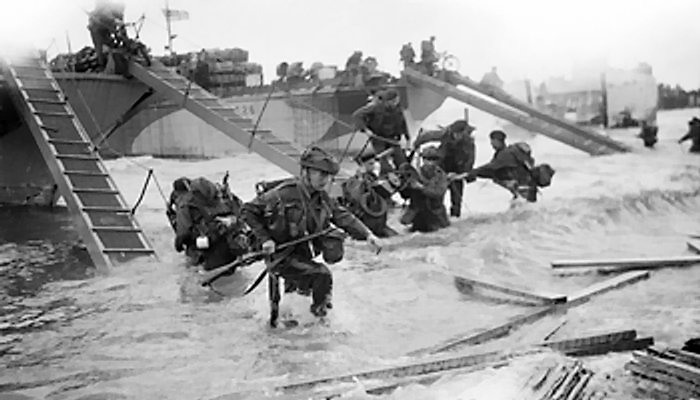
Een landing op Juno Beach

De Canadese en Britse strijdkrachten die op Juno Beach landden, werden geconfronteerd met 11 zware batterijen van 155mm geschut en negen middelzware batterijen met 75mm kanonnen, evenals met machinegeweernesten, geschutsbunkers, en andere betonnen fortificaties, en een zeemuur die twee keer zo hoog was als op Omaha Beach. De eerste aanvalsgolf leed 50% verlies, het hoogste percentage van alle stranden, met uitzondering van Omaha Beach.
Ondanks de tegenstand, de Duitse versterkingen en de obstakels, slaagden de Canadezen en Britten er binnen enkele uren in om het strand achter zich te laten en hun opmars landinwaarts te beginnen.
De 1st Hussars van het zesde Canadese pantserregiment waren de enige Geallieerde eenheid die op 6 juni de gestelde doelen voor de dag haalden, toen ze de weg Caen-Bayeux, 12 km landinwaarts, bereikten.
Tegen het eind van D-day waren er 14.000 Canadezen aan land gegaan, en de derde Canadese divisie was verder in Frankrijk doorgedrongen dan welke andere geallieerde eenheid ook.

#### Gold Beach
Op Gold waren de verliezen ook zeer hoog, gedeeltelijk doordat de drijvende Shermantanks vertraging opliepen, gedeeltelijk doordat de Duitsers een direct aan zee liggend dorp zwaar hadden versterkt. De 50e divisie overwon evenwel deze problemen en was aan het eind van de dag bijna tot de buitenwijken van Bayeux gevorderd. Na de Canadezen kwamen zij het dichtst bij de gestelde doelen.
Commando-eenheid No.47 was de laatste Britse commando-eenheid om aan land te gaan op Gold, ten oosten van Le Hamel. Hun taak was om landinwaarts op te rukken, en dan af te slaan naar het westen. Hier dienden zij 10 mijl door vijandelijk gebied op te rukken en de kusthaven van Port en Bessin vanaf de landzijde aan te vallen.
Deze kleine haven, aan de uiterste westelijke zijde van de Britten, lag goed verscholen tussen de kalkrotsen.

#### Omaha Beach

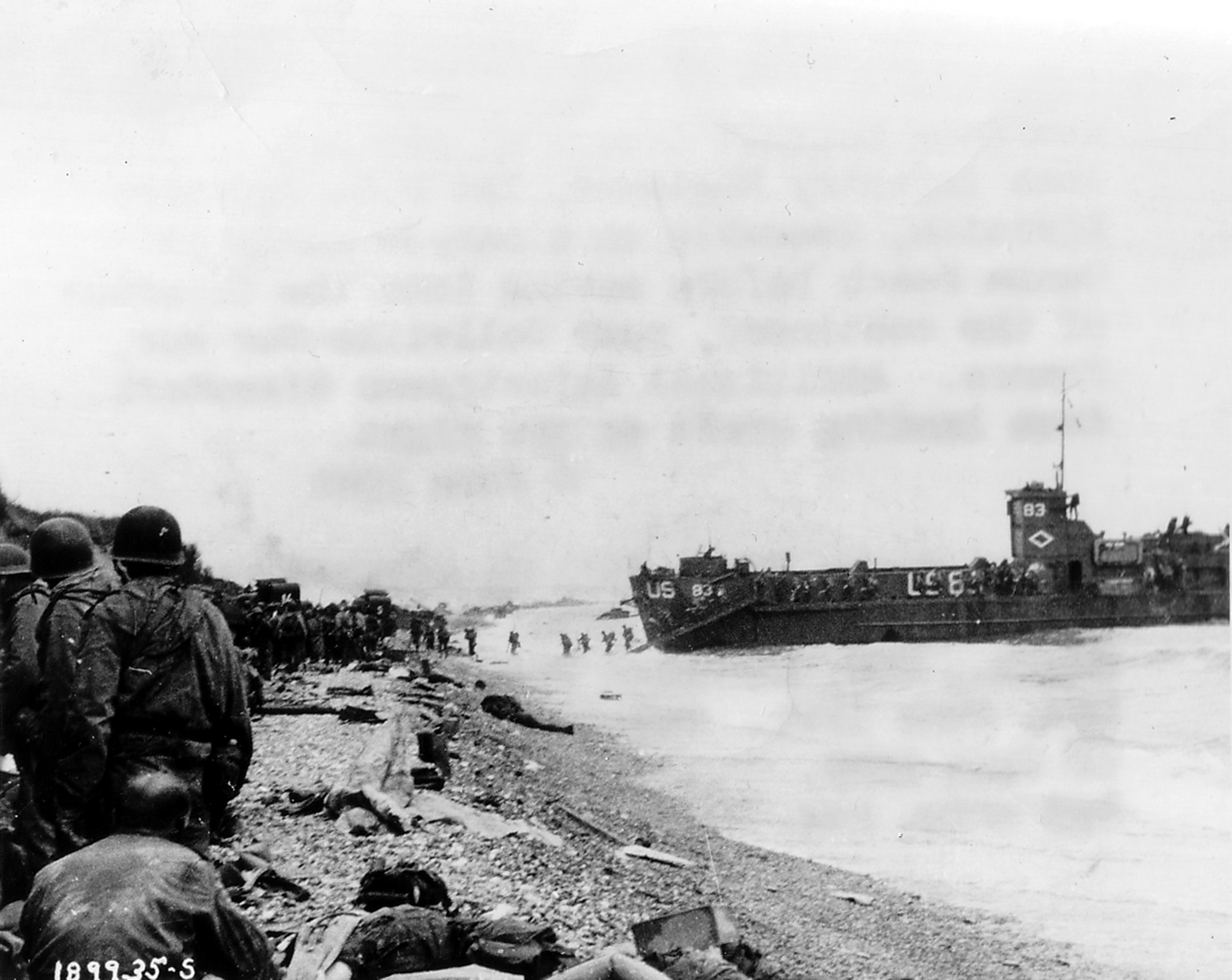
Landing op Omaha beach

Op Omaha Beach had de Amerikaanse 1e infanteriedivisie het zwaar te verduren. De drijvende Shermantanks waren vrijwel allemaal al voor het bereiken van de kust verloren gegaan. Het zeer zware bombardement had de Duitse versterkingen gemist. Hun tegenstander, de 352ste infanteriedivisie, was de beste van alle divisies die langs de stranden gelegerd waren, en had posities op steile kliffen die het strand overzagen.
De divisie verloor meer dan 4000 man. Desondanks hergroepeerden de overlevenden zich, wisten door de strandverdediging te breken en begonnen landinwaarts op te rukken. Een beslissende rol hierbij speelden de geallieerde torpedobootjagers, die, voor zover hun diepgang dat toestond, de Duitse kazematten zo dicht mogelijk naderden en ze dan met direct vuur het zwijgen oplegden. Eisenhower had al op het punt gestaan verdere landingen op deze plek af te gelasten.

#### Utah Beach
In schrille tegenstelling hiermee stonden de verliezen op Utah Beach. Van de 23.000 man die aan land gingen, kwam slechts 197 man om; de geringste verliezen van alle stranden. Hier had het bombardement door middelzware bommenwerpers zijn doel wél getroffen en waren de landingstroepen per toeval op een betere plaats geland. De beoogde landingsplaats was 1 km naar het noorden waar betere verdedigingswerken en meer bunkers lagen.
De aanval op Utah Beach verliep in vier verschillende golven:
- De eerste aanvalsgolf bestond uit twintig landingsvaartuigen van het type LCVP's (Landing Craft Vehicle Personnel, platbodems met aan de voorkant een brede klep om zover mogelijk het strand op te komen), met elk dertig manschappen.[29]
- De tweede aanvalsgolf bestond uit 32 LCVP's, waaronder ook genietroepen.[29]
- De derde aanvalsgolf, die een kwartier na de eerste landing aankwam, bestond uit acht LCT's met gepantserde voertuigen.[29]
- De vierde aanvalsgolf was voornamelijk samengesteld uit detachementen van het 237e en 299e geniebataljon. Zij kregen de taak om de stranden te zuiveren.[29]

Ook in de sector Utah rukten de troepen landinwaarts op en maakten verbinding met een deel van de luchtlandingsdivisies aldaar.

#### Pointe du Hoc (geen officieel strandhoofd)
Het doel van het Amerikaanse tweede Ranger-bataljon was de massieve betonnen rotsbatterij bij Pointe du Hoc. De taak was om onder vijandelijk vuur de 30 meter hoge kliffen met touwen en ladders te beklimmen, en dan de kanonnen aan te vallen en te vernietigen. Men nam aan dat deze zowel de Omaha- als Utah-sector bestreken. De versterkte posities werden bereikt, maar de kanonnen waren niet in de bunkers, want ze waren op een eerder moment door de Duitsers ongeveer 1 kilometer naar achter verplaatst en werden uiteindelijk toch vernietigd. De verliezen van de Rangers bedroegen bijna 50 procent.

### Nederlandse betrokkenheid
De Nederlandse betrokkenheid bij de invasie was bescheiden en bestond aanvankelijk alleen uit een klein aantal schepen en vliegtuigen.
De kanonneerboten Flores en Soemba, die zich eerder de bijnaam Terrible Twins hadden verworven, gaven, dicht onder de Franse kust, vuursteun.
De kruiser Sumatra werd voor de kust van Normandië tot zinken gebracht om te dienen als kunstmatige golfbreker om het aanleggen van een tijdelijke haven te vergemakkelijken.

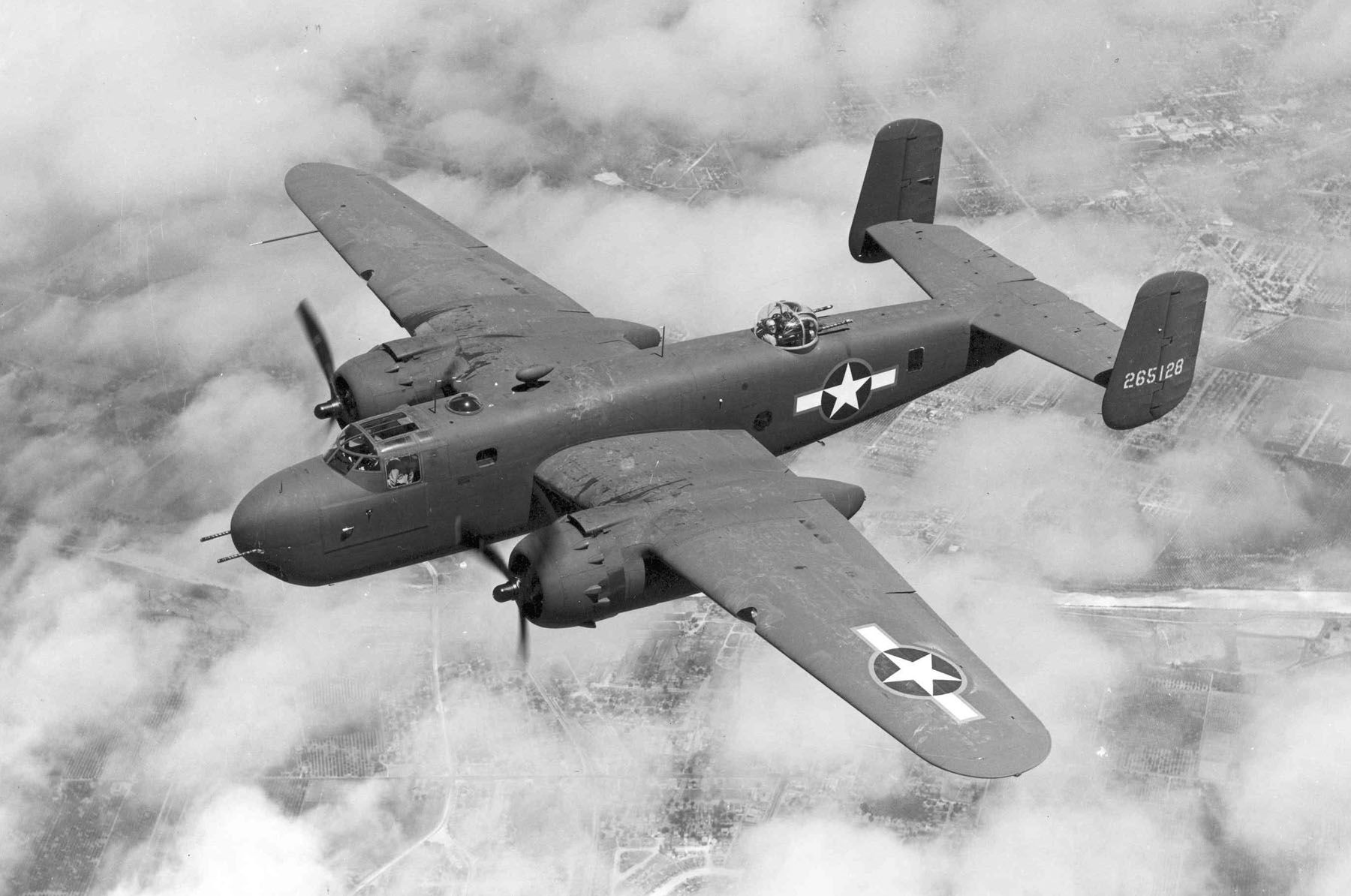
Een B-25 Mitchell

In de lucht was het Nederlandse 320e squadron van de Marine Luchtvaartdienst, dat B-25 Mitchell-bommenwerpers vloog, onder de eerste eenheden die aan D-day deelnamen. Het squadron leed (verhoudingsgewijs) forse verliezen bij de invasie: 25 man en acht B-25's.
Verder waren dertien Nederlandse motortorpedoboten betrokken om landingsschepen te beschermen en nam een twintigtal schepen van de Nederlandse koopvaardij deel.
In augustus kreeg de operatie een Nederlandse impuls. Op 26 augustus bevrijdde de Prinses Irene Brigade Pont-Audemer.

### Belgische betrokkenheid
Op 22 augustus 1944 bevrijdden 2500 soldaten van de Belgische 1e Infanteriebrigade (ook Brigade Piron genoemd) de badplaats Deauville. Ook namen het 349ste en het 350ste Belgische luchtmacht eskader deel aan D-day. Ze gaven luchtsteun aan troepen op de grond. Ook de Royal Navy section Belge heeft meegeholpen aan Operatie Overlord. De korvetten HMS Godetia en HMS Buttercup lagen ter hoogte van Sword Beach en escorteerden LCT. Zij hebben meegeholpen met de aanvoer van manschappen en materiaal tot eind oktober 1944.

### Cijfers
Hieronder een overzicht in cijfers van de landingen op 6 juni.
| Marine | Luchtmacht | Landmacht |
| --- | --- | --- |
| Middelen - 138 oorlogsbodems - 221 torpedojagers, fregatten, korvetten - 287 mijnenvegers - 495 kustvaarders - 58 onderzeebootjagers - 4.000+ landingsvaartuigen - 441 hulpschepen en kleine boten - 864 vrachtschepen - 300+ andere vaartuigen Strijdkrachten - Op de oorlogsbodems - 112.824 Britten - 52.889 Amerikanen - 4.988 andere geallieerden | Middelen - 11.590 vliegtuigen - 5.510 Brits-Canadees - 6.080 Amerikaans - 3.500 zweefvliegtuigen Strijdkrachten - 31.000 piloten (luchtlandingstroepen en bemanning niet meegerekend) | Middelen - 20.000 voertuigen (waaronder iets meer dan 1000 tanks) Strijdkrachten Amerikaanse sector - Totaal aantal invasietroepen in Amerikaanse sector: 57.500, waarvan: - Utah Beach: 23.250 - Omaha Beach: 34.250 Britse sector - Totaal aantal invasietroepen in Britse sector: 75.215, waarvan: - Gold Beach: 24.970 - Sword Beach: 28.845 - Juno Beach: 21.400 Luchtlandingstroepen - Totaal aantal luchtlandingstroepen: 23.490, waarvan: - Amerikanen: 15.500 - Britten en Canadezen: 7.990 Totaal - Totaal aantal invasietroepen op D-day: 156.205 man |

## Duitse acties op D-day

### Wehrmacht

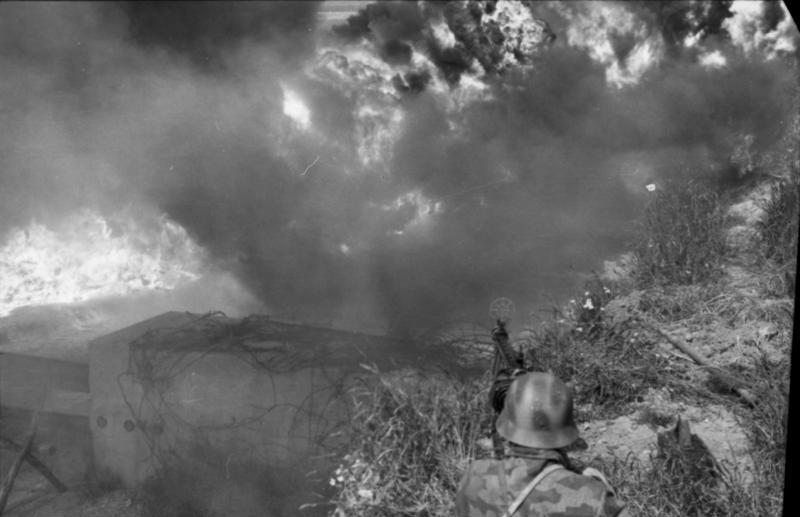
Duitse militair, bewapend met een M-15 machinegeweer, op 21 juni achter een rookgordijn

Veldmaarschalk Rommel, opperbevelhebber van Heeresgruppe B (7e leger en 15e leger), die de Noord-Franse kust moest verdedigen, was op het moment van de invasie in Herrlingen om de 50ste verjaardag van zijn vrouw, Lucie, te vieren. In de loop van de ochtend, rond 10.15 uur, werd hij geïnformeerd door chef-staf Heeresgruppe B, Hans Speidel.
Rommel wilde de Führer ervan overtuigen dat de verplaatsing van de pantserdivisies, die als OKW-reserve in het achterland van Frankrijk waren gestationeerd, naar de Franse kust noodzakelijk was. Hitler weigerde en gaf Rommel de helft van de pantserdivisies die beschikbaar waren in het gebied. De andere helft werd in reserve gehouden en stond onder het directe commando van Von Rundstedt.
Vanaf 1.15 uur kwamen van het 7e leger meldingen binnengestroomd over Geallieerde luchtlandingen in het zuidoostelijk deel van het schiereiland Cotentin en bij Caen. Rommel, luitenant-generaal Speidel en veldmaarschalk Von Rundstedt dachten aanvankelijk dat het om een afleidingsmanoeuvre ging. Ze rekenden erop dat de Geallieerde invasie plaats zou vinden in het gebied tussen de Seine en de Schelde. Daarom luidde Speidels eerste bevel dat twee van de op de Cotentin gelegerde divisies (91e en 709e infanteriedivisie) met hun mobiele reserves moesten optreden tegen de luchtlandingstroepen. De 21e Pantserdivisie, die ten zuiden van Caen lag, moest haar Bereitsstellungsraum betrekken om ook hier de uit de lucht gelande tegenstander te kunnen vernietigen.
Toen de meldingen van luchtlandingen maar bleven binnenstromen en er zelfs aanwijzingen en meldingen kwamen dat er van zee uit Geallieerde versterkingen waren te verwachten, achtte men het raadzaam om de twee in de buurt van Chartres en Evreux gelegerde pantserdivisies van de OKW-reserves naar het gebied waar de landing werd verwacht te sturen. Speidel liet dit direct aan Von Rundstedt en zijn staf weten. Hij stelde voor om de 12. SS-Panzerdivision Hitlerjugend het bevel te geven om op te rukken naar het zuiden van Caen. Tegelijkertijd wilde hij de Panzer-Lehr-Divisie voorbereidingen laten treffen voor de verplaatsing. De OKW wees zijn voorstellen direct af, omdat de pantserdivisies alleen met uitdrukkelijke toestemming van Hitler mochten worden verplaatst. Speidel had het bevel tot oprukken echter al gegeven. Daardoor was de 12. Panzerdivision al opgerukt tot Lisieux, maar daar moest ze stoppen, aangezien er geen orders kwamen van Hitler. De Panzer-Lehr-Division bleef op haar plaats staan. Twee sterke pantserdivisies werden zodoende buiten de strijd gelaten, terwijl het zwaar bewolkt was en de divisies zonder gehinderd te worden door de geallieerde luchtmacht hadden kunnen oprukken.
Speidel bracht Rommel na zes uur telefonisch op de hoogte van de situatie en de getroffen maatregelen. Rommel kwam terug uit Herrlingen en wees op het feit dat de 21. Panzerdivision een tegenaanval moest lanceren.
Hitler gaf na 15.00 uur het bevel om de reservepantserdivisies in te zetten. De lucht was echter al grotendeels opgeklaard en de pantsertroepen waren zeer kwetsbaar voor luchtaanvallen. De verplaatsing van de divisies moest worden verschoven naar de avond, waardoor ze niet meer konden worden ingezet op de eerste en beslissende dag. De 21. Panzerdivision was de enige pantserdivisie die deel nam aan de strijd op 6 juni, omdat deze onder direct commando van Rommel stond. De divisie kreeg als eerste de taak om de parachutisten nabij de Orne uit te schakelen. Op bevel van generaal Marcks werd de divisie echter teruggenomen en ten koste van veel verliezen (luchtaanvallen) via de enige nog bruikbare weg over de westelijke oever van de Orne geloodst. Dit om door middel van een tegenaanval de bedreiging af te wenden van het belangrijke verkeersknooppunt bij Caen. De pantserdivisie werd pas daadwerkelijk omstreeks 15u00 ingezet en kreeg de opdracht om door te stoten naar de kust. De troepen wisten zich een weg te banen tot aan de kust en maakten contact met in hun steunpunten geïsoleerde troepen van de 716e Infanteriedivisie. Echter, toen de Britten later op de dag aan beide oevers van de Orne en achter de Duitse pantsereenheden nog meer parachutisten dropten, werd de aanval afgebroken om de verbinding met de achterhoede te behouden en indien nodig te herstellen.

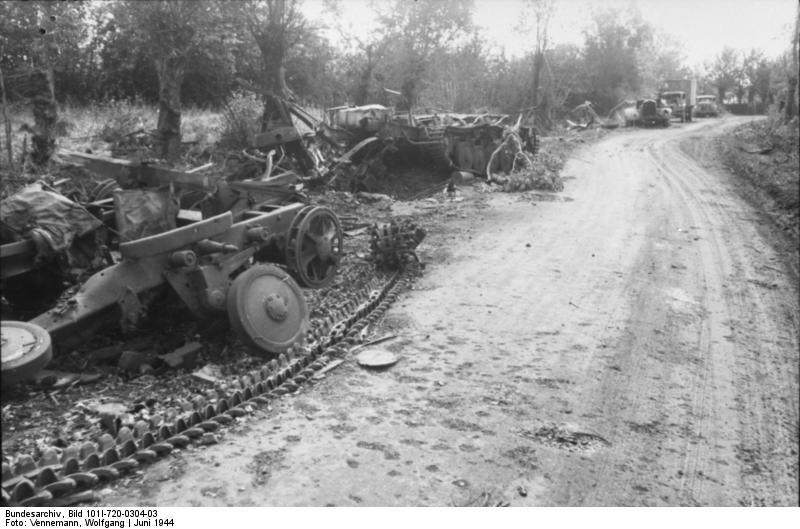
Vernietigde Duitse voertuigen kort na D-day

De aan de kust gelegerde Duitse divisies, die tot taak hadden de tegenstander op te houden tot de komst van de eigen pantsertroepen, hadden met hun beperkte mobiele reserves nauwelijks de mogelijkheid offensief op te treden tegen de gelande strijdkrachten. Bovendien bleef de situatie in hun gebied zeer verwarrend. Van de gebeurtenissen aan de oostkust van de Cotentin, waar de Amerikanen na een doeltreffend bombardement van de 709e divisie waren doorgebroken, kreeg het 84e Legerkorps pas laat bericht, omdat de verbindingen door de vijand waren ontwricht.
In de vroege morgen werd er besloten om tot een aanval op Sainte-Mère-Église over te gaan. Snelle eenheden ter sterkte van een regiment van de 709e infanteriedivisie en de 91e infanteriedivisie en het als korpsreserve ingezette 6e parachutistenregiment moesten oprukken vanuit het noorden (Montebourg), het westen en het zuiden (Carentan). De aanval werd echter ernstig vertraagd, omdat de bevelen zo moeizaam doorkwamen. Bovendien hadden de Amerikanen optimaal gebruikgemaakt van het heggenlandschap. Voor de aanvallende partij is hier nauwelijks door te komen, aangezien de verliezen hoog zullen zijn. De volgende dag werd de aanval voortgezet. De troepen waren versterkt met een regiment van de 243e infanteriedivisie. Ze stuitten echter al direct op Amerikaanse troepen en de opmars werd wederom ernstig vertraagd.
De Duitsers wisten de Amerikanen bij het landingsfront Vierville - Saint Laurent (Omaha Beach) lang tegen te houden. De Amerikanen stuitten onverwachts op de Duitse 352e infanteriedivisie, die aan de aandacht van de inlichtingendienst was ontsnapt. Omdat hier de meeste kustverdedigingswerken, ondanks verschillende bombardementen vanuit lucht en zee, nog intact waren, kwamen de Amerikaanse aanvalstroepen al vast op het strand te liggen, waardoor ze aanzienlijke verliezen leden.
De mobiele reserve van het 84e Legerkorps was het 915e regiment, die in de sector van de 352e Infanteriedivisie lag. Omdat de 352e infanteriedivisie eenvoudig overeind bleef, werd het regiment overgebracht naar de sector van de 716e Infanteriedivisie, aangezien de Duitsers het daar stukken zwaarder hadden. De Britten waren al in de eerste uren diep gepenetreerd in de Duitse linies. Het regiment moest een tegenaanval inzetten ten oosten van Bayeux, waar de Britten een vrije doortocht naar het stadje hadden. Maar omdat het 915e regiment al om vier uur de andere kant, richting Carentan, was opgestuurd om de daar gemelde luchtlandingen te bestrijden en enkele uren onbereikbaar was geweest, kon het pas in de namiddag tot de tegenaanval nabij Bayeux overgaan.
Toen het de aanval inzette, stuitte het op een steeds verder groeiende geallieerde overmacht. Na hevige gevechten werd het regiment in zijn totaliteit vernietigd door de geallieerde troepen. Al op de weg naar Bayeux moest het regiment in de sector van de 352e infanteriedivisie een bataljon achterlaten. In deze sector waren de Amerikanen na een vernietigend bombardement vanuit zee door de Duitse linies gebroken en landinwaarts getrokken. Door het zware bombardement had de 352 infanteriedivisie dusdanige verliezen geleden, dat er dringend versterkingen nodig waren. De 30e Mobiele Brigade, gelegerd als korpsreserve bij Coutances, werd als directe versterking naar het gebied gestuurd. Het kon daar echter niet zijn voor de morgen van 7 juni. Generaloberst Dollmann, opperbevelhebber van het 7e leger, nam nog op 6 juni maatregelen om het zwaartepunt van zijn krachten te verleggen naar Normandië. Zo werden in Bretagne de mobiele gevechtsgroepen van de 265e en 275e divisie gereed gehouden voor verplaatsing. Het aantrekken van nog een gevechtsgroep van de 266e divisie, zoals Dollmann had voorgesteld, alsmede de gehele 77e infanteriedivisie uit Bretagne, achtte Rommel te voorbarig. Hij wilde nog voldoende troepen in Bretagne houden omdat hij ook rekening hield met luchtlandingen aldaar.

### Luftwaffe
Tijdens D-day waren er slechts twee Duitse jachtbommenwerpers die het strand konden bestoken. Daarnaast waren er enkele verkenningsvluchten boven Het Kanaal om de grootte van de Geallieerde vloot vast te stellen en voor andere bombardeer- en verkenningsmissies. Enkele andere missies werden geannuleerd, door omstandigheden tegengehouden of neergeschoten voordat ze van enig nut konden zijn.
In Noord-Frankrijk en België waren ongeveer tweehonderd vliegtuigen, waarvan honderveertig paraat. Deze vluchten werden echter tegengehouden omdat het Duitse hoofdkwartier eerst duidelijkheid wilde over de invasie en vooral rekende op de Duitse versterkingen die onderweg waren. Ze wilden de vliegtuigen alleen in het uiterste noodgeval gebruiken.
In totaal had de Luftwaffe, op 6 juni, 319 toestellen in de lucht, tegenover 10.500 Geallieerde vluchten. De Luftwaffe kon de eigen troepen nauwelijks hulp bieden, omdat ze nog voor ze hun doelen hadden bereikt, al in luchtgevechten gewikkeld waren met een superieure tegenstander.
Tijdens de gehele Slag om Normandië bleven de geallieerden superieur in de lucht en konden de Duitsers alleen nog 's nachts de geallieerde stellingen bombarderen. Het Britse Sword Beach was een belangrijk doelwit voor de Duitse bommenwerpers, die al in de eerst nacht, van 6 op 7 juni, het strand onder vuur namen.

### Kriegsmarine

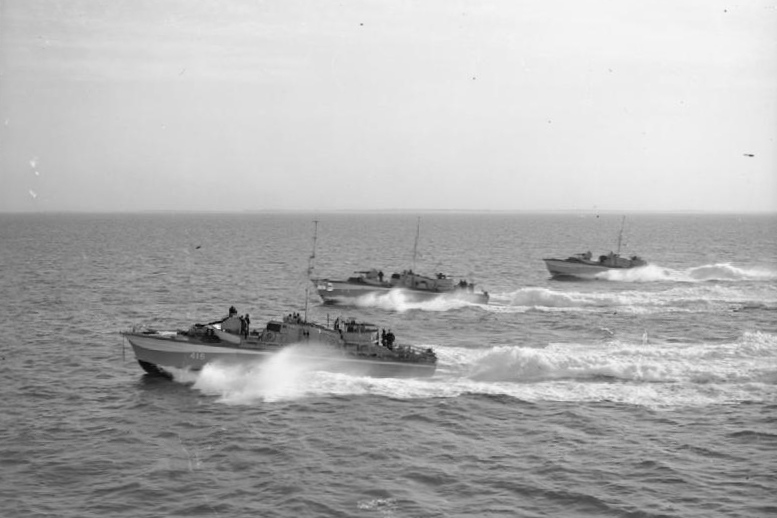
Motortorpedoboten

Ook de Kriegsmarine kwam nauwelijks tot noemenswaardige daden op de eerste dag. In de vroege ochtenduren alarmeerde de marine de U-Bootgruppe West, die in verschillende Atlantische havens gestationeerd was, riep ze het torpedobootjagersflottielje van Royan naar Brest en gaf ze het bevel tot uitvaren aan de motortorpedoboten (MTB's) die aan de Normandische kust lagen. Terwijl de MTB's uit Cherbourg wegens zware zeegang onverrichter zake moesten terugkeren, stootten die uit Le Havre op een overmacht geallieerde zeestrijdkrachten. Ze brachten één Britse torpedobootjager tot zinken en keerden naar Le Havre terug, toen ze hun torpedo's hadden afgevuurd.
Al voor de invasie, in mei 1944, had de Kriegsmarine een groep U-Boten geformeerd, waarvan zes met een snuiver. Deze waren gestationeerd in de Golf van Biskaje en moesten een mogelijke amfibische landing tegenhouden. Deze groep duikboten kon echter niets uitrichten tegen de overmacht van de Geallieerde vloot en zes dagen na de invasie waren twaalf duikboten reeds vernietigd (allen zonder snuiver). De overige vierentwintig zonder snuiver gingen terug naar de haven, zonder een enkel schip tot zinken te hebben gebracht. De zes onderzeeërs met snuiver wisten de vloot niet eens te bereiken.

## Opbouw van het geallieerde bruggenhoofd

### Samenvoegen
Op de eerste dag van de landing waren enkele essentiële doelen door de geallieerden niet gehaald. Zo was de stad Caen nog niet ingenomen en waren de landingsgebieden niet samengevoegd tot één doorlopend bruggenhoofd. Daar tegenover stond wel dat alle landingen succesvol waren verlopen en de verliezen lager waren dan verwacht.
Montgomery, als bevelhebber van de grondtroepen, moest ervoor zorgen dat de landingsgebieden zo snel mogelijk werden samengevoegd, omdat de verwachtingen waren dat de Duitsers een poging zouden doen om de geallieerden terug de zee in te drijven. Voor beide partijen was het van belang dat ze over een overmacht konden beschikken. Rommel, verantwoordelijk voor de kustverdediging, wist dit en had daarom al eerder aangedrongen op het feit dat hij enkele pantserdivisies dichter bij de kust wilde hebben. Hij kreeg echter maar de helft van de troepen waar hij om vroeg. Ook de geallieerden waren zich ervan bewust dat men zo snel mogelijk een grote troepenmacht aan land moest zetten. Bovendien hadden ze al maanden van tevoren maatregelen genomen om de snelle opbouw van een Duitse troepenmacht te verijdelen.

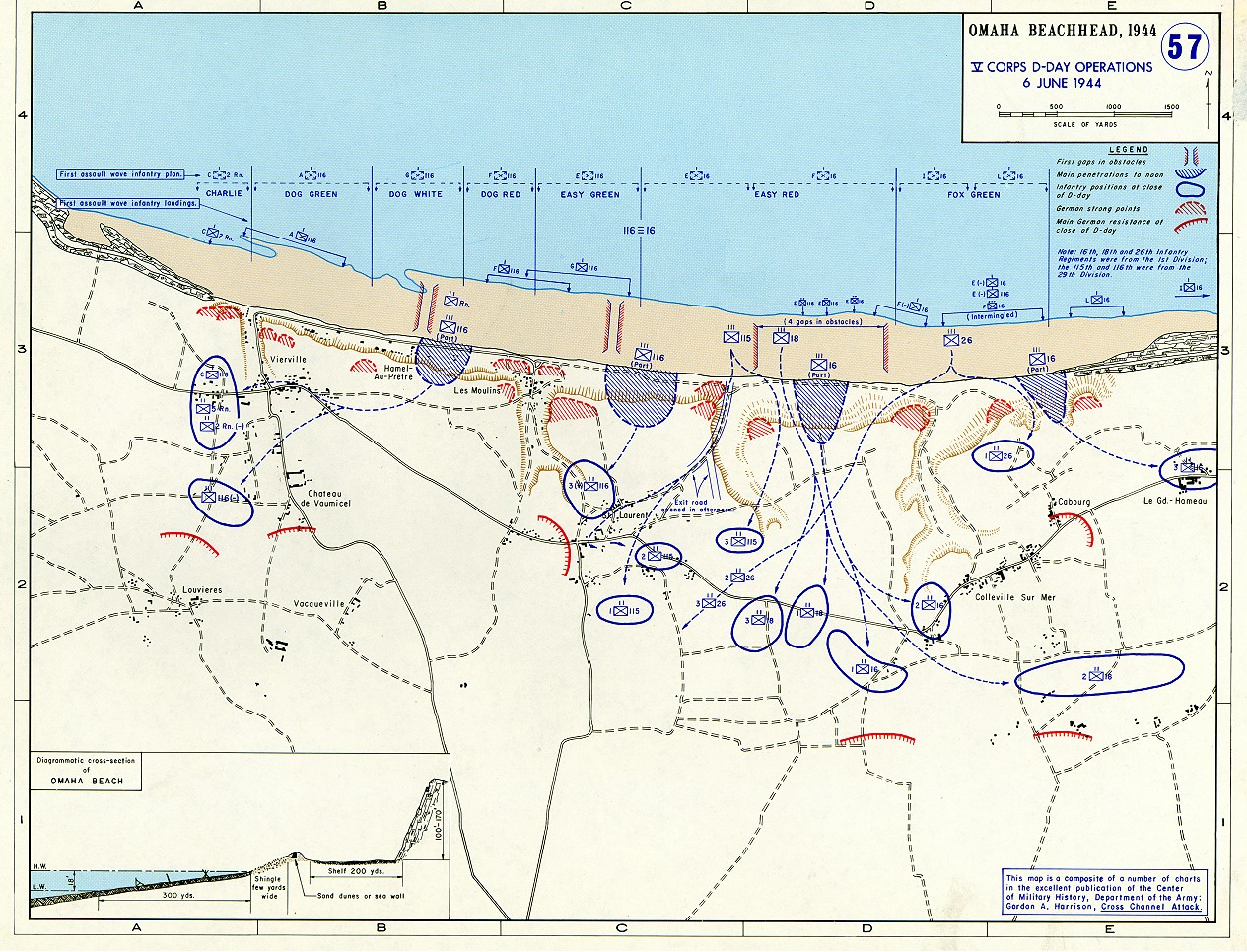
Bruggenhoofd Omaha Beach

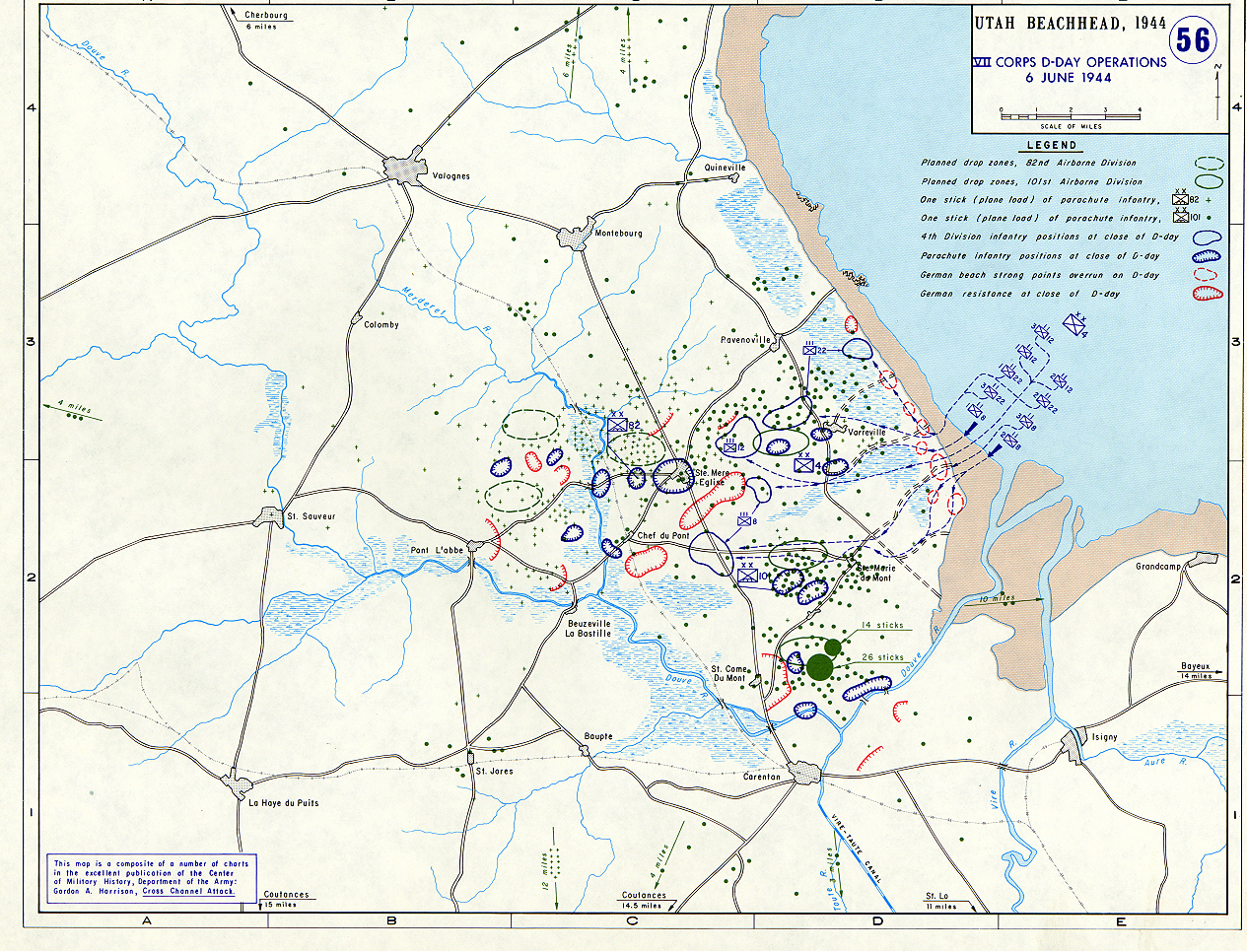
Bruggenhoofd Utah Beach

De geallieerden hadden in de eerste plaats de suggestie gewekt dat na de landing in Normandië al vrij snel een tweede en grotere landing zou plaatsvinden ten noorden van de Seine. Dit had als gevolg dat de Duitsers lange tijd bleven denken dat de hoofdlanding nog moest komen. Ze durfden dus niet alle troepen naar het Normandische slagveld te verplaatsen. In de tweede plaats hadden de geallieerden Normandië zo veel mogelijk willen isoleren door stelselmatig alle verbindingswegen onbruikbaar te maken. Zowel voor als na de landing werden bruggen, stations, verkeersknooppunten en tunnels gebombardeerd. Het luchtvoordeel zorgde ervoor dat Duits vervoer overdag vrijwel onmogelijk was. 's Nachts kon het, door de zware beschadigingen aan de weg, vaak alleen via omwegen op de plaats van bestemming komen.
Dit waren de belangrijkste oorzaken voor het feit dat het de Duitsers niet lukte om een grote troepenmacht op te bouwen in Normandië.
Op 7 juni bezocht generaal Eisenhower de stranden, nadat hij eerst op zee had gesproken met Montgomery en Bradley, bevelhebber van het Amerikaanse 1e Leger. Vooral de sector Omaha, dat 's morgens nog altijd onder Duits vuur lag, baarde de generaals veel zorgen. De bevelhebbers waren het er over eens dat de landingsgebieden zo snel mogelijk tot één doorlopend bruggenhoofd moesten worden verenigd.
Tegen de avond van 7 juni hadden de Britten een doorlopend bruggenhoofd van ongeveer 35 kilometer breed en was de stad Bayeux veroverd. Op datzelfde moment lagen de Amerikaanse sectoren nog ver van elkaar verwijderd en was er ook geen aansluiting met een Britse sector. In de morgen van 8 juni was er een verbinding tussen de Amerikaanse sector "Omaha" en de Britten in de sector "Gold". Nadat deze verbinding tot stand was gekomen, ging Bradley aan de slag om contact te maken tussen de sectoren Omaha en Utah. Op 10 juni werd het eerste contact tussen deze twee sectoren gelegd. Echter, dit was via een landweg en om een goede verbinding te hebben, moest eerst het verkeersknooppunt Carentan worden ingenomen. Deze volledige aansluiting vond plaats op 12 juni toen de slag om Carentan in Amerikaans voordeel was beslist. Op de zevende dag na de landing werd dus volledige aansluiting tussen alle sectoren bereikt en was er een bruggenhoofd gevormd van 125 km breed.

### Amerikaanse doorbraak
Waar de Amerikanen na de volledige aansluiting gestaag terreinwinst boekten, kwam daar in de Britse sector betrekkelijk weinig van terecht. De Duitsers hadden hun krachten geconcentreerd rondom Caen, het wegen- en spoorwegencentrum van Normandië. Met de inname van Caen zou de weg naar de Seine open liggen. De Duitsers wisten dit en waren dan ook niet bereid de stad zomaar op te geven. De Duitsers namen aan dat de geallieerden van plan waren na de inname van Caen uit te breken naar Rouen en Parijs. Dit lag voor de hand en de Duitsers kwamen dan ook vrij snel tot de conclusie dat Caen van vitaal belang was voor de geallieerde operatie. Het grootste deel van de Duitse troepenmacht werd daarom rond Caen gestationeerd.
Montgomery had deze Duitse reactie al maanden eerder voorzien. Hij had hier zijn strategie op gebaseerd. Het befaamde "scharnierplan" werd begin april uitgewerkt. De geallieerden zouden dreigen met een doorbraak in de sector bij Caen. Ze dwongen daarmee de Duitsers reserves naar die sector te sturen. De Britten en Canadezen zouden dan enkele schijnaanvallen uitvoeren, waarna de Amerikanen in hun eigen sector, waar de Duitse tegenstand inmiddels was verzwakt door de afwezigheid van reserves, een doorbraak zouden forceren.
De Duitsers dachten een doorbraak bij Caen te hebben verijdeld, maar speelden de geallieerden juist in de kaart. Op 15 juni stonden er tegenover de Amerikanen nog maar zeventig tanks, terwijl het aantal tegenover de Britten inmiddels was opgelopen tot 520 tanks. De zwakte van de Duitse strijdkrachten tegenover de Amerikanen kwam de Duitsers duur te staan. De Amerikanen trokken gestaag op en dwongen de Duitsers ver terug te trekken. Doordat de Britten en Canadezen bleven dreigen een doorbraak bij Caen te forceren, durfden de Duitsers nauwelijks reserves richting de Amerikaanse sector te sturen. Deze tactiek betekende echter wel dat de Britten en Canadezen geringe terreinwinst boekten.
In de tweede week na de landing zette Montgomery zijn verbindingsactie voort. De Duitse tanks die hem terug de zee in hadden moeten drijven, moesten nu ingezet worden ter verdediging van Caen. De Amerikanen, onder leiding van Omar Bradley, kwamen in het westen goed vooruit in het lastige heggenlandschap. Het terrein in de Cotentin is verdeeld in veel kleine akkers die van elkaar gescheiden zijn door hoge, begroeide aardwallen, hetgeen in het voordeel is van de verdedigende partij. Tanks waren zeer kwetsbaar in dit landschap. Dit zorgde ervoor dat de verliezen aan Amerikaanse zijde relatief hoog waren. Toch konden de Amerikanen gestaag terreinwinst boeken. Op 17 juni hadden de Amerikanen Barneville, aan de andere kant van de Cotentin, bereikt. Hierdoor was het noordelijke deel van de Cotentin, met Cherbourg als belangrijke stad, geïsoleerd.

## Geallieerde aanvoerproblemen

### Storm

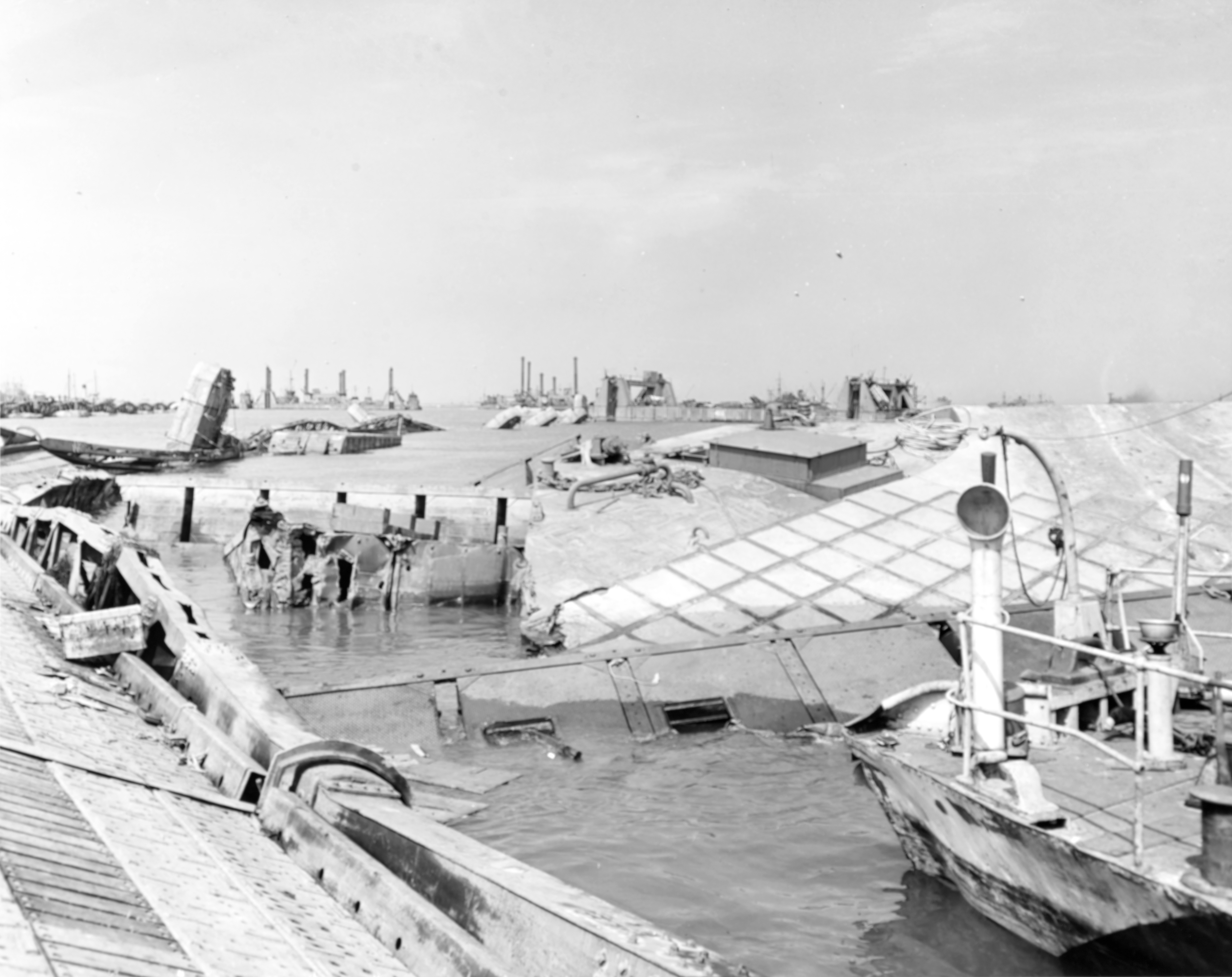
Zwaarbeschadigde Mulberry A

Nadat het noordelijk deel van de Cotentin door de Amerikanen was afgesneden, stelden de geallieerden twee nieuwe doelen. Het was nu van groot belang dat Cherbourg en Caen werden ingenomen. Caen vanwege het feit dat het een belangrijk centrum van (spoor)wegen is en Cherbourg vanwege het feit dat er een zeehaven ligt, die van groot belang was voor de aanvoer van materieel en troepen. Het behalen van deze doelen werd echter vertraagd, want op 19 juni vond er een zeer zware storm plaats. Deze storm was zo hevig, dat daarbij de Mulberryhaven van Arromanches (Mulberry B) zwaar beschadigd werd en de Mulberryhaven voor de kust van Saint-Laurent (Mulberry A) volledig vernield werd. De totale verliezen waren 800 schepen, 20.000 voertuigen en 140.000 ton aan goederen. Deze verliezen plus het feit dat de nodige versterkingen voor de aanvallen op de steden Caen en Cherbourg niet aangevoerd konden worden, zorgden voor een flinke vertraging. Vier dagen lang was er geen verbinding tussen Engeland en het vasteland. Deze dagen zouden ideaal zijn geweest voor een Duitse tegenaanval. Echter, de Duitsers waren al flink verzwakt en wisten niet hoe ernstig de situatie was voor de geallieerden.
Waar voor de storm de aanvoer gemiddeld op 11.430 manschappen, 7670 ton goederen en 1970 voertuigen per dag lag, liepen de aantallen in de dagen na de storm met ruim 90% terug. Besloten werd om de Mulberry A vanwege de zware schade af te breken. Mulberry B werd met onderdelen van Mullberry A versterkt en hersteld.
Door de storm was de munitiepositie van de geallieerden ernstig bedreigd. De Amerikanen waren enkele uren voor het opsteken van de storm begonnen aan de grootschalige aanval op Cherbourg. Door de lucht wisten de Amerikanen drie dagen lang 500 ton munitie aan te voeren. In Normandië namen antitank- en luchtafweerbataljons tijdelijk de taak van de veldartillerie over, zodat het tekort aan artilleriegranaten minder voelbaar was.

### Herstel

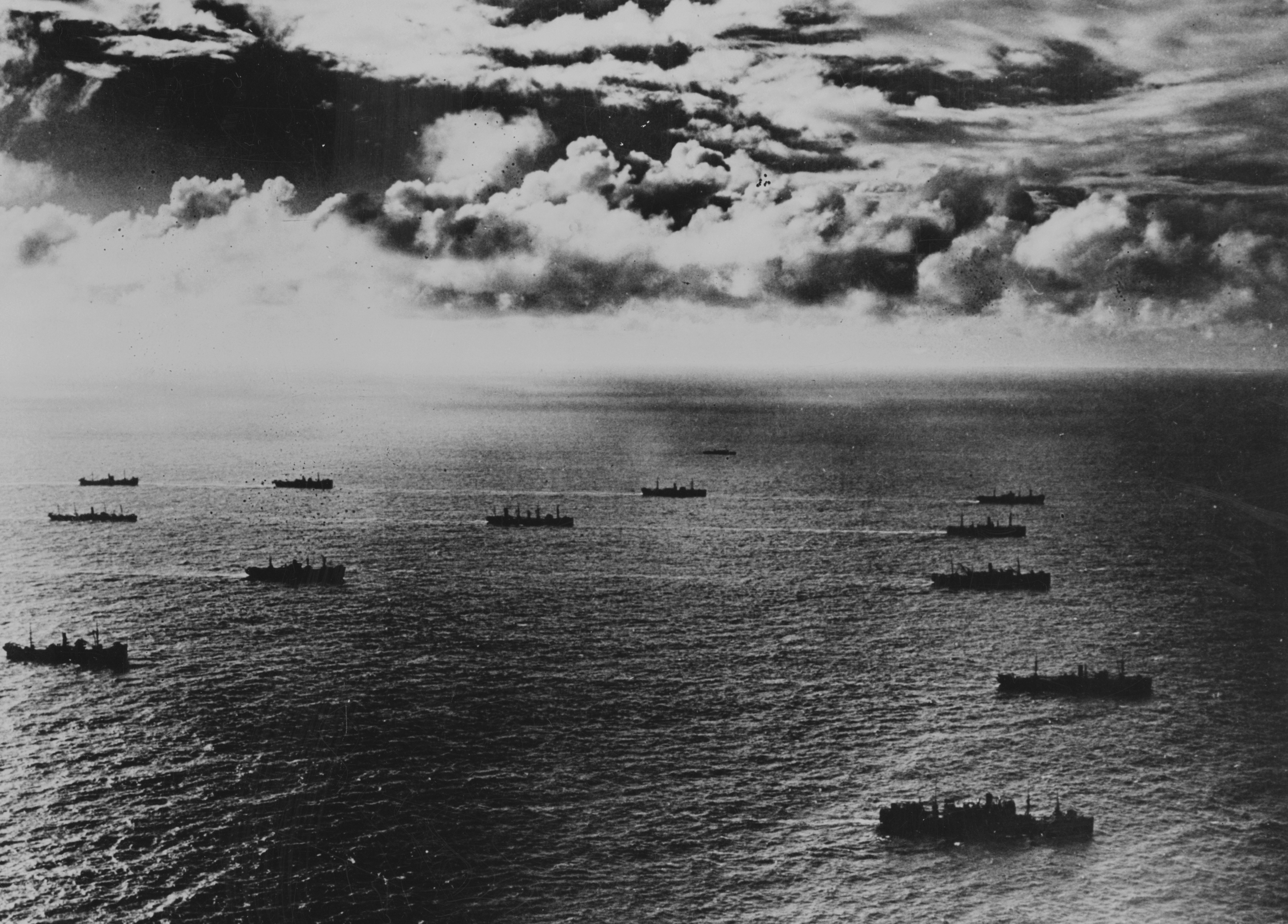
Een konvooi Liberty schepen

De vierdaagse storm trof ruim 800 schepen van de transportvloot zwaar. Binnen één week na de storm waren er echter alweer 600 vaarklaar en een week later lag dit aantal al op 700. Op 23 juni werd er voor het eerst weer door schepen gelost. Om de achterstand weg te werken en door het verlies van Mullberry A, werd er gebruikgemaakt van de kleine havens in Grandcamp-Maisy en Isigny-sur-Mer. Die twee havens, gelegen tussen Utah en Omaha, konden samen 3.500 ton per dag verwerken. De Amerikanen stuurden bovendien extra liberty-schepen en LST's naar het gebied om de achterstand weg te werken. Waar op 18 juli een inkrimping van de vloot stond gepland, werd deze ook voor onbepaalde tijd uitgesteld. In de laatste week van juni verwerkten Omaha en Utah respectievelijk 13.500 ton en 7.000 ton per dag. Dat was gemiddeld 20% meer dan gepland.
De Duitsers capituleerden diezelfde week nog in Cherbourg, waardoor de geallieerden nog een belangrijke zeehaven tot hun beschikking kregen. Hitler had echter het bevel gegeven om de haven vol te leggen met zeemijnen, waardoor de geallieerden deze eerst moesten opruimen, alvorens ze de haven konden gebruiken. Dit levensgevaarlijke werk werd grotendeels door Britse duikers uitgevoerd. Verder waren de haveninstallaties door de Duitsers zwaar beschadigd en moesten diverse scheepswrakken worden opgeruimd. Dit werd met behulp van duikers en sleepboten bewerkstelligd; beschadigde en vernietigde gebouwen werden gerepareerd. Vijftien dagen na de verovering was de haven van Cherbourg zover opgeknapt, dat de eerste schepen er weer toegang hadden; Na drie maanden was de gehele haven weer toegankelijk, waarna hij in gebruik werd genomen voor het aanvoeren van troepen en voorraden.

### Brandstof

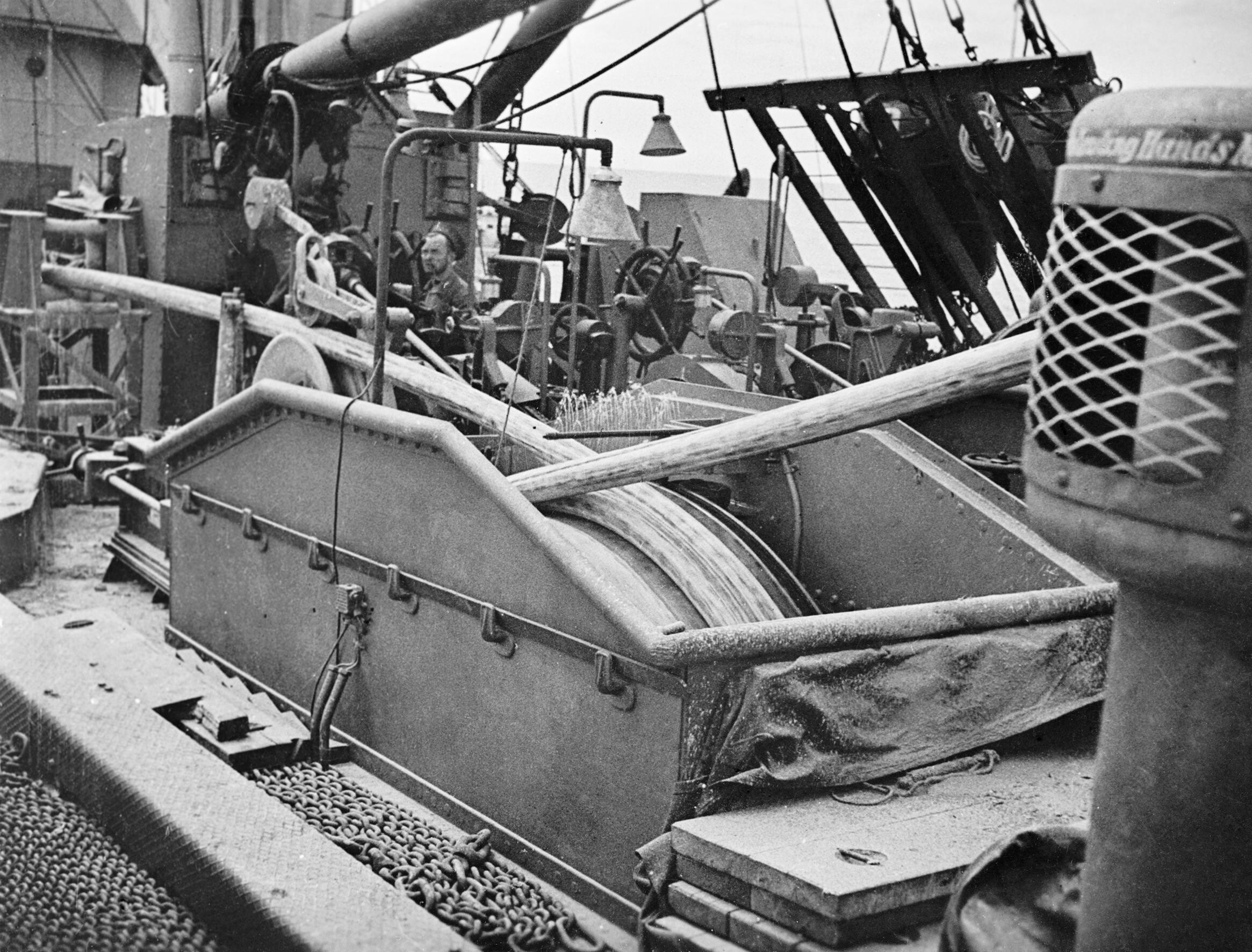
HMS Latimer legt de PLUTO pijpleiding in het Kanaal.

Ook de brandstoftoevoer was van essentieel belang voor het slagen van de operatie. Alle gelande voertuigen waren volgetankt en beschikten daarnaast over drie tot vijf jerrycans, met een inhoud van 14 liter. De bevoorrading geschiedde aanvankelijk alleen via vaten, die vanuit Engeland over zee werden getransporteerd. Door de storm was het enkele dagen onmogelijk om brandstof aan te leveren.
Eind juni werd er ook gestart met Tombola. Via pijpleidingen werden tankers op zee leeggepompt en de brandstof aan land opgeslagen in de daarvoor bestemde opslagtanks. Op 25 juni was de pijpleiding naar Port-en-Bessin gereed en op 2 juli was er eenzelfde pijpleiding aangelegd naar Sainte-Honorine. Op 14 juli werden er extra pijpleidingen aangelegd op beide plaatsen. Toen bleek dat men nog niet over Cherbourg kon beschikken, werd de opslagcapaciteit van 9.700 ton opgevoerd tot 25.500 ton.
Eind augustus was 175 miljoen liter brandstof via Tombola en 181 miljoen liter in vaten aangevoerd naar Normandië. Dit bleek aanvankelijk ruim voldoende. Echter, toen de uitbraak uit Normandië kwam en de geallieerden door konden stoten naar het hart van Frankrijk, veranderde de situatie aanzienlijk. De aanvoerlijnen werden steeds langer en omdat de Duitsers zich sneller terugtrokken dan in Normandië het geval was, ontstond er het gevaar van een brandstoftekort.
Inmiddels was ook de brandstofaanvoer via Cherbourg op gang gekomen. Via PLUTO (Pipe Line Under The Ocean), honderd kilometer lange pijpleidingen over de bodem van Het Kanaal, werd de brandstofaanvoer flink opgeschroefd. De PLUTO-pijpleidingen werden gedurende de resterende periode van de oorlog gebruikt.

## Operaties in Normandië

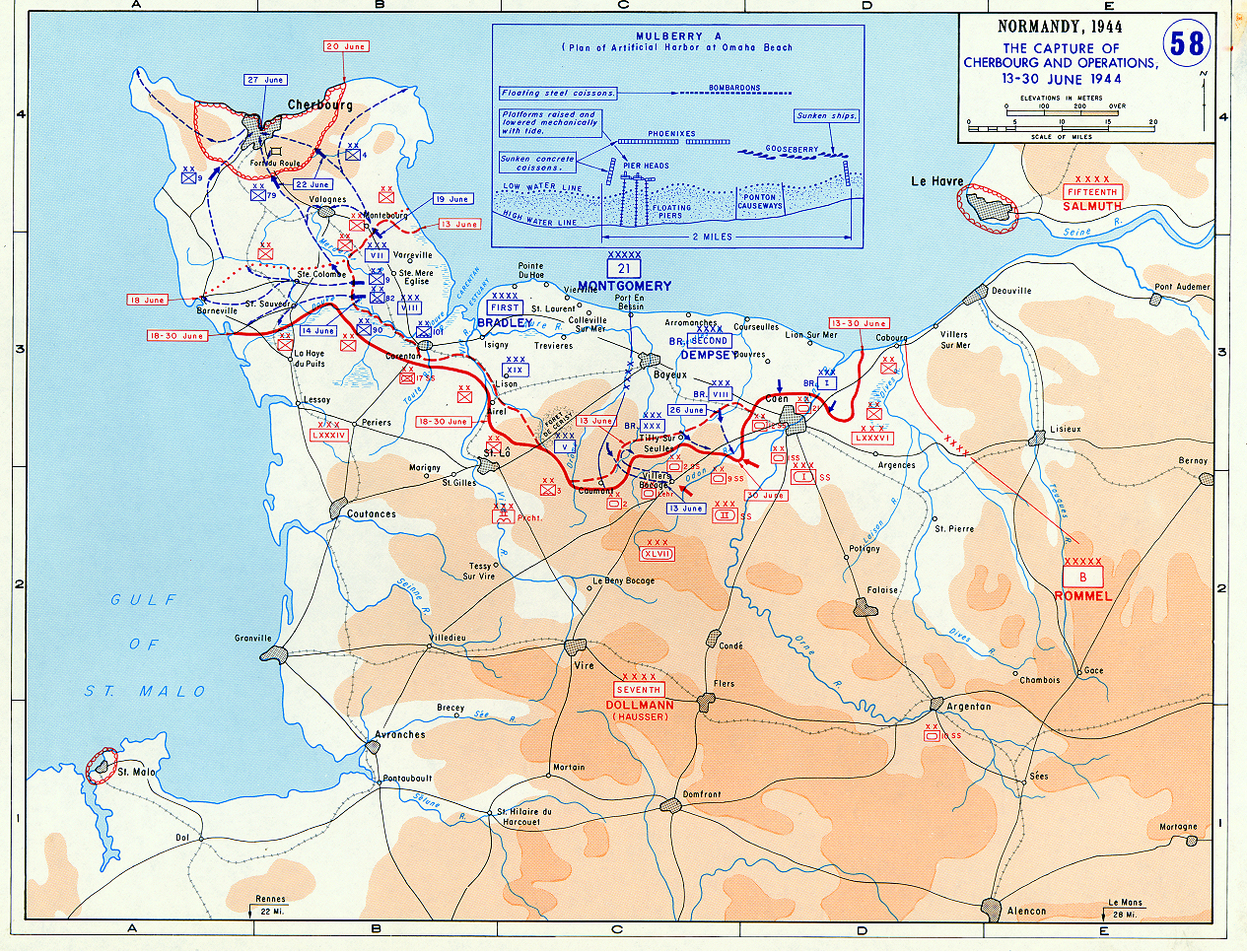
Strijd in Normandië tot 30 juni

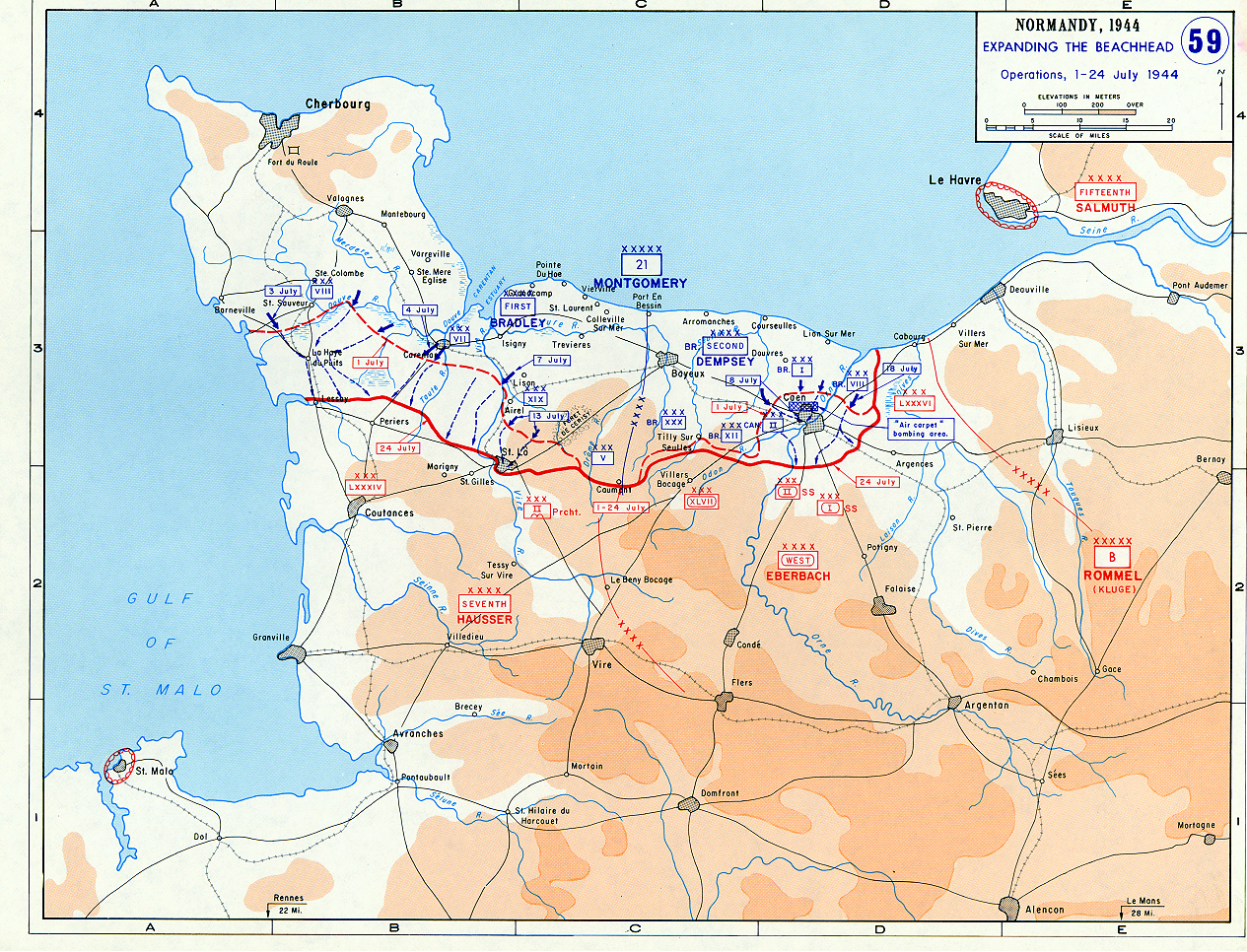
Strijd in Normandië tot 24 juli

### Eerste Duitse aanvallen
De Duitse aanvallen op 6 juni waren vrijwel allemaal slecht georganiseerd en hadden daarom weinig effect. Op 8 juni lanceerden de Duitsers het eerste georganiseerde offensief om het geallieerde invasiefront in tweeën te splitsen. Tijdens die aanval, uitgevoerd door de 21e Pantserdivisie en delen van de 12e SS-Pantserdivisie en de Panzer-Lehr-Division, boekten de Duitsers maar moeizaam terreinwinst. Ze bleven steken in vijandelijk vuur en werden zelfs teruggedrongen. Het was aanvankelijk de bedoeling dat de Panzer-Lehr-Divisie Bayeux zou heroveren, maar bij Tilly-sur-Mer kwam deze divisie al tot staan en moest de aanval voortijdig worden afgeblazen.
Voor de nacht van 11 juni was er bij Caen een nieuwe aanval gepland. Het 1e SS-Pantserkorps, bestaande uit de 12. SS-Panzer-Division Hitlerjugend en de Panzer-Lehr-Division, zou de hoofdmacht vormen van deze aanval. Echter, toen de Britten ten zuiden van Bayeux doorbraken in de richting van Villers-Bocage, moesten de Duitsers dit plan laten varen en trokken ze zich diep terug om een sterk verdedigingsfront op te bouwen. Het plan van een geconcentreerde tegenaanval werd voor onbepaalde tijd aan de kant geschoven.

### Duitsers moeten in de verdediging
Erwin Rommel, die het bevel voerde over de troepen in Normandië, zag als belangrijkste gevaar een doorbraak van de Britten nabij Caen, waardoor de weg naar Parijs voor de geallieerden open lag. Om zijn front op deze plaats te versterken, vroeg Rommel extra divisies aan die waren gestationeerd bij de Kanaalkust. Echter, zowel Hitler als het OKW was van mening dat er nog een landing zou plaatsvinden op de Kanaalkust. Rommel kreeg geen extra divisies vanuit deze sector. Hij kreeg wel divisies beschikbaar die waren gestationeerd in Bretagne en het zuiden van Frankrijk. De opmars van deze troepen verliep echter zo traag, dat in de nacht van 9 juni de Britten bij Port-en-Bessin contact maakten met Amerikaanse troepen.

### Carentan

#### Geallieerde acties
De Amerikaanse sector Omaha had inmiddels bij Port-en-Bessin contact gemaakt met de Britten uit de Gold-sector. De twee Amerikaanse sectoren waren echter nog altijd van elkaar gescheiden en voor een verbinding was de inname van Carentan essentieel. Al direct na de landing werden er voorbereidingen getroffen om Carentan, belangrijk vanwege het verkeersknooppunt, in te nemen. Vier dagen na de landing, op 10 juni, openden de Amerikanen het vuur op de Duitsers. Aanvankelijk verliep de aanval moeizaam, maar later op de dag wisten de Amerikanen na meerdere aanvallen de Duitsers in het nauw te drijven. Echter pas op 12 juni wisten Amerikaanse troepen, na hevig artillerievuur en een aanval op de linkerflank, een klein bruggenhoofd te vormen. Vanaf die plek werden nieuwe aanvallen gelanceerd. Met verscheidene aanvallen op de Duitse versterkingen wisten de Amerikanen uiteindelijk de meeste Duitsers uit de stad te verdrijven. Enkele Duitse eenheden wisten 's nachts naar het zuiden te ontsnappen en konden zich later weer aansluiten bij de Duitse troepen aan het front.
Het zou nog tot 15 juni duren voordat de gehele stad was gezuiverd van Duitse troepen. De verliezen voor de Duitsers waren hoog en ook de Amerikanen leden gevoelige verliezen.

#### Duitse acties
Nadat de Amerikanen en Britten contact hadden gemaakt bij Port-en-Bessin, trokken de Duitsers zich ver terug in steden als Caen en Carentan. De verdediging van het laatstgenoemde stadje was van essentieel belang om de verbinding van de Amerikaanse sectoren Omaha en Utah te voorkomen. De Duitsers versterkten daarom hun positie in deze stad. Bij verlies van Carentan konden de Amerikanen in zuidwestelijke richting doorstoten naar Lessay, waardoor het schiereiland Cotentin afgesneden zou worden. Op 10 juni openden de Amerikanen het vuur op de Duitsers. Door middel van verscheidene aanvallen werden de Duitsers teruggedreven en vormden Amerikaanse troepen een klein bruggenhoofd als operatiebasis. De Duitsers, kampend met munitiegebrek, trokken zich vervolgens terug naar het zuidwesten van de stad. Toen de 17e pantsergrenadiersdivisie op 13 juni vanuit Zuid-Frankrijk ter versterking arriveerde, was Carentan al in Amerikaanse handen gevallen. De divisie kreeg opdracht direct over te gaan tot een aanval om Carentan te heroveren. De aanval had echter geen effect waardoor deze laatste poging van de Duitsers om de Amerikaanse sectoren van elkaar gescheiden te houden mislukte.

### Cotentin en Cherbourg

#### Geallieerde acties

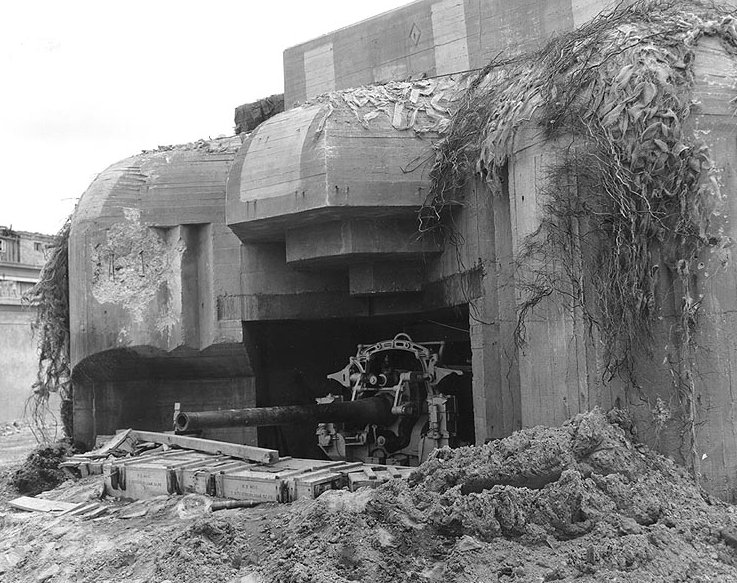
Verdedigingswerk van de Atlantikwall nabij Cherbourg

Achter de westelijke invasiestranden moesten de Amerikaanse troepen het schiereiland Cotentin bezetten. Cherbourg was een belangrijke plaats in dit gebied, omdat het de geallieerden een zeehaven kon verschaffen. Het gebied achter Utah Beach en Omaha Beach werd gekenmerkt door een besloten heggenlandschap. De Amerikanen vorderden hierdoor langzaam en verloren veel manschappen. Om die redenen werd de hulp ingeroepen van luchtlandingstroepen. Op 18 juni werd het meest westelijke gedeelte van het schiereiland bereikt. Hitler verbood de Duitse troepen om terug te trekken naar de verdedigingswerken van de Atlantikwall in Cherbourg. Op 20 juni bereikten de Amerikaanse troepen echter Cherbourg en op 22 juni werd de aanval ingezet. Op 26 juni capituleerde de commandant van Cherbourg, Karl-Wilhelm von Schlieben en op 29 juni werden de laatste stellingen ingenomen. De haven was echter dusdanig beschadigd dat ze pas in augustus 1944 weer bruikbaar was. Bij Cherbourg werden enkele V-1 en V-2 stellingen veroverd door de geallieerden.

#### Duitse acties
De Duitse troepen op Cotentin beschikten nauwelijks over pantserondersteuning, aangezien men deze meer nodig achtte voor de verdediging van Caen. Bovendien kregen de Duitsers in dit gebied met zware verliezen te kampen en kwam versterking in de vorm van infanterie maar traag op gang. Daarbij werkte het onderwater gezette gebied nu in het nadeel van de Duitsers aangezien het water de zuidelijke flank van de Amerikanen dekte, die hierdoor was afgeschermd voor een Duitse aanval vanuit het zuiden.
Voor de strijd in Cherbourg losbarstte verwierp de Duitse bevelhebber van de stad, Von Schlieben, een voorstel om zich eervol over te geven. Dit ondanks de tekorten aan onder andere voedsel en munitie. De Duitsers begonnen al in een vroeg stadium met het vernielen van de haven om deze onbruikbaar te maken voor de geallieerden.
Op 23 juni startten de Duitsers een tegenoffensief. Dat had echter nauwelijks effect omdat de Amerikanen desondanks kans zagen verder op te blijven rukken. Drie dagen lang duurde de strijd in en om Cherbourg. Op 26 juni gaf de Duitse bevelhebber zich over, maar sommige Duitse eenheden bleven nog enkele dagen weerstand bieden. Op 29 juni was Cherbourg volledig opgegeven en in Amerikaanse handen. Twee dagen later, op 1 juli, waren de laatste Duitse eenheden van het schiereiland Cotentin verdreven.

### Saint-Lô

#### Geallieerde acties
In de nacht na de landingen, van 6 op 7 juni, werd Saint-Lô door de geallieerden zeer zwaar gebombardeerd. Ongeveer 2000 bommenwerpers vielen de stad aan en verwoestten deze voor ongeveer 95%.
Saint-Lô was voor de Amerikanen van strategisch belang vanwege het knooppunt van verkeerswegen. De stad moest, koste wat kost, worden ingenomen. Nadat de Amerikanen het bruggenhoofd in de sector Omaha hadden gestabiliseerd, poogden ze door middel van kleine aanvallen Saint-Lô in te nemen. Toen dit niet lukte, werd de aandacht voorlopig naar het Cotentin schiereiland met Cherbourg verlegd.
Aan het eind van juni ondernamen de Amerikanen opnieuw aanvallen op Saint-Lô. De Duitsers hadden inmiddels een flinke verdedigingsgordel opgebouwd, die sterker bleek dan de Amerikanen hadden verwacht. De Duitsers hadden zich verschanst tussen de ruïnes van de stad. De Amerikanen poogden hen door middel van kleine aanvallen uit de stad te verdrijven, maar ze boden fel weerstand. Dit bewoog de Amerikaanse legerleiding ertoe om op 3 juli een grootschalig offensief te openen. Deze aanval mondde uit in gevechten tussen de ruïnes van Saint-Lô. De Amerikanen wisten de Duitsers op 18 juli definitief uit de stad te verdrijven, maar dit ging ten koste van zware verliezen. Maar liefst 11.000 man werden gedood of gewond. Ondanks deze verliezen lanceerden de Amerikanen enkele dagen later Operatie Cobra.

#### Duitse acties
Tijdens de eerste dagen van de landing hadden de Duitsers twee operatiebevelen buitgemaakt waaruit de belangrijkste doelen van de Amerikanen konden worden opgemaakt. De Amerikanen hadden, zo werd duidelijk, naast Carentan twee andere belangrijke doelen, namelijk Cherbourg en Saint-Lô.
Ter bescherming van de sleutelpositie Saint-Lô bouwde de op 10 juni aangekomen 3e Parachustistendivisie, een keurkorps, samen met de restanten van de 352e Infanteriedivisie een verdedigingsgordel ten zuiden en ten westen van de stad. Ter versterking werden mobiele gevechtseenheden van de 353e Infanteriedivisie vanuit Brest naar Saint-Lô gestuurd. Daarnaast werden de 265e Infanteriedivisie uit Lorient en de 274e Infanteriedivisie uit Redon naar de verdedigingsgordel gedirigeerd. De Duitsers wisten enkele Amerikaanse aanvallen af te slaan en hielden het gebied rondom Saint-Lô in handen. Vanaf 18 juni richtten de Amerikanen zich vooral op het voor hen zo belangrijke Cherbourg.
De Duitsers kregen eind juni opnieuw te maken met Amerikaanse aanvallen. De verdedigers hadden zich in de stad verschanst. De aanvallen hielden enkele dagen aan en op 3 juli werden de Duitsers echt in de verdediging gedrukt. De Amerikanen lanceerden een grote aanval, die uitmondde in straatgevechten. De Duitse verdediging was stukken sterker dan de Amerikanen hadden verwacht en de Duitsers brachten de Amerikaanse eenheden dan ook gevoelige verliezen toe. Op 18 juli brak het verzet van de Duitsers. Het belangrijke knooppunt Saint-Lô moest worden opgegeven en de Duitse troepen werden teruggetrokken naar een volgende verdedigingsgordel.

### Caen

#### Geallieerde acties

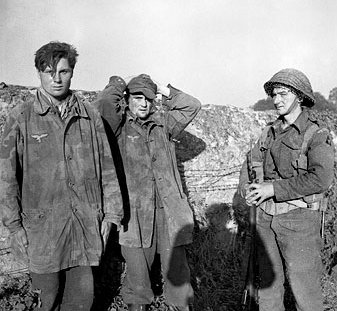
Duitse krijgsgevangenen

Veldmaarschalk Montgomery zag Caen als punt van cruciaal belang in Normandië en wilde koste wat kost de stad innemen. De voorbereidingen kregen de codenaam Operatie Perch. Het doel was om van Bayeux door te stoten tot Villers-Bocage en van daaruit naar de Orne en Caen te trekken. De Britse troepen moesten echter halt houden in Villers-Bocage. Tussen 19 en 23 juni woedde er een storm, waarna de Duitsers in de tegenaanval gingen. Toen deze was afgeslagen werd tussen 26 juni en 30 juni Operatie Epsom gelanceerd. Het Britse tweede leger voerde een aanval uit richting de Odon, een zijrivier van de Orne. In het begin vorderden ze snel, maar later ondervond men hevige weerstand. Ondanks deze tegenstand wisten de Britten heuvel 112 in te nemen. De Duitsers probeerden een tegenaanval met de 9e- en de 10e SS Pantserdivisie. Deze kon worden afgeslagen, maar de Britten leden hevige verliezen. Generaal Miles Dempsey gaf het bevel om terug te trekken. Nadat de Britten zich hadden gereorganiseerd, werd een volgende operatie gelanceerd genaamd Operatie Charnwood. Deze duurde van 7 juli tot 9 juli. Caen werd gebombardeerd en de geallieerde troepen wisten onder dekking van het bombardement de noordoever van de Orne te bezetten. Direct daarop volgde de laatste operatie, Operatie Goodwood. De drie Britse pantserdivisies in het gebied voerden vanaf 18 juli een aanval uit op Caen en wisten de overblijfselen van de stad op 20 juli te veroveren.

#### Duitse acties
De Duitsers wisten dat Caen een essentiële rol speelde in de plannen van de geallieerden. De plaats werd daarom zwaar verdedigd, een grote Duitse troepenmacht had zich in en rond de stad verzameld. Al snel na de eerste landingen volgden diverse aanvallen van Britse troepen. De Duitsers sloegen deze aanvallen betrekkelijk eenvoudig af. Toen een zware storm tussen 19 en 23 juni over Normandië raasde, poogden de Duitsers het front in tweeën te splijten. Een grote aanval werd echter door de Britten al in een vroeg stadium afgeslagen. De Duitsers trokken zich na hun mislukte aanval direct weer terug op de stad.
Tussen 7 en 9 juli werd Caen zwaar gebombardeerd door de geallieerden. De Duitsers leden hierdoor gevoelige verliezen en de geallieerden trokken op naar de noordkant van de Orne. De Duitsers trokken zich diep in de stad terug. Toen de Britten op 18 juli de grootscheepse aanval op Caen begonnen, werd er hevige weerstand geboden. Beide partijen leden zware verliezen, maar de Duitsers moesten zich uiteindelijk op 20 juli terugtrekken uit de stad. Enkele eenheden bleven nog weerstand bieden, totdat zij na enige dagen werden overmeesterd.

### Doorbraak van het bruggenhoofd

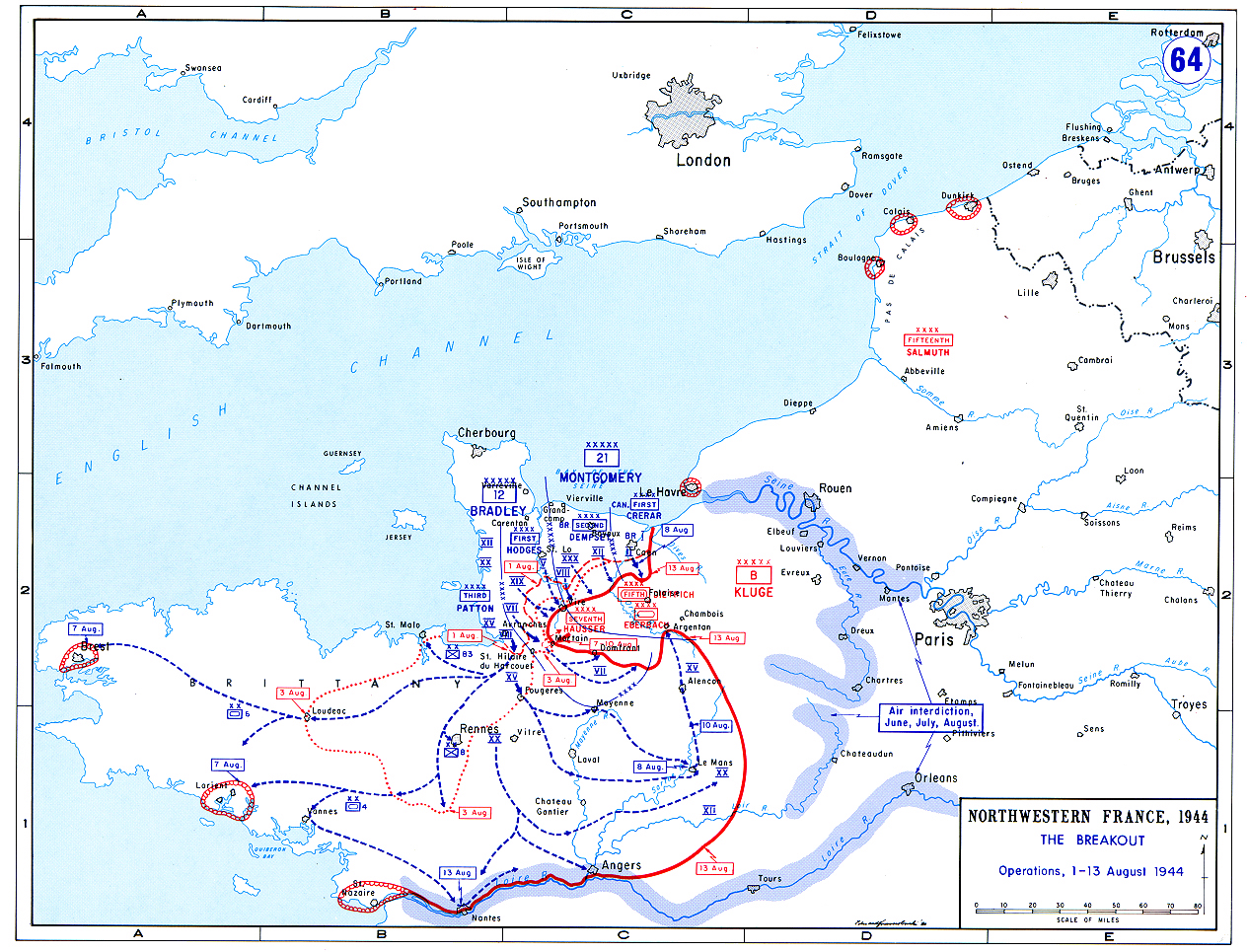
De uitbraak geografisch weergegeven

Een belangrijk element van Montgomery's strategie was om de Duitsers te laten geloven dat er in het oostelijk deel van Normandië een doorbraakpoging zou plaatsvinden. De Duitsers zouden daardoor hun reserves in het oosten laten, waardoor een doorbraak in het westen eenvoudiger werd. Aan het einde van Operatie Goodwood, zoals de acties in het oostelijk deel genoemd werden, hadden de Duitsers hun meeste reserves in het oosten staan; er werden zes en een halve pantserdivisie ingezet om de Britse en Canadese troepen tot staan te brengen, terwijl de Amerikaanse sector in het westen slechts werd verdedigd door anderhalve pantserdivisie. Op 24 juli werd door het Amerikaanse leger Operation Cobra gelanceerd.
Op 1 augustus werd het achtste korps onderdeel van het nieuwe Amerikaanse Derde Leger, dat onder leiding van George S. Patton stond. Op 4 augustus veranderde Montgomery het oorspronkelijke invasieplan door in plaats van meerdere, slechts één korps achter te laten in Bretagne. Dit korps moest Bretagne veroveren en de Duitse troepen in de Bretonse havensteden omsingelen. De rest van het Amerikaanse derde leger trok direct zuidwaarts. Omdat de Duitsers de grootste troepenmacht ten zuiden van Caen hadden staan, besloot Montgomery tot Operatie Bluecoat (30 juli - 7 augustus), een strategische manoeuvre waarbij pantsertroepen westelijk langs het front verplaatst werden, om zo de druk op de Amerikaanse troepen te verhogen en in het oosten de Britten meer ruimte te geven. De Duitsers reageerden door strijdmachten naar het westen te sturen. Op 7 augustus lanceerden de Britten Operatie Totalize.

### Zak van Falaise

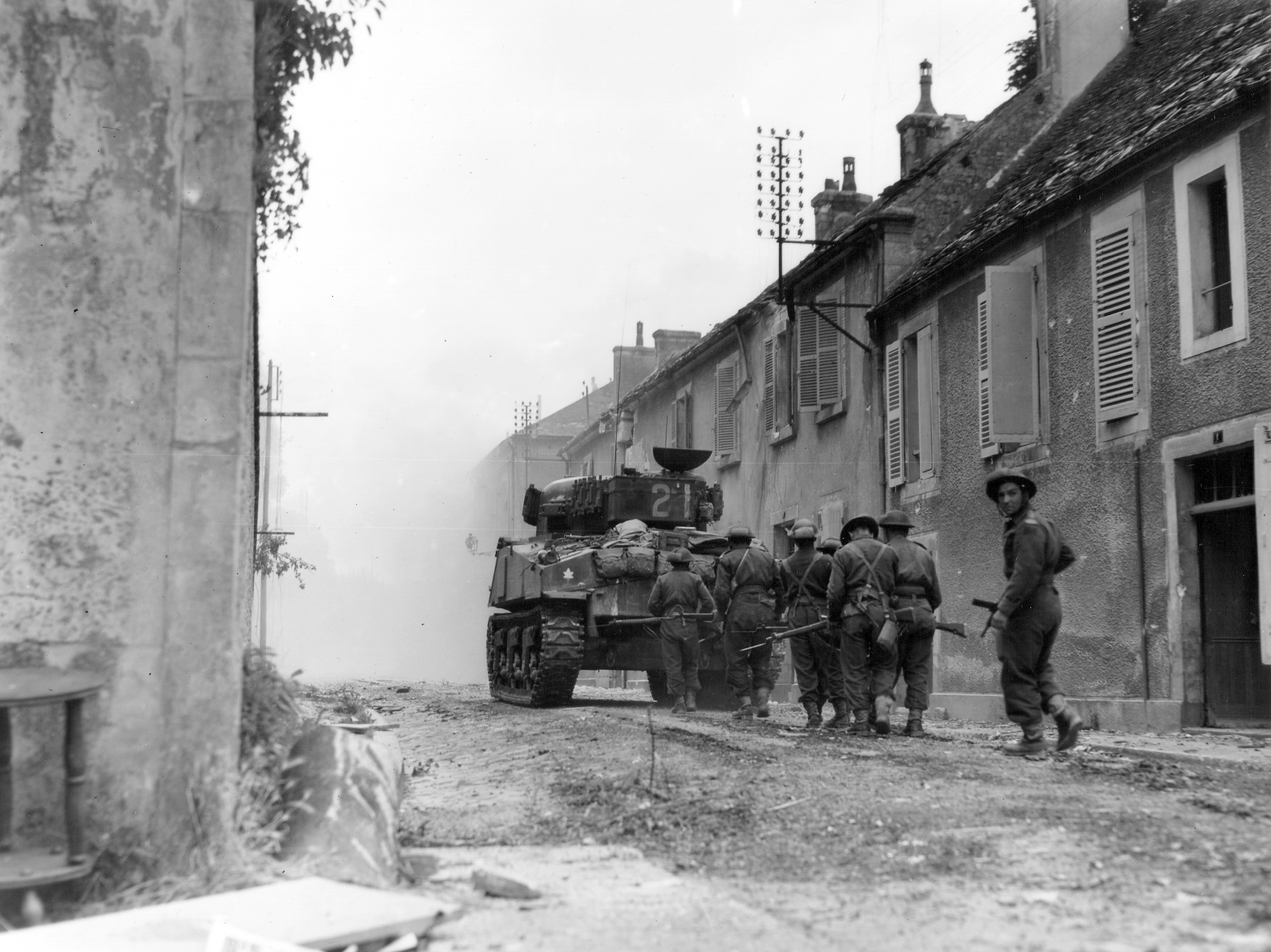
Canadezen rukken op door Falaise

Omdat de Duitse troepen niet mochten terugtrekken naar tactische stellingen hadden de Amerikaanse eenheden, onder leiding van George Patton, op hun zuidflank bijna geen tegenstand ondervonden. De Britten hadden tijdens de Amerikaanse uitbraak hun Operation Totalize gelanceerd en die bracht de Britse pantserdivisie ver genoeg naar voren om de achterliggende Duitse troepen te bedreigen. Door de combinatie van deze aanvallen, liepen de Duitse 28e infanteriedivisie en de 11e pantserdivisie het risico in een tangbeweging te worden genomen.
De Duitsers lanceerden als reactie daarom in de nacht van 6 op 7 augustus een aanval, met de bedoeling de Amerikaanse doorbraak zo snel mogelijk af te snijden. De Duitsers wilden met het 7e leger de Geallieerde linie in zuidwestelijke richting doorbreken en zo de toegang tot het schiereiland Cotentin afsnijden. Hierdoor zouden de doorgebroken Amerikaanse eenheden van hun bevoorrading worden afgesneden.
De Duitse aanval, die de naam Operatie Lüttich droeg, verliep aanvankelijk voorspoedig en de Duitsers boekten terreinwinst. In de middag van 7 augustus werden de Duitsers echter door de Geallieerde luchtmacht onder vuur genomen en stokte de opmars. De daarop volgende dagen lanceerden de Duitsers nog wel enige aanvallen, maar deze hadden nauwelijks effect meer.
Op 8 augustus bereikte Pattons 5e pantserdivisie Le Mans, om zich daar bij de Franse 2e pantserdivisie onder Leclerc aan te sluiten. Bradley en Montgomery kwamen op dezelfde dag overeen te proberen het Duitse leger ten westen van de Seine in te sluiten. Pattons pantserdivisies zouden daar op Montgomery's troepen aansluiten. Pattons 15e korps veranderde daarop 90 graden van koers om richting Argentan op te trekken, terwijl zijn overige divisies naar de Seine doorstoten. Hierdoor kon Bradley zowel een korte als een lange tangbeweging opzetten. De lange tangbeweging was bedoeld om de Duitse troepen die uit de eerste omsingeling ontsnapten alsnog in te kunnen sluiten.
Dwight D. Eisenhower zei op 23 augustus het volgende:

Het slagveld van Falaise kan zonder tegenspraak beschouwd worden als een van de grootste slachtplaatsen in deze oorlog. Wegen, hoofdwegen en velden lagen zo opgestapeld met vernielde uitrustingsstukken en met lijken van mensen en dieren, dat het uiterst moeilijk was zich in dat gebied te bewegen. Achtenveertig uur nadat de val zich had gesloten, leidde men mij te voet erdoorheen en ik zag daarbij tonelen, de pen van een Dante waardig. Men kon letterlijk honderden meters achter elkaar lopen en daarbij op niets anders stappen dan op dood en zich in staat van ontbinding bevindend vlees. 

Bradley gaf Pattons 15e korps opdracht ten noorden van Argentan halt te houden. Hierdoor bleef een strook van 25 kilometer breed open waardoor Duitse troepen konden proberen te ontkomen. Vooral delen van de 12e SS Pantserdivisie "Hitlerjugend" en het 1e Canadese leger leverden daar gedurende verschillende dagen hevige gevechten, maar de Canadezen wisten de omsingeling niet te sluiten. De Poolse 1e Pantserdivisie wist dit wel te bewerkstelligen. Echter, onder de geconcentreerde aanvallen van de 2e SS-pantserdivisie en andere SS-divisies konden ook de geharde en ervaren Polen, die zelf omsingeld waren geraakt bij Mont Ormel, niet verhinderen dat een aantal SS-eenheden uitbraken. Deze eenheden leden grote verliezen, maar wisten er wel voor te zorgen dat de strook waaruit de Duitsers konden ontsnappen acht kilometer breed bleef. Hoewel dit gebied zwaar werd beschoten door de geallieerden wisten, in navolging van de 2e SS-pantserdivisie, tussen 18 en 21 augustus nog enkele Duitse eenheden te ontkomen. Op 21 augustus eindigde de strijd en bleek het Duitse 7e leger praktisch vernietigd te zijn.

### Bevrijding van Parijs

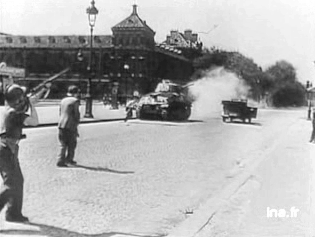
Een buitgemaakte tank vuurt op de stelling van een sluipschutter

Met de geallieerden in aantocht gingen diverse instanties in de stad in staking en kwam het verzet in actie. Op 18 augustus was de staking algemeen en werden barricaden opgericht. Het stadhuis van Parijs werd door het verzet ingenomen en vandaar uit opereerde en coördineerde het de opstand.
Vanaf 19 augustus vonden steeds meer confrontaties plaats tussen het Parijse verzet en de Duitse troepen in de stad. De gevechten bereikten op 22 augustus een hoogtepunt.
De geallieerden waren door deze opstand gedwongen hun plannen te herzien. Het geallieerde strijdplan voorzag in een omtrekkende beweging rond Parijs om stadsgevechten, die gewoonlijk veel mensenlevens eisen, te vermijden. Omdat de Duitsers dreigden de opstand keihard neer te slaan moest dit plan herzien worden. De Franse 2e Pantserdivisie, onder leiding van Leclerc, kreeg de opdracht om de stad binnen te trekken. Er volgden zware gevechten in de stad.
Ondanks de opdracht van Hitler aan generaal Dietrich von Choltitz om Parijs ten koste van alles te houden en de stad te vernietigen, gaf deze de stad op 25 augustus over. Dezelfde dag trok Charles de Gaulle, leider van de vrije Franse strijdkrachten, de stad binnen en nam zijn intrek in het ministerie van Oorlog in de Rue Saint-Dominique.
Ondanks de overgave was het gevaar nog niet geweken. Duitse sluipschutters (die niet op de hoogte waren van de overgave van de Duitsers) bleven nog enkele dagen actief in de stad. Pas 29 augustus was de stad vrijwel geheel gezuiverd van Duitse strijdkrachten. De verliezen onder het verzet en de burgerbevolking worden geschat op 1500 personen. De Duitsers verloren 10.000 manschappen, voornamelijk in krijgsgevangenschap.
Men beschouwt de bevrijding van Parijs in het algemeen als het einde van Operatie Overlord.

## Chronologie

### 1941
- Augustus: ontmoeting op Newfoundland[50]
- 28 september: Aanval op Luc-sur-Mer en Saint-Aubin-sur-Mer[50]

### 1942
- 18 januari: Aanval op Saint-Laurent-sur-Mer[50]
- 19 augustus: Operatie Jubilee in Dieppe[50]
- 13 september: Aanval op Sainte-Honorine-des-Pertes[50]
- 8 november: Landingen in Noord-Afrika[50]

### 1943

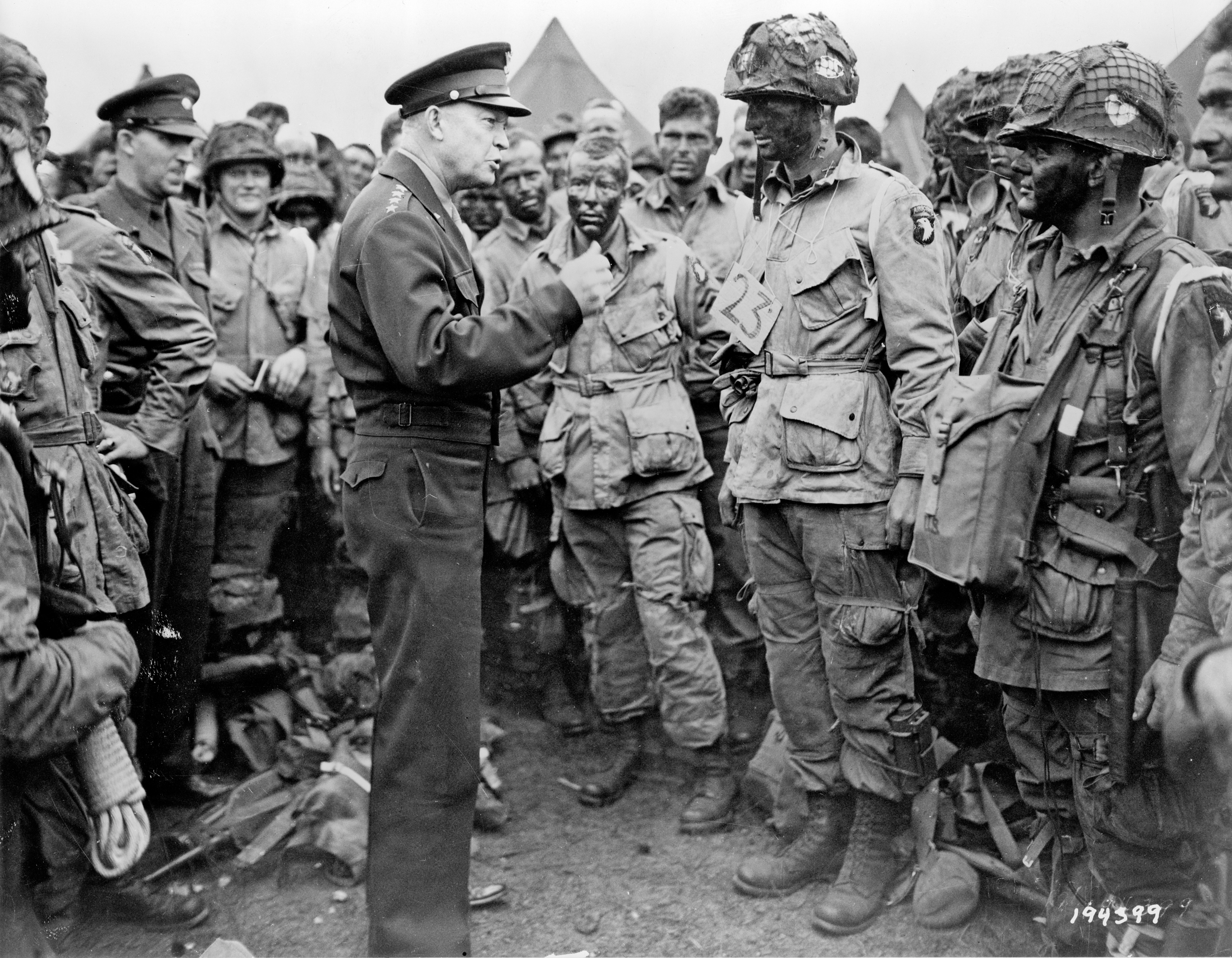
Eisenhower spreekt de troepen toe.

- 14-24 januari: Conferentie van Casablanca[50]
- 12-27 mei: Derde Conferentie van Washington (Trident) te Washington[50]
- 10 juli: Operatie Husky[50]
- 17-24 augustus: Conferentie van Quebec[50]
- 28 november-1 december: Conferentie van Teheran[50]
- December: Eisenhower krijgt de leiding over Operatie Overlord[50]

### 1944
- Februari: Veldmaarschalk Montgomery herziet het plan voor Operatie Overlord.[50]
- 7 mei: Eisenhower stelt 5 juni vast als datum voor de landing.[50]

Juni
- 3 juni: Inscheping van de troepen voor de landing.[50]
- 5 juni: 24 uur uitstel van de landing vanwege slechte weersomstandigheden.[50]
- 6 juni

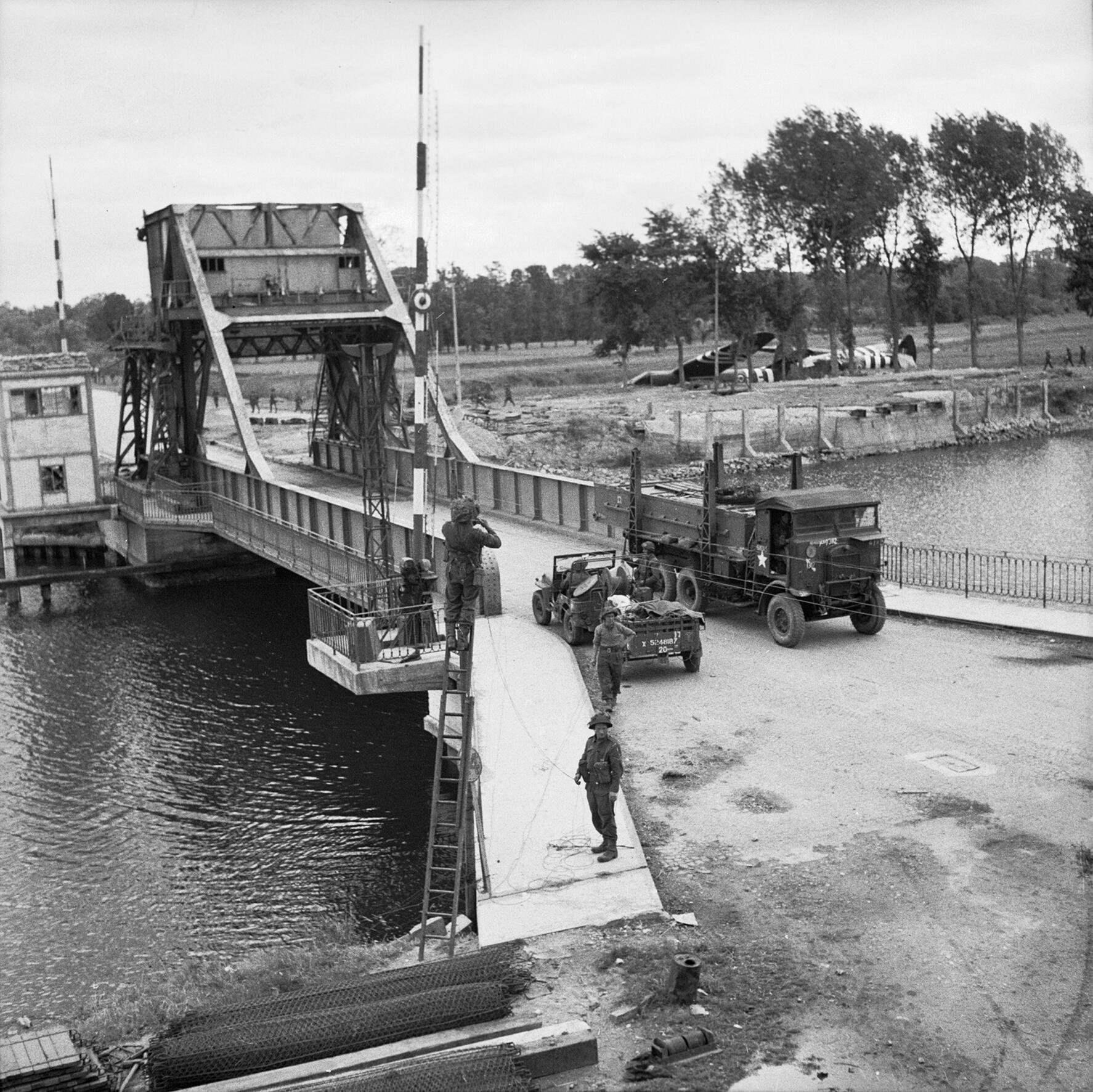
De Pegasusbrug

- - 00:20 u.: Britse 6th Airborne Division landt nabij de Pegasusbrug (Operatie Tonga).[50]
  - 00:30 u.: Amerikaanse 101e Luchtlandingsdivisie landt bij Sainte-Mère-Église (Operatie Chicago).[50]
  - 02:30 u.: Bevrijding van Ranville; 82nd Airborne Division springt per parachute op de Cotentin (Operatie Detroit).[50]
  - 04:30 u.: Sainte-Mère-Église wordt bevrijd.[50]
  - 04:45 u.: Een bataljon van de 6th Airborne Division neemt de batterij van Merville in.[50]
  - 06:30 u.: Landingen op Omaha Beach en Utah Beach.[50]
  - 07:10 u.: 2e Ranger Bataljon staat aan de voet van Pointe du Hoc.[50]
  - 07:30 u.: Landing op Gold Beach en Sword Beach.[50]
  - 08:00 u.: Landing op Juno Beach.[50]
  - 08:30 u.: Groene Baretten te Riva-Bella bij Ouistreham.[50]
  - 09:30 u.: Bernières-sur-Mer wordt bevrijd.[50]
  - 11:00 u.: Bevrijding van Vierville-sur-Mer.[50]
  - 13:00 u.: Bevrijding van Ouistreham en Saint-Laurent-sur-Mer.[50]
  - 19:00 u.: Batterij van Longues-sur-Mer onschadelijk gemaakt.[50]
  - Later die avond nog de bevrijdingen van Saint-Aubin-sur-Mer, Meuvaines, Douvres-la-Délivrande, Bény-sur-Mer, Anguerny, Tailleville, Courseulles-sur-Mer, Hermanville-sur-Mer, Graye-sur-Mer, Ver-sur-Mer, Asnelles-sur-Mer, Arromanches-les-Bains, Sainte-Marie-du-Mont, Hiesville.[50]
- 7 juni
  - Door luchtlandingstroepen gerealiseerd bruggenhoofd over de Orne.[51]
  - De inname van het radarstation op Pointe de la Percée.[50]
  - Duitsers startten voor de eerste maal een serieus tegenoffensief.[50]
  - Bevrijdingen van Lion-sur-Mer, Luc-sur-Mer, Langrune-sur-Mer, Bayeux, Colleville-sur-Mer, Blosville, Creully en Sainte-Honorine-des-Pertes.[50]
- 8 juni: Bevrijding van Port-en-Bessin-Huppain.[50]
- 9 juni Grandcamp-les-Bains, Isigny-sur-Mer en Chef-du-Pont worden bevrijd.[50]
- 12 juni

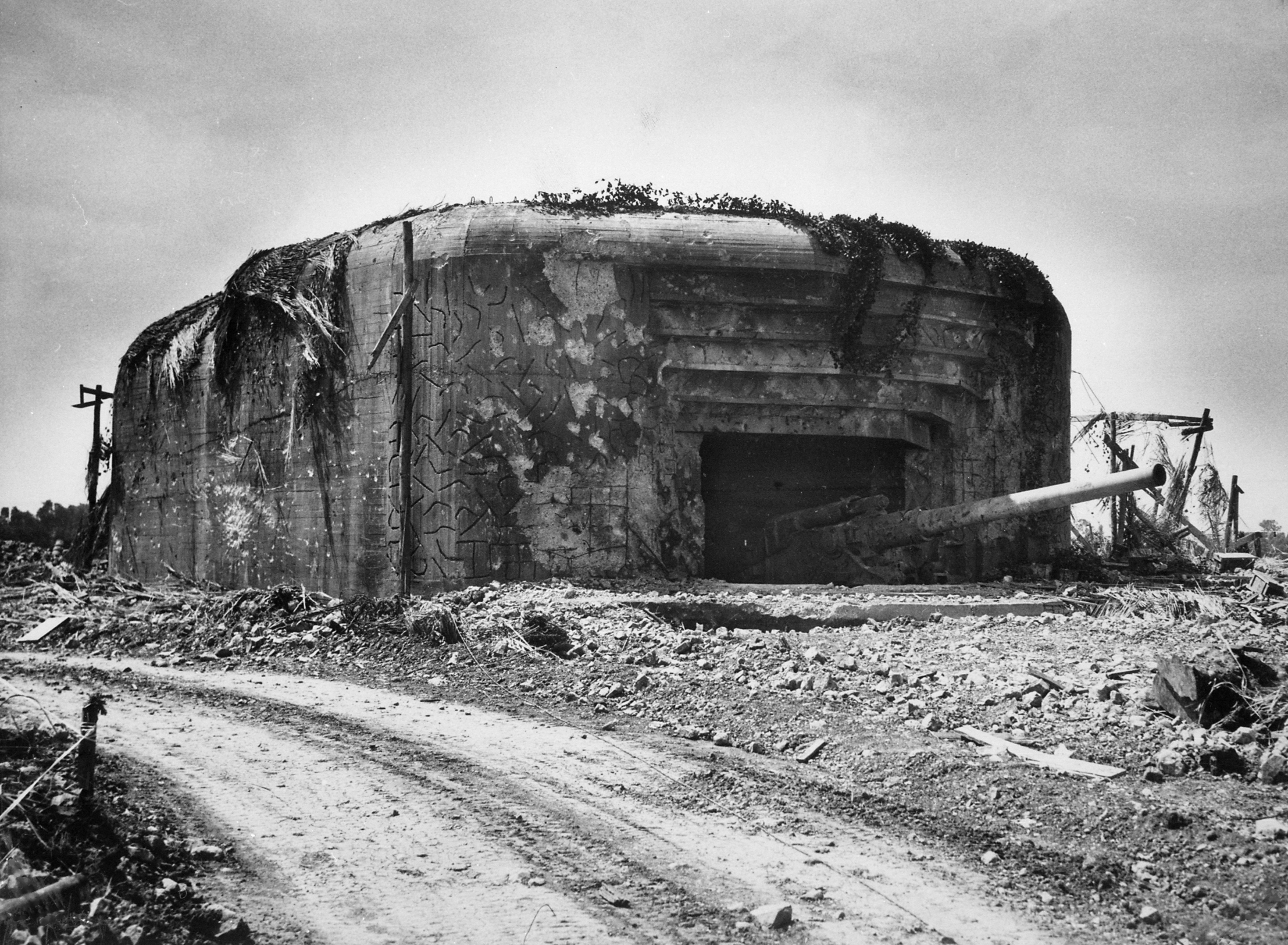
De batterij van Crisbecq

- - Eisenhower en Churchill komen aan in Bayeux.[50]
  - Bevrijdingen van Amfreville en Carentan.[50]
  - Inname van de batterij van Crisbecq.[50]
  - Verbinding tussen Amerikaanse troepen van Omaha Beach en Utah Beach.[50]
- 13 juni
  - Het Amerikaanse 101st Airborne Division weerstaat een Duitse tegenaanval ten westen van Carentan op een plaats met de naam Hill 30. Delen van het Amerikaanse 2nd Armored Division moeten de para's te hulp komen.[50]
  - Britse onderdelen voeren gevechten bij Villers-Bocage.[50]
  - Bevrijding van Bréville.[50]
- 14 juni: Aankomst van generaal De Gaulle.[50]
- 15 juni: Bevrijding van Quinéville.[50]
- 16 juni: Aankomst van koning George VI.[50]
- 18 juni: Schiereiland van de Cotentin wordt in twee delen gesneden.[52]
- 19 juni
  - Mulberryhaven bij Saint-Laurent wordt door een hevige storm vernietigd.[52]
  - Bevrijding van Montebourg en Tilly-sur-Mer.[52]
- 20 juni: Valognes wordt bevrijd.[52]
- 24 juni: Slag bij de Odon.[51]
- 25 juni

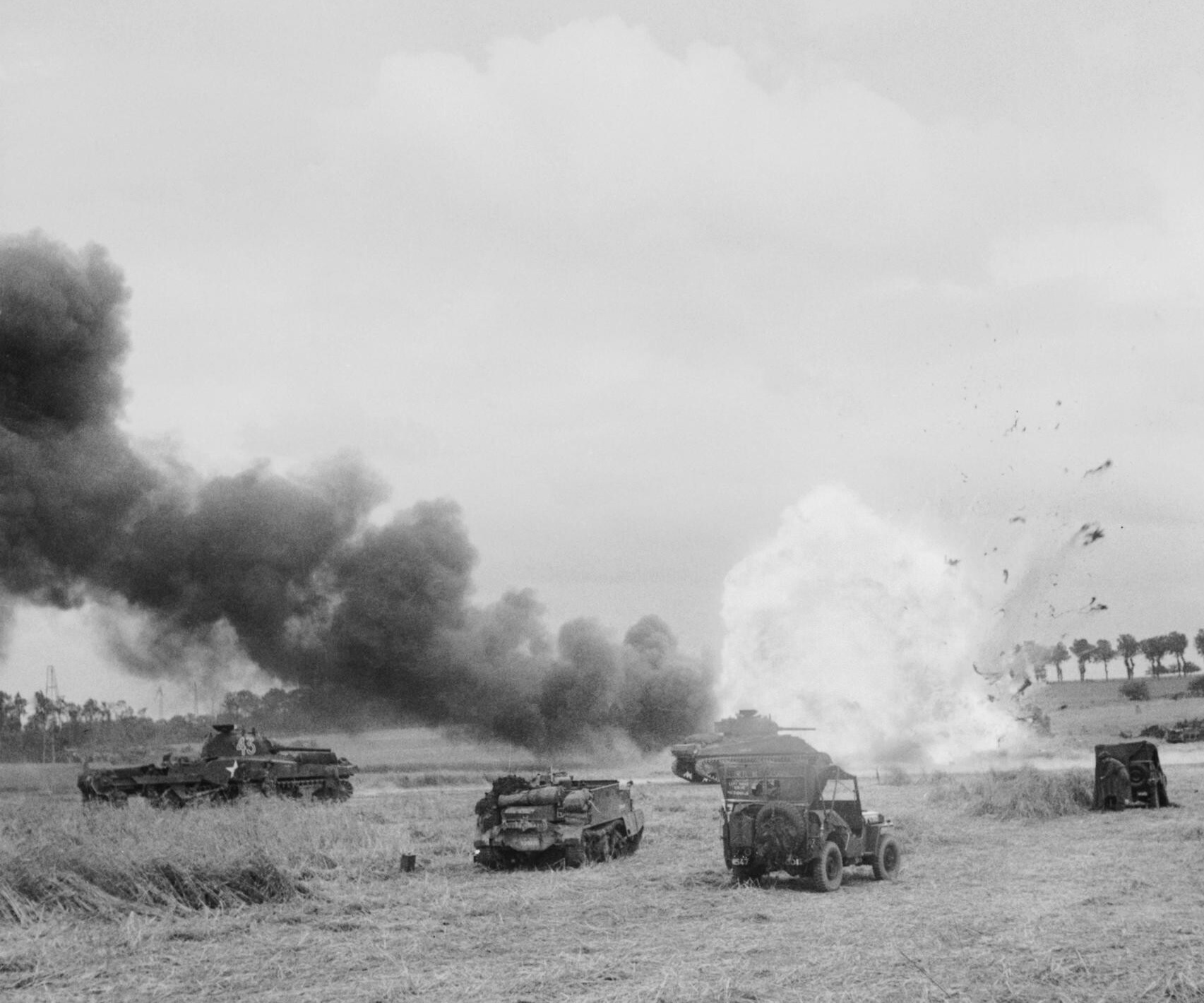
Operatie Epsom.

- - De geallieerden lanceren Operatie Epsom, een aanval ten westen van Caen. Deze aanval wordt na vier dagen afgeslagen door de Duitsers.[52]
  - Oliepijpleiding PLUTO wordt aangesloten in Port-en-Bessin-Huppain.[52]
- 26 juni: De belangrijke zeehaven van Cherbourg valt in geallieerde handen.[52]
- 27 juni: Bevrijding van Tourville-sur-Odon.[52]

Juli
- 6 juli: Inname van Carpiquet[52]
- 8 juli
  - Aanval op Mont Castre[52]
  - De geallieerden lanceren Operatie Charnwood, de zuivering van de linkeroever van de Orne en de dorpen ten zuidwesten van Caen.[52]
- 9 juli: Bevrijding van La Haye-du-Puits, linkeroever van Orne en Ardenne-abdij.[52]
- 16 juli: De eerste Liberty schepen komen aan in Cherbourg.[52]
- 17 juli: Erwin Rommel wordt ernstig verwond als zijn auto beschoten wordt door een Supermarine Spitfire van de Royal Canadian Air Force.[52]
- 18 juli
  - De geallieerden lanceren Operatie Goodwood, de aanval op de rechteroever van de Orne.[52]
  - Bevrijding van Saint-Lô, Herouvillette en de luchthaven van Carpiquet.[52]
- 19 juli: Bevrijding van de rechteroever van de Caen.[52]
- 20 juli: Britten komen aan in Bourguébus.[52]
- 24 juli: De geallieerde lanceren Operatie Cobra.[51]
- 27 juli: Bevrijding van Marigny en Périers.[52]
- 28 juli: Bevrijding van Coutances.[52]
- 30 juli
  - De geallieerde lanceren Operatie Bluecoat.[52]
  - Bevrijding van Avranches.[52]
- 31 juli: Bevrijding van Granville[52]

Augustus
- 1 augustus

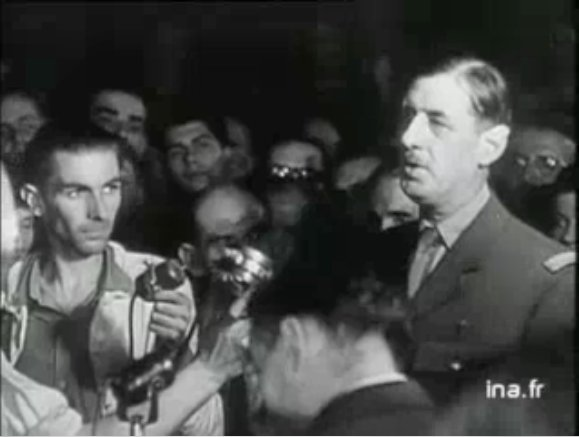
De Gaulle in Parijs

- - De Franse 2e Pantserdivisie komt aan in Saint-Martin-de-Varreville.[52]
  - Bevrijding van Saint-James.[52]
- 5 augustus: Bevrijding van Aunay-sur-Odon.[52]
- 7 augustus
  - Bevrijding van Vire.[52]
  - De geallieerden lanceren Operatie Totalize, een valstrik om Duits terugtrekkend wapentuig te veroveren begint.[51]
- 8 augustus: Bevrijding van Cintheaux.[52]
- 9 augustus: Bevrijding van Langannerie.[52]
- 12 augustus
  - Oliepijpleiding PLUTO wordt aangesloten in Cherbourg.[52]
  - De Franse 2e Pantserdivisie komt aan in Alençon[52]
  - Bevrijding van Mortain.[52]
- 14 augustus: De geallieerden lanceren Operatie Tractable.[52]
- 15 augustus: Landing in Provence.[52]
- 17 augustus: Bevrijding van Falaise, Troarn, Bures-les-Monts, Condé-sur-Noireau en Robehomme.[52]
- 19 augustus: Inname van Mont-Ormel.[52]
- 21 augustus: Einde van de Slag om Chambois.[52]
- 22 augustus: Bevrijding van L'Aigle.[52]
- 23 augustus: Bevrijding van Lisieux[52]
- 25 augustus
  - Kieffer komt met zijn manschappen binnen in Pont-l'Évêque.[52]
  - Bevrijding van Parijs.[52]
  - Einde van Operatie Overlord.

## Gevolgen

### Verliezen

#### Geallieerden

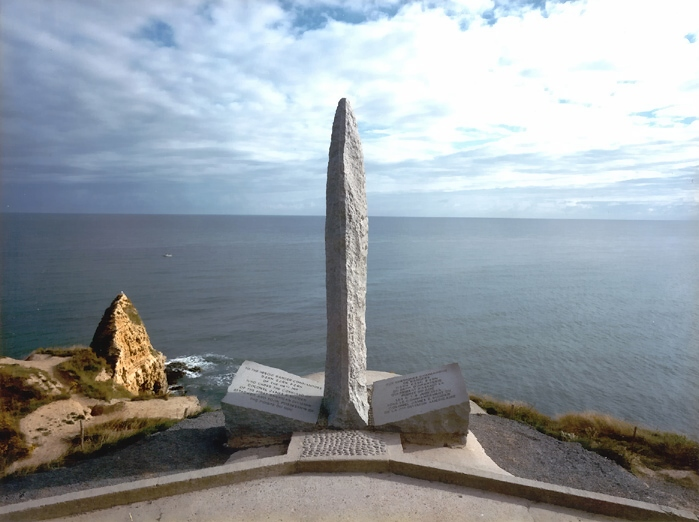
Pointe du Hoc American Monument

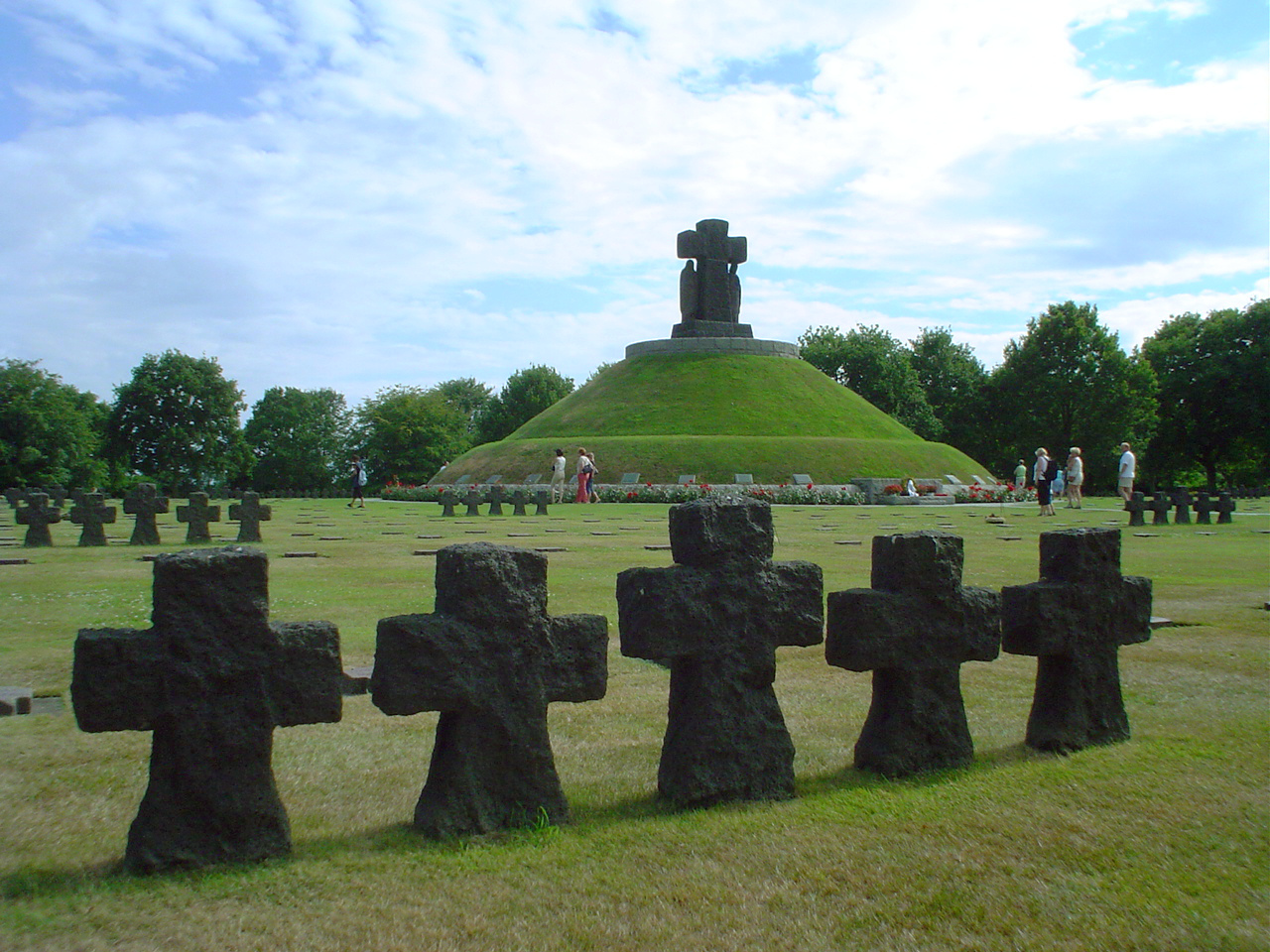
Duitse militaire begraafplaats in La Cambe

De geallieerden verloren veel manschappen in de strijd in Normandië. Al voor de invasie werden er verliezen geleden tijdens operaties die de weg naar Operatie Overlord leidden. In april en mei 1944 sneuvelden ca. 12.000 manschappen van de geallieerde luchtmachten, samen met 2000 vliegtuigen. De geallieerde verliezen op D-Day zelf (inclusief gewonden en vermisten) worden geschat op 10.000, waarvan ca. 6600 Amerikaans, ca. 2700 Brits en ruim 900 Canadees.
Bij de Amerikanen waren 1465 doden, 3184 gewonden, 1928 vermist en 26 gevangenen. Van de Amerikaanse verliezen waren 2499 (238 doden) van de Amerikaanse paratroepen. Op Utah Beach waren de minste verliezen te betreuren, 'slechts' 197, waarvan 60 vermisten, terwijl op Omaha Beach de Amerikaanse 1e en 29e divisies samen ruim 2000 verliezen hadden.
In totaal hadden de Amerikanen 125.847 doden en gewonden te betreuren.
Op de twee Britse stranden (Gold Beach en Sword Beach) vielen 1000 doden. De overige verliezen waren van de Britse paratroepen, 600 werden gedood of gewond, en 600 anderen werden vermist. Daarnaast werden er ook ruim 100 piloten opgegeven als vermist.
Op het Canadese strand (Juno Beach) werden er 340 doden, 574 gewonden en 47 gevangen opgegeven, allen van de Canadese 3e divisie.
Tijdens de Slag om Normandië zonken 24 oorlogsschepen van diverse typen en 35 vrachtschepen. Verder raakten honderdtwintig schepen beschadigd. Naast schepen gingen er ongeveer drieduizend pantservoertuigen en tweeduizend vliegtuigen verloren.
Daarnaast waren er nog militaire slachtoffers van diverse landen, zoals Polen, Frankrijk en Nederland.
In totaal kostte de operatie 209.000 geallieerde slachtoffers, waarvan 37.000 doden van de grondtroepen en 16.714 doden van de luchttroepen. 83.045 slachtoffers waren van de 21e Legergroep (Britse, Canadese en Poolse troepen) en 125.847 van de Amerikaanse troepen.
Ook onder de Franse burgers vielen veel slachtoffers. In totaal werden tijdens de bevrijding van Normandië 19.890 Franse burgers gedood en raakten een nog veel groter aantal gewond. Dat aantal komt boven op de 15.000 Franse doden en 19.000 gewonden tijdens de voorbereidende bombardementen voor Operatie Overlord in de eerste vijf maanden van 1944. De grote steden werden vaak zeer zwaar getroffen door bombardementen en gevechten. Maar liefst 120.000 gebouwen werden verwoest en 270.000 zwaar beschadigd. Daarnaast vluchtten veel mensen uit hun huizen uit angst voor de gevechten.

#### Duitsers
De Duitse verliezen op D-day zijn niet bekend, maar schattingen lopen uiteen van 4000 tot 9000 doden. De Duitsers verloren tijdens de strijd in Normandië in totaal 393.689 manschappen. Hiervan werden er 200.000 manschappen door de geallieerden gevangengenomen. De Duitsers verloren vooral veel manschappen op het einde, tijdens de inname van de Zak van Falaise, ruim 90.000 inclusief gevangenen. Behalve de enorme hoeveelheid aan manschappen, verloor de Wehrmacht ook veel aan materieel. Ongeveer 1500 tanks, 2000 kanonnen en 20.000 voertuigen werden tijdens de strijd in Normandië vernietigd of achtergelaten.

### Oorlog

#### Inname van Le Havre

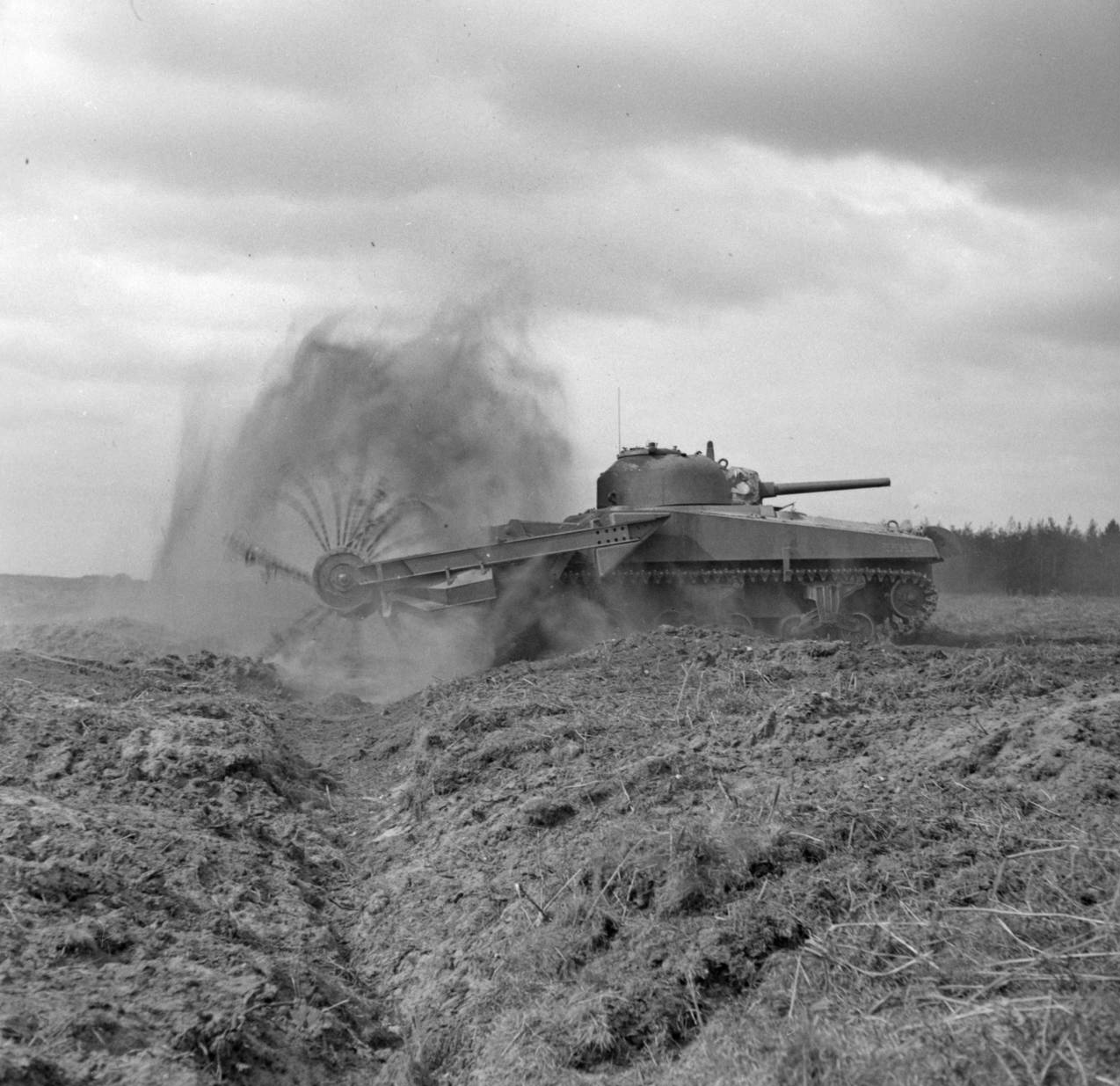
Een Sherman Crab ruimt landmijnen

Het gevecht om Le Havre werd voorafgegaan door een week van luchtaanvallen en bombardementen. Door deze bombardementen werd het grootste gedeelte van de stad verwoest en kwamen ruim 1500 Franse inwoners om. Op militair gebied maakten deze bombardementen nauwelijks verschil. Na deze bombardementen werd Le Havre omsingeld en geïsoleerd van de buitenwereld. Het belang van Le Havre was de haven, die voor snellere aanvoerlijnen kon zorgen. Het Britse Eerste Legerkorps begon met de aanval op 10 september 1944, met als ondersteunend materieel Churchill tanks (infanterie, Churchill Crocodile vlammenwerpers en AVRE's) en Sherman Crabs. De Duitsers konden niet beschikken over ondersteuning of troepenversterking want door de bombardementen waren hun communicatielijnen afgesneden. Binnen 48 uur, op 12 september 1944 werd Le Havre veroverd door de geallieerden en kon de haven worden hersteld.

#### Verdere verloop
Nog tijdens Operatie Overlord, op 15 augustus, landden de geallieerden ook in Zuid-Frankrijk. Tijdens Operatie Dragoon werd er een tweede front in Frankrijk geopend, waardoor de Duitsers de troepen nog meer moesten verspreiden. Dit kwam de snelle opmars van de geallieerden ten goede.
Na de inname van Parijs en Le Havre lag de weg naar Duitsland open. Veel steden, waaronder de grote en belangrijke havenstad Antwerpen, werden zonder noemenswaardige tegenstand bevrijd. In september volgde de gewaagde operatie Market Garden. Deze gedurfde aanval van de geallieerden liep uit op een mislukking. De Duitsers lanceerden in de winter het Ardennenoffensief; dit liep op een debacle uit voor het Duitse leger. Toch duurde het nog tot mei 1945 voordat Duitsland, Noord-Nederland en andere bezette gebieden in handen van de geallieerden vielen.

## Bekende personen

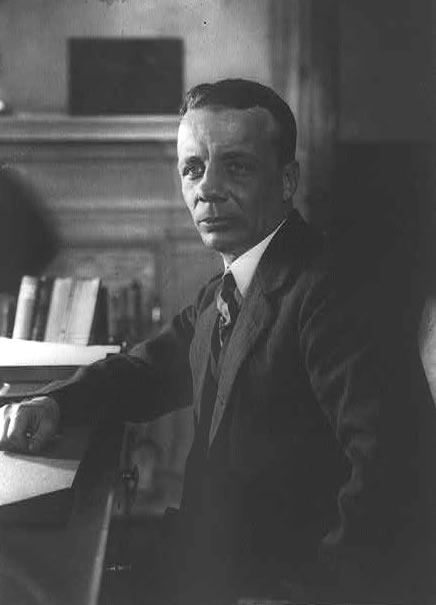
Theodore Roosevelt jr.

James DoohanCanadees acteur, meest bekend van zijn rol als Scotty in de serie Star Trek. Hij kwam aan land op Juno Beach als luitenant van de Royal Winnipeg Rifles. Hij werd geraakt door zes kogels uit een machinegeweer: vier keer in zijn been, één keer in zijn borst en één keer in zijn rechtermiddelvinger (deze is uiteindelijk geamputeerd).
Richard ToddBrits acteur, meest bekend van zijn rol als majoor Howard in de film The Longest Day. Hij was een officier bij de Britse luchtlandingstroepen, en was een van de eerste Britse officieren die aan land gingen in Normandië. Hij ontmoette majoor John Howard (dezelfde majoor die hij later zou spelen in The Longest Day) bij de Pegasusbrug.
Theodore Roosevelt jr.De oudste zoon van oud-president Theodore Roosevelt en een neef van president Franklin Delano Roosevelt. Ten tijde van de invasie was hij Brigadegeneraal, en de enige generaal die met de eerste aanvalsgolf aan land zou gaan. Hij landde op Utah Beach. Een maand na de invasie overleed hij aan een hartaanval in Frankrijk. Hij is begraven op het Normandy American Cemetery and Memorial naast zijn broer, luitenant Quintin Roosevelt. In september 1944 kreeg hij postuum de Medal of Honor uitgereikt.
Charles DurningAmerikaans acteur die onder andere een Golden Globe heeft gewonnen. Hij kwam tijdens de eerste aanvalsgolf aan land op Omaha Beach als onderdeel van de 1e Infanteriedivisie. Hij raakte gewond op 15 juni 1944 door een S-mijn en ontving daarvoor een Purple Heart. Hij heeft verder nog in de Slag om de Ardennen gevochten en is ontsnapt aan het Bloedbad van Malmedy. In totaal ontving Durning één Silver Star, drie Purple Hearts en één Good Conduct Medal.
Alec GuinnessBrits acteur, meest bekend van zijn rollen in Star Wars (Obi-Wan Kenobi) en The Bridge on the River Kwai (Kolonel Nicholson, hier won hij tevens een Golden Globe voor). Hij was lid van de Orde van de Eregezellen en Commandeur in de Orde van het Britse Rijk. Hij bestuurde tijdens de invasie een landingsvaartuig van de Royal Navy.
David NivenBrits acteur, meest bekend van zijn rollen in de films van The Pink Panther, waarvoor hij de Academy Award voor Beste Acteur won. Hij nam deel aan de invasie als luitenant-kolonel en fungeerde als tussenpersoon tussen het Britse Tweede Leger en het Amerikaanse Eerste Leger. Hij werd na de oorlog Legionair van het Legion of Merit.
J.D. SalingerAmerikaanse schrijver, meest bekend van zijn boek The Catcher in the Rye (De vanger in het graan). Hij ging aan land op Utah Beach als lid van het Amerikaanse 12e Infanterieregiment.

## Oorlogsmonumenten en verwijzingen

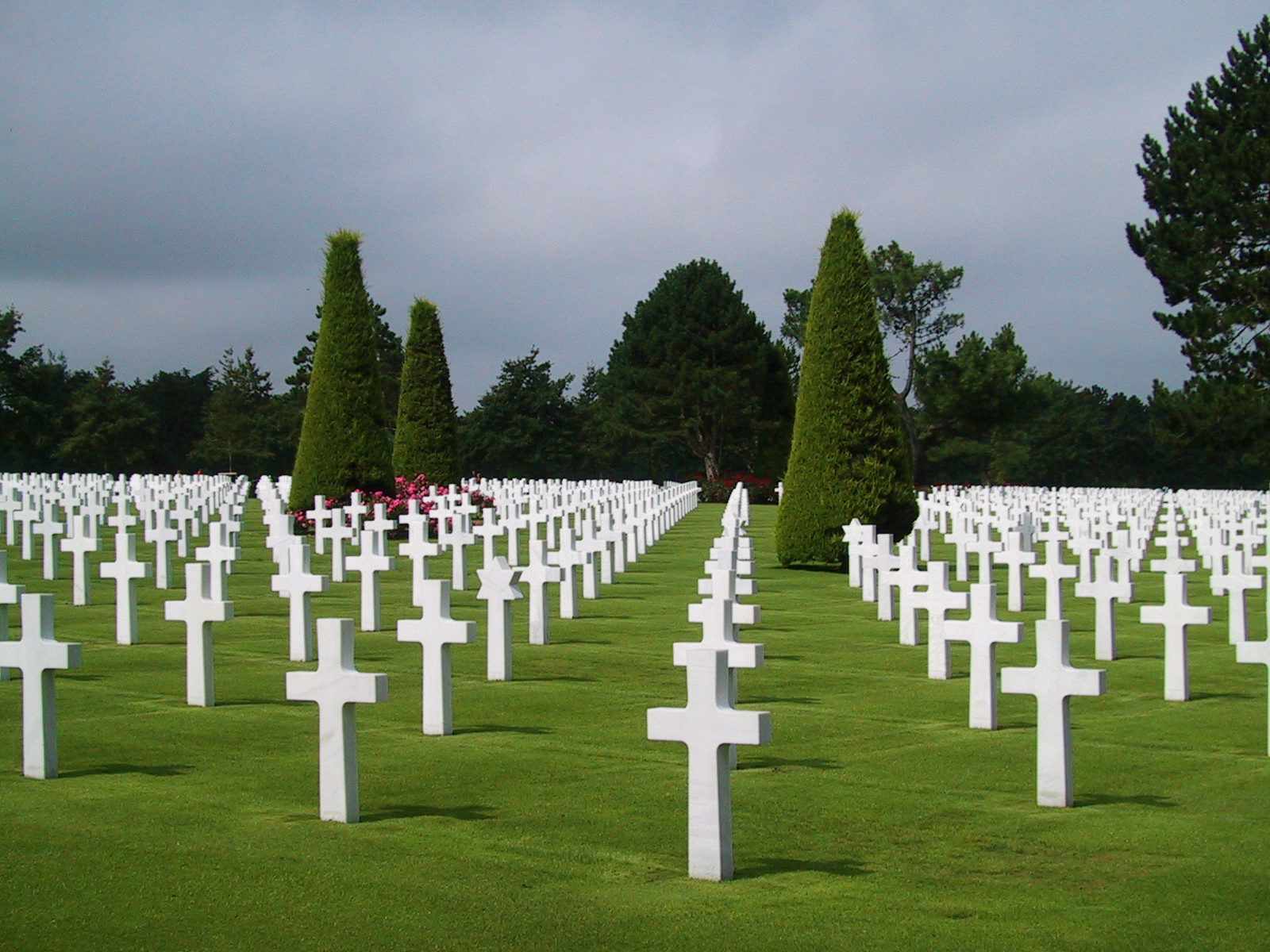
Begraafplaats nabij Omaha Beach

In Normandië zijn veel monumenten die herinneren aan 6 juni 1944 en de strijd die daarop volgde. De meest herkenbare zijn zeker de vijf landingsstranden. Op landkaarten worden ze nog steeds benoemd bij hun codenamen die ze in de Tweede Wereldoorlog kregen. Ook de enorme militaire begraafplaatsen in Normandië zijn erg populair bij toeristen. De meest in het oog springende is zonder meer de Amerikaanse begraafplaats in Colleville-sur-Mer. Deze begraafplaats bevat rijen van identieke witte kruisen en Davidsterren, ter nagedachtenis aan de overleden Amerikaanse soldaten in Normandië. 
De graven van het Gemenebest hebben op veel locaties een witte grafsteen, met daarin het symbool van de religieuze groep en de eenheid waartoe ze behoorden. De grootste begraafplaats in Normandië is de Duitse militaire begraafplaats in La Cambe. Op deze begraafplaats liggen 21.160 Duitse soldaten begraven. Kenmerkend voor deze begraafplaats zijn de granieten grafstenen en de korte lengte ervan.
In totaal zijn er 27 begraafplaatsen, waarop meer dan 110.000 doden begraven zijn: 77.866 Duits, 9386 Amerikaans, 17.769 Brits, 5002 Canadees en 650 Polen.
In Bedford, Virginia staat het National D-Day Memorial. Dit is een nationaal gedenkteken voor de Amerikaanse veteranen van D-day. De plaats (Bedford) is uitgekozen omdat het in verhouding de meeste verliezen leed tijdens de invasie.
Naast de opvallende aspecten zijn er ook minder opvallende verwijzingen naar de strijd. Zo komt het vaak voor dat in de buurt van de stranden de straatnamen zijn vernoemd naar eenheden die er hebben gevochten (bijvoorbeeld de Rue de 505 Airborne in Sainte-Mère-Église). Op de belangrijke punten, zoals Pointe du Hoc en de Pegasusbrug, zijn grote gedenktekens en musea te vinden. Delen van de mulberryhaven zijn nog steeds aanwezig en liggen vlak voor de kust van Arromanches. In Sainte-Mère-Église hangt een etalagepop als parachutist aan de kerktoren. Dit ter nagedachtenis aan soldaat John Steele, die daar een tijd verbleef. Op Juno Beach heeft de Canadese overheid een informatiecentrum laten bouwen. In Caen is het Museum voor Vrede te vinden, dat staat voor vrede in het algemeen.

## Media
Operatie Overlord is een populair item bij verschillende media. Doordat de interesse van met name de westerse wereld in dit onderwerp groot is, zijn er verschillende films, documentaires en computergames verschenen over Operatie Overlord. Hieronder staat een selectie van films, documentaires en computergames.

### Films

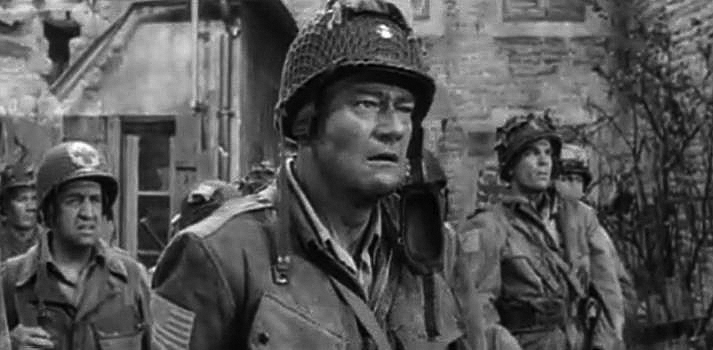
John Wayne in The Longest Day van 1962

- The Longest Day is een in 1962 uitgebrachte Amerikaanse film, die is gebaseerd op het gelijknamige boek.
- The Big Red One
- Saving Private Ryan is een met vijf Oscars bekroonde Amerikaanse film uit 1998, die gaat over een groep Amerikaanse soldaten die in Frankrijk op zoek gaan naar soldaat Ryan.
- Band of Brothers is een in 2001 uitgekomen Amerikaanse miniserie. In de miniserie wordt er in enkele afleveringen aandacht besteed aan het gevecht op Normandisch grondgebied. De serie is gebaseerd op het gelijknamige boek.
- Ike: Countdown to D-Day is een in 2004 uitgebrachte Amerikaanse film die gaat over de Slag om Normandië.

### Documentaires
- D-Day to Berlin is een driedelige serie waarvan het eerste deel, The Struggle to Break-Out over zowel de landingen, als de uitbraakpogingen gaat.
- D-day 6.6.44 is een documentaire die is gebaseerd op ervaringen van soldaten die in Normandië hebben gevochten.
- Victory at Sea: aflevering 15 D-day Normandy is een documentaire uit 1954 waar de Operatie Overlord gedetailleerd in beeld is gebracht
- The Longest Day (D-Day 60th Anniversary Edition) is een tweedelig dvd-pakket. Op de eerste dvd is de originele versie van The Longest Day kwalitatief verbeterd. Op de tweede dvd staat een documentaire met betrekking tot de landingen in Normandië.
- Codename: overlord, D-Day is een documentaire met veel kleurenfragmenten en exclusieve beelden over de Slag in Normandië. Deze is in 2004 ter gelegenheid van het 60-jarige jubileum uitgegeven.
- Morning: Normandy Invasion (June–August 1944) aflevering 17 geeft een blik op de geallieerde voorbereidingen en de landing zelf.
- Battlefield-The Battle for Normandy is een documentaire die inzicht geeft in zowel de geallieerde als de Duitse kampen voor, tijdens en na de slag om Normandië.
- Battlefront: D-day is een documentaire die de strijd vanuit beide kampen in een kort overzicht laat zien.